# الجدول الزمني لحقوق الأشخاص ذوي الإعاقة في الولايات المتحدة
يورد هذا الجدول الزمني لحقوق المعوقين الأحداث المتعلقة بالحقوق المدنية للأشخاص ذوي الإعاقة في الولايات المتحدة الأمريكية، ويتضمن قرارات المحاكم وسن التشريعات وأفعال الناشطين والانتهاكات الجسيمة التي تعرَّض لها الأشخاص ذوو الإعاقة والتي تبين عدم تمتعهم بالحقوق المدنية في ذلك الوقت إضافة إلى تأسيس المنظمات المختلفة. وعلى الرقم من أن حركة حقوق المعوقين نفسها بدأت فعليًا في الستينيات إلا أن الدعوة لحقوق الأشخاص ذوي الإعاقة بدأت قبل ذلك بكثير ولا يزال مستمرًا حتى وقتنا الحاضر.

## القرن الثامن عشر
- عام 1776: بعد الحرب الثورية، تلقى الجنود الذين أصيبوا بجروح بالغة أو لم يعودوا قادرين على إعالة أسرهم دعمًا ماليًا بموجب قانون التقاعد الأول، الذي أقرَّه الكونغرس القاري في 26 أغسطس عام 1776.[1] فقد سنّ الكونغرس القاري قانون التقاعد الأول، يُمنح بموجبه نصف راتب مدى الحياة أو طوال فترة العجز لكل ضابط أو جندي أو بحّار فقد أحد أطرافه خلال معركة، أو أُصيب بعجز أثناء خدمته في الولايات المتحدة جعله غير قادر على كسب لقمة العيش. كما نصّ القرار على تقديم دعم نسبي لمن أُصيبوا بعجز جزئي يمنعهم من الكسب. ومع ذلك، ونظرًا لعدم امتلاك الكونغرس سلطة جمع الأموال اللازمة لتمويل القانون، فقد كان معتمدًا على كل ولاية لتنفيذ أحكامه.

## القرن التاسع عشر
- عام 1817: تأسست المدرسة الأمريكية للأشخاص الصم في هارتفورد في كونيكتيكت. وكانت هذه المدرسة الأولى للأطفال ذوي الإعاقة في كامل نصف الكرة الغربي.[2]
- عام 1840: حكم M'Naghten (والتي تكتب وتُلفظ في بعض الأحيان «مكنوتن») وهي عبارة عن أي نوع من تعليمات هيئة المحلفين في الأربعينيات من القرن التاسع عشر في قضية جنائية عندما يكون هناك دفاع المتهم بأنه كان فاقدًا للوعي عند ارتكابه الجريمة (دفاع المرض العقلي).[3]
- «يُفترض أن كل رجل هو شخص عاقل... وأن إثبات الدفاع عن النفس على أساس أنه كان فاقدًا لعقله يجب أن يثبت بوضوح وقت ارتكاب الفعل إذا كان الطرف المتهم يقدم على هذا الفعل بسبب وجود خلل في العقل وبسبب مرض فيه والذي أدى إلى عد معرفته طبيعة ونوعية الفعل الذي أقدم عليه أو إذا كان قد عرف ذلك فهو لا يعلم أن ما فعله كان خاطئًا.» إن الأحكام الموضوعة كما في قضية مكنوتن 1843 10 C & F 200 كانت بمثابة اختبار معياري للمسؤولية الجنائية فيما يتعلق بالمتهمين المصابين باضطرابات عقلية في الأحكام المختصة بالقانون العام منذ ذلك الحين مع بعض التعديلات الطفيفة. يجوز الحكم على المتهم (غير المذنب بسبب خلل في عقله أو مذنب لكنه مجنون) عند استيفاء الاختبارات التي عيّنتها الأحكام وقد تكون العقوبة هي فترة علاج إلزامية أو تقديرية (ولكن عادةً ما تكون غير محددة) في وحدة طبية مؤمنة أو خلاف ذلك حسب تقدير المحكمة (اعتمادًا على البلد وعلى الجرم المتهم به) بدلًا من التصرف العقابي. ويعترف بدفاع المرض العقلي في أستراليا وكندا وإنجلترا وويلوز وهون كونج والهند وجمهورية أيرلندا ونيوزيلندا والنرويج ومعظم الولايات المتحدة باستثناء ولاية إيداهو وكانساس ومونتانا ويوتا وفيرمونت، ولكن لا تستخُدم جميع هذه السلطات القضائية أحكام مكنوتن.[4]
- عام 1864: أذن الكونغرس الأمريكي لمؤسسة كولومبيا لتعليم الصم والبكم والمكفوفين بمنح شهادات جامعية، ووقع الرئيس أبراهام لنكولن على القانون. وعُيّن إدوارد ماينر جالوديت رئيسًا للهيئة بأكملها بما في ذلك الكلية. وكانت أول كلية تُنشأ للأشخاص ذوي الإعاقة في العالم وتُعرف الآن بجامعة جالوديت.
- أواخر عام 1800 حتى السبعينيات من القرن التاسع عشر: كان لدى بعض المدن الأمريكية قوانين للمتسولين القبيحين والتي تُعرف بالعامية باسم «قوانين القبيحين» في أواخر عام 1800 حتى السبعينيات من القرن التاسع عشر. وتعتبر هذه القوانين غير شرعية (لأي شخص سواء كان مريضًا أو مُقعدًا أو معوّقًا أو مشوّهًا بأي شكل من الأشكال لكونه كائنًا قبيحًا أو مثيرًا للاشمئزاز عند تعرضه إلى النظرة العامة).[5]
- عام 1867: صدر أول مرسوم أمريكي متعلق بمنع الأشخاص ذوي الإعاقة من الظهور في الأماكن العامة في عام 1867 في مدينة سان فرانسيسكو في ولاية كاليفورنيا. وكان لهذا الأمر الصادر عن السلطة التنفيذية علاقة بالموضوع الأوسع المتمثل في التسول. وتشير الصياغة الواردة في مرسوم سان فرانسيسكو إلى إرسال المخالفين إلى مأوى الفقراء والعجزة وهذا يرتبط بسياسة قانون الفقراء للعصر الفيكتوري.
- عام 1867: حدث أول اعتقال مسجل يتعلق بقوانين القبيحين بحق مارتن أوتس في سان فرانسيسكو، في ولاية كاليفورنيا في يوليو 1867. كان أوتس جنديًا سابقًا في جيش الاتحاد خلال الحرب الأهلية الأمريكية.
- عام 1869: قضية الدولة ضد بايك 49 التي تحمل الرقم 399 (عام 1869): قضية جنائية وُضعت لاختبار نتيجة دفاع المرض العقلي. واستخدمت المحكمة في قضية دورهام ضد الولايات المتحدة كأساس لما أصبح يُعرف باسم قاعدة دورهام.[6]
- عام 1880: تأسست الجمعية الوطنية للأشخاص الصم في مدينة سينسيناتي في ولاية أوهايو وهي مؤسسة غير ربحية لحقوق الصم ومقرها الآن في سيلفر سبرينغ في ولاية ماريلند|ماريلاند.
- عام 1881: سنّت بروتلاند في أوريجون قانونًا للقبيحين.[7]
- عام 1881: صدر في شيكاغو مرسومًا لعام 1881 على النحو التالي:

يُسمح لأي شخص سواء كان مريضًا أو مُقعدًا أو معوّقًا أو مشوّهًا بأي شكل من الأشكال كائنًا قبيحًا أو مثيرًا للاشمئزاز أو أي شخص غير سليم يُسمح بالتجول داخل أو خارج الشوارع أو الطرق السريعة أو الطرق العامة أو الأماكن العامة في المدينة، لا يجوز أن يتعرض في ذلك المكان أو عنده لوجهة نظر عامة، تحت طائلة عقوبة غرامة قدرها دولار لكل جريمة (قانون مدينة شيكاغو 1881)
- تعادل الغرامة البالغة 1 دولار أكثر من 20 دولارًا في عام 2018.
- من عام 1881 حتى 1890: في هذا الوقت ما بين عامي 1881 إلى 1890 صدر قانون للقبيحين في أوهاما في نبراسكا.[7]
- عام 1887: أثارت التعابير البيانية للظروف السائدة في مستشفى الأمراض العقلية النسائي على جزيرة بلاكويل في كتاب نيللي بلي الذي عنوانه (عشرة أيام في منزل الجنون) ضجة جلبت شهرة دائمة لبلي ودفعت هيئة المحلفين الكبرى لإطلاق تحقيقها الخاص بمساعدة الكاتبة بلي. أسفر تقرير هيئة المحلفين عن زيادة قدرها 850 ألف دولار في ميزانية إدارة المؤسسات الخيرية والمؤسسات الإصلاحية العامة.  كما أكدت هيئة المحلفين العليا على أن الفحوص المقبلة ستكون أكثر شمولًا بحيث لا يذهب إلى المأوى إلا المرضى الذين يعانون من مشاكل خطيرة.[8]
- عام 1889: سُنّت قوانين للقبيحين في دينفر وكولورادو ولينكولن في ولاية نبراسكا|نيبراسكا في عام 1889.
- عام 1894: صدر قانون للقبيحين في كولومبوس في ولاية أوهايو في عام 1894.
- عام 1891: صدر قانون للقبيحين لولاية بنسلفانيا في عام 1891 ويتضمن هذا القانون أسلوبًا ينطبق على الإعاقة الإدراكية وكذلك الإعاقة البدنية.

## 1900–1939
- 1908 – أسس كليفورد وتنجام بيرز "جمعية كونيتيكت للنظافة النفسية"، والتي تُعرف الآن باسم "الصحة النفسية كونيتيكت".
- 1909 – أسس كليفورد وتنجام بيرز "اللجنة الوطنية للنظافة النفسية"، والتي تُعرف الآن باسم "الصحة النفسية أمريكا"، بهدف إصلاح علاج المرضى النفسيين.
- 1910 – State v. Strasburg، 110 P. 1020 (واشنطن، 1910)، كانت قضية نظرت فيها المحكمة العليا في واشنطن وقررت أن نظام أساسي ألغى الدفاع عن الجنون غير دستوري. وشبّهت المحكمة استبعاد أدلة الجنون بحرمان من المحاكمة أمام هيئة محلفين.[9]
- 1914 – Schloendorff v. Society of New York Hospital، 105 N.E. 92 (نيويورك، 1914)، كان حكمًا صدر عن محكمة الاستئناف في نيويورك عام 1914، أسس لمبادئ موافقة مستنيرة والاستجابة للتفوق في قانون الولايات المتحدة.[10]
- 1915 – هاري هيسلدين كان جراحًا في المستشفى الألماني الأمريكي في شيكاغو، وفي عام 1915 رفض إجراء جراحة ضرورية لأطفال وُلدوا بتشوهات خلقية خطيرة وتركهم يموتون، في عمل من أعمال تحسين النسل.[11]
- 1918 - نُشر أول استبيان معاقي كليفلاند؛ وهو أحد أوائل التعدادات الدقيقة للإعاقات، والذي قاس الظروف الاجتماعية والاقتصادية للأفراد المصنفين كمعاقين.
- 1918 – أصبح قانون سميث-سيرز لإعادة تأهيل المحاربين القدامى قانونًا، وقدم دعمًا لإعادة التأهيل المهني وعودة الأشخاص المعاقين المسرحين من الجيش الأمريكي إلى العمل المدني.[2]
- 1920s: عمل الطبيب النفسي هنري كوتن في مستشفى ترينتون الحكومي في نيوجيرسي. كان مقتنعًا بأن الجنون ناتج عن اضطراب سام، وفي عشرينيات القرن العشرين قام بإزالة أجزاء من الجسم جراحيًا لتحسين الصحة النفسية.[12]
- 1924 – نص قانون تعقيم فيرجينيا لعام 1924 على تعقيم إجباري للأشخاص الذين يُعتبرون "ضعفاء عقليًا"، بما فيهم "المجانين، والأغبياء، والمعتوهين، أو المصابين بالصرع".[13]
- 1927 – Buck v. Bell، 274 U.S. [الإنجليزية]‏ 200 (1927)، هو قرار صادر عن المحكمة العليا للولايات المتحدة، كتبه القاضي أوليفر وندل هولمز، الابن، حيث قضت المحكمة بأن Virginia Sterilization Act of 1924|قانون الولاية الذي يسمح بـتعقيم إجباري لغير المؤهلين، بما فيهم ذوي إعاقة ذهنية، "لحماية وصحة الدولة" لا ينتهك بند الإجراءات القانونية الواجبة في التعديل الرابع عشر لدستور الولايات المتحدة الأمريكية. وكان القرار يُعتبر تأييدًا لـتحسين النسل.
- 1931 – أصبح قانون برات–سوموت قانونًا. وقد قدم 100,000 دولار، تديرها مكتبة الكونغرس، لتوفير الكتب للمكفوفين البالغين. البرنامج، المعروف باسم كتب للمكفوفين، تم تعديله وتوسيعه بشكل كبير على مر السنين، ولا يزال قائمًا حتى اليوم.
- 1933–1945 – أصبح البيت الأبيض أحد أوائل المباني الحكومية المجهزة بالكراسي المتحركة في واشنطن بعد التعديلات التي أُجريت خلال رئاسة فرانكلين روزفلت، الذي استخدم كرسيًا متحركًا بسبب إصابته بالشلل.
- 1935 – تأسست رابطة المعاقين جسديًا في مدينة نيويورك في مايو 1935 للاحتجاج على التمييز من قبل إدارة تقدم الأعمال.
- 1935 – أصبح قانون الضمان الاجتماعي قانونًا في الولايات المتحدة؛ حيث قدم مزايا تقاعدية ممولة اتحاديًا ومساعدات للولايات لدعم المكفوفين والأطفال المعاقين. كما وسّع القانون برامج إعادة التأهيل المهني القائمة.[2]
- 1936 – أصبح قانون راندولف-شيبرد، 20 U.S.C. § 107 وما بعده، وهو قانون فيدرالي يمنح أولوية للأشخاص المكفوفين لتشغيل مرافق البيع الآلي في الممتلكات الفيدرالية، قانونًا في الولايات المتحدة. تم تعديله وتحديثه بشكل كبير عام 1974.
- 1937 - 1960: نصت سياسة أمريكية عام 1937 بعنوان "القانون 116" على أنه، في إقليم بورتوريكو الأمريكي، يمكن تعقيم الأشخاص الذين يُعتبرون "ضعفاء عقليًا" و"مصابين بأمراض" بشكل دائم. كان المشرعون يعتقدون أن هؤلاء الأفراد غير مؤهلين لاتخاذ قرارات بشأن قدراتهم الإنجابية. كما لم يرغبوا في أن ينقل المرضى العقليون صفاتهم الوراثية إلى أبنائهم. استخدمت الولايات المتحدة هذا التبرير كذريعة لعمليات التعقيم التي أُجريت مسبقًا وللإجراءات المستقبلية.[14] تم إلغاء القانون 116 في عام 1960.
- 1938 – تم سن قانون واغنر-أوداي عام 1938، والذي أوجب على الوكالات الفيدرالية الأمريكية شراء المنتجات من ورش المكفوفين التي تفي بمؤهلات محددة.[13][13]

## الأربعينات
- أربعينيات القرن العشرين – قامت مدينة كالامازو كالامازو (ميشيغان)|كالامازو بتركيب منحدرات الأرصفة كمشروع تجريبي لمساعدة قدامى المحاربين من ذوي الإعاقة في الحصول على وظائف.[15]
- 1940 – تم تأسيس الاتحاد الوطني للمكفوفين في ويلكس-بار، بنسلفانيا، على يد جاكوبس بروك وآخرين. وقد طالبوا بقوانين عصا المشي البيضاء، وإشراك المكفوفين في تصميم البرامج المخصصة لهم، إلى جانب إصلاحات أخرى.[2]
- 1940 – تأسس الاتحاد الأمريكي للمعاقين جسديًا على يد بول ستراشان، وكان أول منظمة سياسية وطنية جامعة للإعاقات تدعو إلى إنهاء التمييز في التوظيف، وتضغط من أجل تشريعات داعمة، وتنادي بأسبوع وطني لتوظيف المعاقين جسديًا، إلى جانب مبادرات أخرى.[2]
- 1943 – أصبح قانون لا فوليت-باردن لإعادة التأهيل المهني قانونًا في الولايات المتحدة، وأضاف التأهيل البدني إلى أهداف برامج إعادة التأهيل المهني الممولة اتحاديًا، وموّل خدمات رعاية معينة.[2]
- 1945 – أصبح القانون PL-176 قانونًا في الولايات المتحدة، وأعلن أن أول أسبوع من أكتوبر كل عام سيكون "الأسبوع الوطني لتوظيف المعاقين جسديًا". وفي عام 1962 أُزيلت كلمة "جسديًا" للاعتراف باحتياجات التوظيف ومساهمات الأفراد من جميع أنواع الإعاقات. وفي 1988، وسّع الكونغرس الأسبوع ليصبح شهرًا كاملاً (أكتوبر) وأعاد تسميته إلى "الشهر الوطني للتوعية بتوظيف ذوي الإعاقة".[2][16]
- 1946 – وقّع الرئيس هاري ترومان على قانون الصحة النفسية الوطني، الذي دعا إلى إنشاء المعهد الوطني للصحة النفسية.
- 1946 – أصبح قانون هيل-بيرتون (المعروف أيضًا باسم قانون مسح المستشفيات وإنشائها) قانونًا في الولايات المتحدة، وموّل منحًا فدرالية للولايات لبناء مستشفيات ومراكز عامة ومنشآت صحية لإعادة تأهيل الأشخاص ذوي الإعاقة.[2]
- 1946 – تأسست مؤسسة الصحة النفسية الوطنية من قبل أمريكيين رفضوا الخدمة العسكرية في الحرب العالمية الثانية وخدموا كمساعدين في مؤسسات الصحة النفسية الحكومية. كشفت المؤسسة عن الظروف السيئة في هذه المنشآت، مما حفّز على حركة "إلغاء المؤسسات".
- 1946 – تأسست منظمة قدامى المحاربين المشلولين الأمريكية.[17]
- 1946–1953 – خلال هذه الفترة، قام باحثون من شركة كويكر أوتس ومعهد ماساتشوستس للتكنولوجيا وجامعة هارفارد بتجارب في مدرسة والتر إي. فيرنالد الحكومية لمعرفة كيفية امتصاص المعادن من الحبوب. طُلب من أولياء أمور الأطفال ذوي الإعاقات الذهنية السماح لأبنائهم بالانضمام إلى "نادي العلوم" للمشاركة في الدراسة، مقابل مزايا خاصة. لكنهم لم يُبلغوا بأن الطعام يحتوي على كالسيوم وحديد مشعين.[18][19] استُخدمت نتائج التجارب في حملة إعلانية. لاحقًا، تمت مقاضاة الشركة وتمت تسوية القضية في 31 ديسمبر 1997.[20][21]
- 1947 – عُقدت اللجنة الرئاسية الخاصة بـ"الأسبوع الوطني لتوظيف المعاقين جسديًا" في واشنطن العاصمة. واستخدمت حملات دعائية أفلامًا ولوحات إعلانية وإذاعات وتلفزيون لإقناع الناس بأن توظيف ذوي الإعاقة فكرة جيدة من الناحية الاقتصادية.[2]
- 1948 – تأسست المؤسسة الوطنية للشلل النصفي من قبل أعضاء من قدامى المحاربين المشلولين، وكانت بمثابة ذراع مدني لحركتهم المتنامية، ولعبت دورًا رائدًا في الدفاع عن حقوق ذوي الإعاقة.[2]
- 1948 – تأسس برنامج الطلاب المعاقين في جامعة إلينوي في جيلسبيرغ رسميًا بإدارة تيموثي نوجنت، ثم نُقل إلى حرم أوربانا-شامبين حيث أصبح نموذجًا لبرامج الطلاب المعاقين ومراكز الحياة المستقلة في البلاد.[2]
- 1948 – تأسست مجموعة لسنا وحدنا (We Are Not Alone), وهي مجموعة دعم ذاتي للمرضى النفسيين، في مستشفى ولاية روكلاند بمقاطعة روكلاند، نيويورك.[2]
- 1949 – بدأ شهر التوعية بالصحة النفسية في الولايات المتحدة منذ مايو 1949، بتنظيم من الصحة النفسية أمريكا (التي كانت تُعرف وقتها بالجمعية الوطنية للصحة النفسية).[22]

## الخمسينات
- 1950 – تم تعيين ماري سويتر مديرة لمكتب إعادة التأهيل المهني في الولايات المتحدة، حيث أكدت على أهمية الحياة المستقلة كقضية تتعلق بجودة الحياة.[2]
- 1950 – تم تعديل قانون الضمان الاجتماعي لإنشاء برنامج اتحادي-ولائي لمساعدة الأشخاص المعاقين بشكل دائم وكامل في أمريكا.[2]
- 1953 – أصبحت لجنة الرئيس المعنية بتوظيف الأشخاص المعاقين جسديًا في أسبوع توظيف المعاقين جسديًا هي "لجنة الرئيس لتوظيف الأشخاص المعاقين جسديًا"، وهي منظمة دائمة ترفع تقاريرها إلى الرئيس والكونغرس.[2]
- 1954 – تم تعديل قانون إعادة التأهيل المهني من خلال القانون العام 565[23]؛ حيث زادت نسبة التمويل المشترك من الحكومة الفيدرالية من 50-50 إلى 3 دولارات اتحادية مقابل كل دولارين من الدولة، كما توسعت الخدمات لتشمل ذوي الإعاقات العقلية.[24][25][2]
- 1954 – ماري سويتر، مديرة مكتب إعادة التأهيل المهني في الولايات المتحدة، قامت بتفويض الأموال لأكثر من 100 برنامج إعادة تأهيل قائم على الجامعات.[2]
- 1954 – تم تعديل قانون الضمان الاجتماعي لعام 1935 من خلال PL 83-761 ليشمل بندًا للتجميد للعمال الذين اضطروا إلى ترك العمل بسبب الإعاقة، مما حمى مزاياهم بتجميد مزايا التقاعد عند مستواها قبل الإعاقة.[2]
- 1954 – قضية دورهام ضد الولايات المتحدة، 214 F.2d 862 (دائرة محكمة الاستئناف 1954)، هي قضية جنائية تشرح ما أصبح يعرف بقانون دورهام لهيئات المحلفين لتحديد ما إذا كان المتهم "غير مذنب بسبب الجنون"، وهو أن "المتهم ليس مسؤولاً جنائيًا إذا كان فعله غير القانوني ناتجًا عن مرض عقلي أو عيب عقلي".[3]: كان الهدف منها تمكين الأطباء النفسيين من "إبلاغ هيئة المحلفين عن طبيعة المرض العقلي للمتهم" حتى يتمكن المحلفون من "الاستفادة من آفاق أوسع من المعرفة حول الحياة العقلية"؛ لكي يتمكن المحلفون من اتخاذ قرارات بناءً على الشهادات الخبيرة عن المرض.[26] تم تبنيها في دولتين فقط لفترة قصيرة، لكنها كانت وما زالت تؤثر على النقاش حول الجنون القانوني.[6] وقد تم انتقاد القرار لعدم توفير معيار لهيئة المحلفين للحكم على تدهور العقل أو التحكم، ولم يتم تحديد مفهوم المرض العقلي، وترك المحلفين يعتمدون على الشهادات الخبيرة.[26]
- 1956 – أنشأت تعديلات قانون الضمان الاجتماعي لعام 1956 برنامج الضمان الاجتماعي للإعاقة (SSDI) للعمال المعاقين الذين تتراوح أعمارهم بين 50 و64 عامًا في أمريكا.[2]
- 1956 – قانون الصحة العقلية في ألاسكا لعام 1956 (قانون الكونغرس|القانون العام 84-830) هو قانون الكونغرس الذي تم تمريره لتحسين الرعاية الصحية العقلية في ألاسكا، حيث نجح في إنشاء نظام رعاية صحية عقلية لألاسكا، ممولًا من إيرادات الأراضي المخصصة لصندوق الصحة العقلية. ومع ذلك، خلال السبعينات وأوائل الثمانينات، قام السياسيون في ألاسكا بشكل منهجي بتجريد الصندوق من أراضيه، ونقلوا الأراضي الأكثر قيمة إلى الأفراد والوكالات الحكومية. وقد تم الحكم بأن عملية تجريد الأصول كانت غير قانونية بعد سنوات من التقاضي، وتم إنشاء صندوق صحي عقلي مُعاد تنظيمه في منتصف الثمانينات.
- 1958 – مددت تعديلات قانون الضمان الاجتماعي لعام 1958 مزايا الضمان الاجتماعي للإعاقة لتشمل المعالين من العمال المعاقين في أمريكا.[2]
- 1958 – أصبح PL 85-905 قانونًا في الولايات المتحدة، الذي فوض خدمات القروض للأفلام المترجمة للغتين للصم.[27]
- 1958 – أصبح PL 85-926 قانونًا في الولايات المتحدة، الذي قدم الدعم الفيدرالي لتدريب المعلمين للأطفال ذوي الإعاقات العقلية.[27]
- 1958 – تأسست "صحيفة إعادة التأهيل" (التي كانت تُعرف سابقًا بجريدة توومي فيل)، التي كانت منشورًا أمريكيًا شعبيًا أصبح أول صوت لحقوق ذوي الإعاقة، والحياة المستقلة، والتنظيم بين الإعاقات المختلفة. وكان يضم مقالات كتبها كتّاب من ذوي الإعاقات.[2]

## الستينات
- 1937 - 1960: كانت السياسة الأمريكية لعام 1937 بعنوان "القانون 116" تنص على أنه في إقليم بورتو ريكو الأمريكي، يمكن تعقيم الأشخاص الذين كانوا "ضعفاء العقلي" و"مريضين" بشكل دائم. كان المشرعون يعتقدون أن هؤلاء الأفراد غير قادرين على اتخاذ قرارات بشأن قدراتهم الإنجابية. كما أنهم لم يرغبوا في أن ينقل المرضى العقليون صفاتهم الوراثية إلى نسلهم. استخدمت الولايات المتحدة هذا المنطق كتبرير للتعقيمات التي تم إجراؤها في السابق وكذلك للإجراءات المستقبلية للتعقيم. تم إلغاء القانون 116 في عام 1960.
- 1960 – تأسست جمعية الوطنية لدون تريمور (التي تأسست أصلاً باسم "مجلس تنمية المنغوليين")، وهي أقدم منظمة للأهالي في الولايات المتحدة التي تهتم بذوي متلازمة داون، على يد كاثرين ماكغي، التي كانت ابنتها تريشيا مصابة بمتلازمة داون.
- 1960 – ألغت تعديلات الضمان الاجتماعي لعام 1960 القيود التي كانت تنص على أن العمال المعوقين الذين يتلقون مزايا العجز الاجتماعي يجب أن يكونوا في سن الخمسين أو أكثر.
- 1960 – نُشرت ورقة موريتن بيرنبوم البارزة حول "حق العلاج" في عام 1960 في مجلة جمعية المحامين الأمريكية، مما يمثل الاستخدام الأول للمصطلح sanism للإشارة إلى المرضى العقليين.
- 1960 – قضية دوسكي ضد الولايات المتحدة كانت قضية هامة في المحكمة العليا للولايات المتحدة، حيث أكدت المحكمة حق المتهم في الحصول على تقييم الكفاءة قبل بدء المحاكمة. هذه القضية وضعت المعايير الحالية للكفاءة في المحاكم.
- 1961 – عين الرئيس الأمريكي جون ف. كينيدي لجنة رئاسية حول التأخر العقلي.
- 1961 – نشر المعهد الوطني للمعايير الأمريكية (ANSI) مواصفات المعايير الأمريكية لجعل المباني قابلة للوصول إليها من قبل ذوي الإعاقات الجسدية والعقلية.
- 1962 – تم إعادة تسمية لجنة الرئيس للتوظيف لذوي الإعاقات الجسدية لتصبح "لجنة الرئيس للتوظيف لذوي الإعاقات"، مما يعكس زيادة الاهتمام بقضايا التوظيف المتعلقة بالأشخاص ذوي الإعاقات العقلية.
- 1962 – إدوارد روبرتس نجح في رفع دعوى للحصول على القبول في جامعة كاليفورنيا في بيركلي، ليكون أول طالب ذو إعاقات شديدة يلتحق بتلك الجامعة.
- 1963 – أصبح قانون "الصحة العقلية المجتمعية" (قانون رقم 88-164) قانونًا في الولايات المتحدة، مما سمح بتمويل مراكز البحث والتطوير في الجامعات والمرافق المجتمعية للأشخاص ذوي الإعاقات الذهنية.
- 1963 – دعا الرئيس الأمريكي جون ف. كينيدي إلى تقليص عدد الأشخاص المحتجزين في المؤسسات السكنية، واقترح أن يتم إيجاد طرق لإعادة دمج المرضى العقليين والمعاقين عقليًا في المجتمع من خلال برامج صحية وتعليمية.
- 1963 – أصبحت ولاية ساوث كارولينا أول ولاية أمريكية تمرر قانونًا يضمن حق ذوي الإعاقات في الوصول إلى الأماكن العامة.
- 1964 – في 6 أكتوبر 1964، وقع الرئيس الأمريكي ليندون ب. جونسون أول إعلان ليوم "أمان عصا البيض" بعد تبني قرار مشترك من الكونغرس الأمريكي.
- 1965 – تم إنشاء ميديكير وميديكيد من خلال تمرير تعديلات قانون الضمان الاجتماعي لعام 1965، مما وفر رعاية صحية مدعومة من الحكومة الأمريكية للأمريكيين المعاقين والمسنين الذين يشملهم برنامج الضمان الاجتماعي. غيرت هذه التعديلات تعريف الإعاقة في برنامج إعاقات الضمان الاجتماعي من "مستمرة وطويلة الأمد وغير محددة" إلى "من المتوقع أن تستمر لمدة لا تقل عن 12 شهرًا."
- 1965 – تم تمرير تعديلات التأهيل المهني لعام 1965 التي سمحت بتوفير تمويل اتحادي لبناء مراكز التأهيل، وتوسيع برامج التأهيل المهني الحالية، وإنشاء اللجنة الوطنية للمعوقات المعمارية في تأهيل المعاقين.
- 1965 – تم إنشاء المعهد الفني الوطني للصم في معهد روتشستر للتكنولوجيا في روتشستر، نيويورك من قبل الكونغرس الأمريكي.
- 1965 – أصبح قانون قانون حقوق التصويت لعام 1965 قانونًا في الولايات المتحدة، بالإضافة إلى تقديمه لحماية واسعة لحقوق التصويت للأقليات، فإنه سمح للأشخاص ذوي الإعاقات المختلفة بتلقي المساعدة "من شخص من اختيار الناخب"، بشرط ألا يكون هذا الشخص هو رئيس الناخب أو وكيل الاتحاد.
- 1966 – في قضية Pate v. Robinson، قضت المحكمة العليا في الولايات المتحدة بأن جلسة استماع حول الكفاءة للوقوف أمام المحاكمة مطلوبة بموجب بند الإجراءات القانونية في دستور الولايات المتحدة.
- 1966 – في قضية Rouse v. Cameron، تم الحكم بأن المرضى النفسيين الذين تم احتجازهم مدنيًا لديهم "حق في العلاج".
- 1966 – تم تأسيس لجنة الرئيس للتخلف العقلي من قبل الرئيس الأمريكي ليندون بي. جونسون.
- 1966 – تم نشر كتاب "Christmas in Purgatory" بواسطة بورتون بلات وفريد كابلان، والذي وثق الظروف في المؤسسات الحكومية الأمريكية للأشخاص ذوي الإعاقات التطورية.
- 1967 – تم تمرير قانون لانترمان-بيترس-شورت (LPS) في كاليفورنيا، والذي ينظم التزام الأفراد بالقوة في المؤسسات الصحية العقلية.
- 1967 – تم التصديق على التعديل الخامس والعشرون لدستور الولايات المتحدة والذي يتعلق بخلافات الخلافة الرئاسية والإعاقات.
- 1968 – أصبح قانون الحواجز المعمارية لعام 1968 قانونًا في الولايات المتحدة، والذي يتطلب أن تكون جميع المباني المملوكة أو المستأجرة من قبل الحكومة الفيدرالية في متناول ذوي الإعاقات.
- 1968 – عندما هدد مستشار تأهيلي اثنين من أعضاء "رولينغ كوادز" في جامعة كاليفورنيا، بيركلي، بالإخلاء من سكن "كاويل"، نظم أعضاء "رولينغ كوادز" "ثورة" ناجحة أدت إلى نقل المستشار.
- 1968 – ضمنت الهيئة التشريعية في كاليفورنيا أن يكون نظام النقل السريع في منطقة خليج سان فرانسيسكو (BART) هو أول نظام للنقل السريع في الولايات المتحدة يتكيف مع مستخدمي الكراسي المتحركة.
- 1969 – تم نشر عمل وولف وولفنبرغر الرائد "أصل وطبيعة نماذجنا المؤسسية".
- 1969 – تم تمرير قانون الصحة والسلامة في مناجم الفحم لعام 1969 الذي قدم تعويضات لعمال المناجم الذين أصيبوا بالإعاقة الدائمة بسبب الأمراض التنفسية التقدمية الناجمة عن استنشاق الغبار الفحم.
- قبل السبعينات – حظرت عدة ولايات أمريكية إجراء جراحة الفص الأمامي.

## السبعينات
- 1970 - في عام 1970، وأثناء إقامته في دار رعاية المسنين، أسس ماكس ستاركلف منظمة باراكواد. كان هدف الشركة مساعدة الأشخاص ذوي الإعاقات على العيش بشكل مستقل.
- 1970 - أصبح قانون قانون النقل الجماعي الحضري لعام 1970|قانون النقل الجماعي الحضري قانونًا، وكان يتطلب أن تكون جميع وسائل النقل الجماعي الأمريكية الجديدة مجهزة بروافع كراسي متحركة. تم تأجيل تنفيذ القانون لمدة 20 عامًا من قبل رابطة النقل الأمريكي، وتم إصدار اللوائح أخيرًا في عام 1990.[2][28]
- 1970 - تم تأسيس Disabled in Action على يد جوديث هيمان وأصدقائها دينيس ماكواد، بوبي لين، فريدا تانكاس، فريد فرانسيس، بات فيغويرا، وربما لاري وايزبرغر، سوزان ماركوس، جيمي لينش وروني ستير (جميعهم كانوا من ذوي الإعاقة). تم أيضًا بدء عدد من الفصول في مدن أمريكية أخرى.[29]
- 1970 - تم تأسيس الجمعية الأمريكية لإلغاء الحجز القسري في المستشفيات النفسية (AAAIMH) في عام 1970 من قبل توماس سزاس، جورج ألكسندر، وإرفينغ غوفمان بهدف إلغاء التدخلات النفسية القسرية، وخاصة الحجز القسري ضد الأفراد.[30] تم الإعلان عن تأسيس AAAIMH بواسطة سزاس في عام 1971 في المجلة الأمريكية للصحة العامة [31] والمجلة الأمريكية للطب النفسي.[32] قدمت الجمعية المساعدة القانونية للمرضى النفسيين وطبعت مجلة The Abolitionist.[33] تم حل المنظمة في عام 1980.[33][34]
- 1970 - تم تأسيس رولنج جوادز من قبل إدوارد روبرتس في يو سي باركلي في كاليفورنيا.[2]
- 1970 - أصبح قانون تعديل خدمات الإعاقات النمائية وبناء المنشآت قانونًا في الولايات المتحدة. كانت هذه التعديلات تحتوي على أول تعريف قانوني للإعاقات النمائية. كما سمحت بمنح مالية لتقديم خدمات ومنشآت لإعادة تأهيل الأشخاص ذوي الإعاقات النمائية ومجالس DD الحكومية.[2]
- 1970 - تم تأسيس برنامج الطلاب ذوي الإعاقات الجسدية (PDSP) من قبل إدوارد روبرتس، جون هيسلر، هيل زوكاس وآخرين في UC Berkeley. مع تركيزه على الحياة المجتمعية، والمناصرة السياسية، والخدمات الشخصية، أصبح هذا البرنامج نواة لأول مركز للعيش المستقل الذي تم تأسيسه في عام 1972.[2]
- 1971 - تم تمرير قانون جافيتس-واغنر-أوداي، 41 U.S.C. § 46 et seq، وهو قانون اتحادي أمريكي يتطلب من جميع الوكالات الفيدرالية شراء إمدادات وخدمات محددة من الوكالات غير الربحية التي توظف أشخاصًا مكفوفين أو ذوي إعاقات كبيرة أخرى، من قبل الكونغرس الأمريكي في عام 1971. كان هذا توسعًا لقانون واغنر-أوداي لعام 1938 (انظر أعلاه).
- 1971 - نشر المعهد الأمريكي للمعايير الوطنية (ANSI) مواصفات المعايير الأمريكية لجعل المباني قابلة للوصول إليها واستخدامها من قبل ذوي الإعاقات الجسدية (معيار A117.1 للحرية من العوائق). أصبح هذا الوثيقة المرجعية التي تم استخدامها كأساس للرموز المعمارية في مجال الوصول.[35]
- 1971 - تم تأسيس المركز الوطني للقانون وذوي الإعاقة في جامعة نوتردام بولاية إنديانا. أصبح هذا المركز أول مركز للدفاع القانوني عن حقوق الأشخاص ذوي الإعاقة في الولايات المتحدة.
- 1971 - قضت محكمة المنطقة الأمريكية، المنطقة الوسطى في ألاباما، في قضية وايات ضد ستيكني أن الأشخاص في المدارس والمؤسسات الحكومية السكنية لهم حق دستوري "في تلقي علاج فردي يوفر لهم فرصة واقعية للشفاء أو لتحسين حالتهم العقلية." لم يعد يمكن حجز الأشخاص ذوي الإعاقة في المؤسسات الحافظة بدون علاج أو تعليم.[2]
- 1971 - تم بدء مشروع تحرير المرضى النفسيين في مدينة نيويورك.[2]
- 1971 - تم تعديل قانون معايير العمل العادلة لعام 1938 لإدخال الأشخاص ذوي الإعاقات (غير المكفوفين) في نظام الورش المحمية.[2]
- 1971 - في قضية ريتشاردسون ضد بيراليس، 402 U.S. 389 (1971)، [36] تم النظر في القضية من قبل المحكمة العليا الأمريكية لتحديد عدة أسئلة تتعلق بالإجراءات الإدارية في قضايا الضمان الاجتماعي للأشخاص ذوي الإعاقة. في هذه القضية، حكمت المحكمة العليا بأن: 1.) التقارير المكتوبة التي يقدمها الأطباء في علاج وتقييم المرضى مقبولة، ويجب اعتبارها أدلة هامة في جلسات الاستماع بشأن الإعاقة بموجب قانون الضمان الاجتماعي، على الرغم من أنها تعتبر في طبيعتها "شهادة غير مباشرة". 2.) شهادة غير مباشرة مقبولة حتى النقطة التي تكون فيها ذات صلة في مثل هذه الجلسات. 3.) استدعاء الشهود يقع ضمن اختصاص القضاة وقوانين الإجراءات في جلسات الاستماع الخاصة بالإعاقة بموجب قانون الضمان الاجتماعي. 4.) الاعتماد على "الشهادة غير المباشرة المتراكمة" - حيث يتم مراجعة السجلات الطبية من قبل آخرين لم يفحصوا المريض، ولكنهم يقدمون تقارير استنادًا إلى مراجعتهم، والتي تتبعها تقارير أخرى من أشخاص راجعوا السجل - يجب أن يُشجع ضدها. 5.) إنه ضمن اختصاص قضاة القانون الإداري توظيف مستشارين خارجيين أو مستشارين لمراجعة القضايا وتقديم تقارير وشهادات في سبيل الوصول إلى حل.[37]
- 1971 – قانون الصحة العقلية في فلوريدا لعام 1971 (فلوريدا القانون 394.451–394.47891[38] (الطبعة المعدلة 2009))، المعروف عمومًا بـ"قانون بيكر"، يتيح الإيداع القسري وفحص الأفراد في فلوريدا. يتيح قانون بيكر إجراء الفحص القسري (ما يسميه البعض الإيداع القسري|الإيداع الطارئ أو القسري). يمكن أن يتم بدء الفحص من قبل القضاة، موظفي إنفاذ القانون، الأطباء، أو المهنيين في الصحة النفسية. يجب أن يكون هناك دليل على أن الشخص:
  - من المحتمل أن يكون لديه مرض عقلي (كما هو محدد في قانون بيكر).
  - يشكل خطرًا على نفسه أو على الآخرين، أو يهمل نفسه (كما هو محدد في قانون بيكر).

يجب أن يكون هناك دليل على سلوك حديث يبرر الاحتمالية الكبيرة لتعرض الشخص لإصابة جسدية خطيرة في المستقبل القريب. اللحظات السابقة، عندما قد يكون الشخص قد فكر في إيذاء نفسه أو الآخرين، لا تؤهله لتلبية المعايير. ("قريب" يعني قريب أو قريب جدًا). يمكن أن تستمر الفحوصات حتى 72 ساعة بعد أن يُعتبر الشخص مستقرًا طبيًا، وتتم في أكثر من 100 مرفق معين من قبل إدارة الأطفال والأسرة في فلوريدا في جميع أنحاء الولاية. هناك العديد من النتائج المحتملة بعد فحص المريض. وتشمل هذه: إطلاق سراح الشخص إلى المجتمع (أو إلى مكان آخر في المجتمع)، التماس للإيداع القسري في المستشفى (ما يسميه البعض الالتزام المدني)، الإيداع القسري في العيادات الخارجية (ما يسميه البعض الالتزام العيادي أو أوامر العلاج المساعد)، أو العلاج الطوعي (إذا كان الشخص قادرًا على الموافقة على العلاج الطوعي ووافق عليه). دخلت لغة الإيداع القسري في العيادات الخارجية حيز التنفيذ كجزء من إصلاح قانون بيكر في عام 2005.
- 1971 – في قضية جمعية بنسلفانيا للمواطنين المعاقين عقليًا (PARC) ضد كومنولث بنسلفانيا، 334 F. Supp. 1257 (E.D. Pa. 1971)، حكمت محكمة المقاطعة الأمريكية في المنطقة الشرقية من بنسلفانيا بأن من واجب ولاية بنسلفانيا تقديم التعليم العام المجاني للأطفال ذوي الإعاقات العقلية، وهو ما لم تكن تفعله في ذلك الوقت.[40][41][42] ألغت هذه القرار العديد من القوانين الحكومية التي كانت تستخدم لاستبعاد الأطفال المعاقين من المدارس العامة. وقد استشهد المدافعون عن حقوق هؤلاء الأطفال بهذا القرار خلال الجلسات العامة التي أدت إلى تمرير قانون التعليم للأطفال المعاقين لعام 1975.[2]
- 1972 – أيدت محكمة الاستئناف في ولاية أوريغون عملية تعقيم لفتاة في السابعة عشرة من عمرها تعاني من مرض عقلي ولديها تاريخ من الاعتداءات الجنسية والجسدية من قبل عائلتها. استندت المحكمة في قرارها إلى توصية من مجلس الرفاه الاجتماعي في الولاية وشهادة طبيب نفسي قال إن المريضة لن تكون قادرة أبدًا على تقديم الإرشاد الأبوي والحكم السليم، قائلاً: "لن تكون قادرة على تقديم الإرشاد الأبوي والحكم الذي يحتاجه الطفل رغم أنها قد تكون قادرة على إتقان المهارات اللازمة للاعتناء بنفسها وطفل".[43] اعتمد الطبيب النفسي "هذا الاستنتاج على عدم قدرة الفتاة على التحكم العاطفي، ونتائجها المنخفضة باستمرار في مجالات الحكم في الاختبارات النفسية، واحتمالية أن تقوم بإساءة معاملة طفل".[43]
- 1972 – في قضية الولايات المتحدة ضد براونر، 471 F.2d 969 (D.C. Cir. 1972)، قضت محكمة الاستئناف الأمريكية للدائرة القضائية لمقاطعة كولومبيا بأن الشخص غير مسؤول عن التصرفات الجنائية إذا كان في وقت ارتكابها نتيجة لمرض عقلي أو خلل عقلي، قد فقد القدرة الجوهرية إما على تقدير جرم تصرفاته أو على تكييف تصرفاته مع متطلبات القانون. اعتمدت القضية على قاعدة دورهام لتحديد ما إذا كان المتهم غير مذنب بسبب الجنون. حكمت المحكمة بأن السبب الرئيسي في ابتعادهم عن الاختبار القديم للجنون هو أن الاختبار كان يعتمد بشكل كبير على شهادات الخبراء. قامت المحكمة بمراجعة دقيقة للمبررات التي تقف وراء دفاع الجنون والحاجة إلى توجيه هيئة المحلفين بإطار عمل محدد لهذا الدفاع. قدم معهد القانون الأمريكي إطار عمل أفضل في رأي الأغلبية لأنه أزال جزءًا من الاعتماد على الخبراء وركز على الأفعال والحالة العقلية للمتهم في الوقت الذي ارتكب فيه الأفعال التي تشكل الجريمة.[3]:634[44] واقترحوا قاعدة تم تبنيها كقاعدة نموذجية في قانون العقوبات الأمريكي (قاعدة ALI)[44]
- 1972 – تم تأسيس مركز الحياة المستقلة من قبل إدوارد روبرتس (ناشط) وزملائه في بيركلي، كاليفورنيا. تم تأسيسه بتمويل من إدارة التأهيل، ويُعتبر أول مركز للحياة المستقلة. وقد أثار ذلك حركة الحياة المستقلة.[45]
- 1972 – في قضية ميلز ضد مجلس التعليم في مقاطعة كولومبيا، 348 F.Supp. 866 (D.D.C. 1972)، تم رفع دعوى ضد مقاطعة كولومبيا في محكمة الولايات المتحدة الجزئية لمنطقة كولومبيا. حكمت المحكمة بأن الطلاب ذوي الإعاقات يجب أن يحصلوا على التعليم العام حتى وإن كانوا غير قادرين على دفع تكلفة التعليم.[46] وأقرت القضية بأن "جميع الأطفال يحق لهم الحصول على تعليم عام مجاني ومناسب لقدراتهم التعليمية".[47] وصف بيتر دي. روز، المحامي السابق في مركز القانون والتعليم بجامعة هارفارد، قضية ميلز بأنها "قضية رائدة" في سلسلة من الدعاوى القضائية التي سعت لتوفير الوصول إلى التعليم للأطفال ذوي الإعاقات.[48]
- 1972 – تم تأسيس مشروع الحياة التعاونية السكنية في هيوستن في هيوستن، تكساس. أصبح هذا المشروع نموذجًا لبرامج الحياة المستقلة اللاحقة.[2]
- 1972 – تم تأسيس مركز القاضي ديفيد إل. بازيلون لقانون الصحة العقلية في واشنطن العاصمة، الذي قدم تمثيلًا قانونيًا ودافع عن حقوق الأشخاص ذوي الأمراض العقلية.[2]
- 1972 – تم تأسيس مركز العمل القانوني (واشنطن العاصمة ونيويورك) للدفاع عن مصالح الأشخاص الذين يعانون من الاعتماد على الكحول أو المخدرات وللأشخاص المصابين |بفيروس نقص المناعة البشرية/الإيدز.[2]
- 1972 – المحاربون القدامى المعاقون في أمريكا، مؤسسة الشلل الوطني، وريتشارد هيدينغر رفعوا دعوى ضد هيئة النقل في منطقة واشنطن الحضرية مطالبين بإدراج إمكانية الوصول في تصميمهم لنظام المترو الجديد المقدر بمليارات الدولارات في واشنطن العاصمة. كان انتصارهم معلمًا بارزًا في نضال الوصول إلى وسائل النقل العامة.[2]
- 1972 – تم تنظيم شبكة ضد الاعتداءات النفسية في سان فرانسيسكو.[2]
- 1972 – في قضية نيويورك إيه آر سي ضد روكفلر، رفع أولياء أمور 5000 مقيم في مدرسة ويلو بروك الحكومية في جزيرة ستاتين، نيويورك، دعوى قضائية بشأن ظروف المعيشة غير الإنسانية في تلك المؤسسة، حيث كان السكان يتعرضون للإساءة والإهمال. أثار بث تلفزيوني في 1972 من مدرسة ويلو بروك الحكومية بعنوان "ويولو بروك: العار الكبير الأخير" استياء الجمهور العام. ومع ذلك، استغرق الأمر ثلاث سنوات من وقت تقديم مستندات الدعوى حتى تم توقيع حكم الموافقة. في عام 1975، تم توقيع حكم الموافقة، وألزمت ولاية نيويورك بتحسين تخصيص المجتمع لـ "فئة ويلو بروك" الآن. تم إغلاق مدرسة ويلو بروك الحكومية في 1987، وتم نقل جميع السكان السابقين تقريبًا إلى بيوت جماعية بحلول 1992.[2][49][50][51][52]
- 1972 – تم نقض نسخة مبكرة من قانون إعادة التأهيل لعام 1973 من قبل الرئيس ريتشارد نيكسون في أكتوبر 1972.[53]
- 1972 – تم تنظيم مظاهرات من قبل ناشطي الإعاقة في واشنطن العاصمة للاحتجاج على نقض نيكسون للنسخة المبكرة من قانون إعادة التأهيل لعام 1973. كان من بين المتظاهرين Disabled in Action، المحاربون القدامى المعاقون في أمريكا، مؤسسة الشلل الوطني، وآخرون.[2]
- 1972 – Disabled in Action نظمت مظاهرة في مدينة نيويورك مع احتجاج بالجلوس ضد نقض نيكسون للنسخة المبكرة من قانون إعادة التأهيل لعام 1973. قاد جوديث هيومان ثمانين ناشطًا في هذه المظاهرة التي كانت على شارع ماديسون، مما أوقف حركة المرور.[2]
- 1972 – توقفت ولاية فرجينيا عن برنامج التعقيم الخاص بها. لم يحصل 8300 شخص على العدالة فيما يخص عمليات التعقيم التي أجريت لهم دون موافقتهم.[2]
- 1972 – في قضية جاكسون ضد إنديانا، حكمت المحكمة العليا الأمريكية بأن الشخص الذي تم الحكم عليه بعدم الكفاءة لا يمكن أن يتم إيداعه إلى الأبد.[54][55]
- 1973 – تم رفض نسخة مبكرة من قانون التأهيل لعام 1973 من قبل الرئيس ريتشارد نيكسون في مارس 1973.[53]
- 1973 – أصبح قانون التأهيل لعام 1973 قانونًا؛ حيث تنص القسم 504 من قانون التأهيل "لا يجوز استبعاد أي شخص مؤهل بطريقة أخرى من المشاركة في، أو حرمانه من فوائد، أو تعريضه للتمييز بموجب أي برنامج أو نشاط يتلقى مساعدات مالية فيدرالية بسبب إعاقته فقط." [2][45][56] قانون التأهيل لعام 1973 هو قانون اتحادي، تم ترميزه في العنوان 29 من كود الولايات المتحدة المادة 701 وما يليه، ويهدف إلى تمديد وتعديل تفويض المنح للولايات لخدمات إعادة التأهيل المهني، مع التركيز بشكل خاص على الخدمات للأشخاص ذوي الإعاقات الشديدة، لتوسيع المسؤوليات الفيدرالية الخاصة وبرامج البحث والتدريب المتعلقة بالأشخاص ذوي الإعاقات، وتحديد المسؤوليات الخاصة لوزير الصحة والتعليم والرعاية الاجتماعية لتنسيق جميع البرامج المتعلقة بالأشخاص ذوي الإعاقات ضمن وزارة الصحة والخدمات الإنسانية الأمريكية|وزارة الصحة والتعليم والرعاية الاجتماعية، ولأغراض أخرى. يتطلب قانون التأهيل اتخاذ إجراءات إيجابية في التوظيف من قبل الحكومة الفيدرالية ومن قبل المقاولين الحكوميين ويحظر التمييز على أساس الإعاقة في البرامج التي تديرها الوكالات الفيدرالية، في البرامج التي تتلقى مساعدات مالية اتحادية، في التوظيف الفيدرالي، وفي ممارسات التوظيف للمقاولين الفيدراليين. المعايير المستخدمة لتحديد التمييز في التوظيف بموجب قانون التأهيل هي نفسها المعايير المستخدمة في العنوان الأول من قانون الأمريكيين ذوي الإعاقات.
- 1973 – في قضية Sieling v. Eyman حكمت محكمة الاستئناف الأمريكية للدائرة التاسعة بأنه لا يمكن قبول اعتراف المدعى عليه بالذنب إذا تم العثور على أنه مؤهل للمثول أمام المحكمة إلا إذا تم العثور أيضًا على أنه مؤهل للتنازل عن حقوقه الدستورية كما هو مطلوب في اعتراف بالذنب.[57][58]
- 1973 – تم إنشاء مجلس الوصول الأمريكي (المعروف أيضًا باسم مجلس الامتثال للحواجز المعمارية والنقل) كوكالة مستقلة تابعة لحكومة الولايات المتحدة مكرسة لإمكانية الوصول للأشخاص ذوي الإعاقات. تم إنشاء المجلس في عام 1973 لضمان الوصول إلى المنشآت الممولة اتحاديًا.
- 1973 – قاعدة غولدواتر هي الاسم غير الرسمي الذي أُطلق على القسم 7.3 في مدونة الأخلاقيات لجمعية الطب النفسي الأمريكية، [59] الذي ينص على أنه من غير الأخلاقي للأطباء النفسيين إعطاء رأي مهني حول الشخصيات العامة الذين لم يفحصوهم شخصيًا، ولم يحصلوا على إذن منهم لمناقشة صحتهم العقلية في التصريحات العامة.[60] وقد سميت هذه القاعدة باسم المرشح الرئاسي باري غولدواتر.[61][62]
- 1973 – تجربة روزنهان في 1973 "سرعت الحركة لإصلاح المؤسسات العقلية ولتحرير أكبر عدد ممكن من المرضى العقليين".[63]
- 1973 – حكمت محكمة منطقة فدرالية في قضية Souder v. Brennan بأن المرضى في مؤسسات الصحة العقلية يجب أن يُعتبروا موظفين ويُدفع لهم الحد الأدنى للأجور المطلوب بموجب قانون معايير العمل العادلة لعام 1938 عندما يقومون بأي نشاط يعود بالنفع الاقتصادي على المؤسسة. بعد هذا الحكم، تم تحريم الخدمة القسرية في المؤسسات، كما هو موضح في قانون إلغاء الخدمة القسرية في بنسلفانيا لعام 1973.
- 1973 – تم إنشاء لجنة نقابة المحامين الأمريكية لذوي الإعاقات العقلية في عام 1973 استجابة لاحتياجات المناصرة للأشخاص ذوي الإعاقات العقلية. بعد إقرار قانون الأمريكيين ذوي الإعاقات لعام 1990، وسعت اللجنة مهمتها لخدمة جميع الأشخاص ذوي الإعاقات وغيرت اسمها إلى لجنة قانون الإعاقات العقلية والبدنية. في عام 2011، ولتعكس بشكل أفضل تركيز اللجنة على كل من قانون الإعاقات وحقوق المحامين وطلاب القانون ذوي الإعاقات، تم تغيير اسمها إلى لجنة حقوق الإعاقة. مهمتها الحالية اعتبارًا من عام 2015 هي "تعزيز التزام نقابة المحامين الأمريكية بالعدالة وسيادة القانون للأشخاص ذوي الإعاقات العقلية والبدنية والحسية وتعزيز مشاركتهم الكاملة والمتساوية في مهنة القانون." [64]
- 1973 – تم تقديم ملصقات مواقف السيارات لذوي الإعاقة في واشنطن العاصمة.[2]
- 1973 – تم عقد أول مؤتمر حول حقوق الإنسان والاضطهاد النفسي في جامعة ديترويت.[2]
- 1973 – قانون الطرق السريعة الفيدرالية فوّض الأموال الفيدرالية لبناء تقاطعات ذات حواف.[2]
- 1973 – مجلس الامتثال للحواجز المعمارية والنقل، الذي تم تأسيسه بموجب قانون التأهيل لعام 1973، قام بإنفاذ قانون الحواجز المعمارية لعام 1968.[2]
- 1973 – اتحاد المواطنين ذوي الإعاقات دافع عن تمرير ما أصبح قانون حقوق وواجبات ذوي الإعاقات الذهنية لعام 1975 وقانون تعليم الأطفال ذوي الإعاقات لعام 1975.[2]
- 1973 – في ديسمبر 1973، أسس ليونارد روي فرانك وويد هادسون شبكة ضد الاعتداء النفسي (NAPA)، وهي مجموعة للدعوة لحقوق المرضى والناجين.[65][66]

- 1974 – تم إجراء تعديلات هامة على قانون إعادة التأهيل لعام 1973 في عام 1974. [67] وكان أهم التعديلات هو توسيع تعريف "الفرد المعاق". [68] كان قانون 1973 الأصلي يعرف "الفرد المعاق" على النحو التالي:

أي فرد (أ) لديه إعاقة جسدية أو عقلية تُشكل أو تنتج عنها عائقًا كبيرًا أمام التوظيف و(ب) يمكن أن يتوقع بشكل معقول أن يستفيد من خدمات التأهيل المهني التي يتم توفيرها وفقًا للفصلين الأول والثالث من هذا القانون.
أما التعديلات التي تمت في عام 1974 فقد استبدلت تعريفًا أوسع بكثير لـ"الفرد المعاق" المطبق في التوظيف لدى الحكومة الفيدرالية (القسم 501 من القانون)، تعديل أو إزالة الحواجز المعمارية ووسائل النقل (القسم 502)، التوظيف من قبل المقاولين الفيدراليين (القسم 503)، وبرامج تلقي المساعدات المالية الفيدرالية (القسم 504 من قانون إعادة التأهيل|القسم 504) التي لم تكن مرتبطة بالقدرة على العمل من خلال خدمات التأهيل المهني. كما أوضح التعديل أن الفرد المعاق يعني:
أي شخص (أ) لديه إعاقة جسدية أو عقلية تحد بشكل كبير من نشاط أو أكثر من الأنشطة الحياتية الرئيسية لهذا الشخص، (ب) لديه سجل من هذه الإعاقة، أو (ج) يُعتبر أنه يعاني من هذه الإعاقة.
اعتمد الكونغرس هذا التعريف في قانون الأمريكيين ذوي الإعاقة لعام 1990، مستبدلاً مصطلح "المعاق" بـ"الإعاقة". 
- 1974 – تم إنشاء دخل الضمان الاجتماعي التكميلي، وهو برنامج حكومي أمريكي يقدم إعانات للأشخاص ذوي الدخل المنخفض الذين هم إما مكفوفين أو معاقين جسديًا أو عقليًا، أو الذين تجاوزوا سن 65 عامًا.[71] تم إنشاء البرنامج في عام 1974 ليحل محل برامج المساعدة الفيدرالية-الولائية للبالغين التي تخدم نفس الهدف. كانت إعادة هيكلة هذه البرامج تهدف إلى توحيد متطلبات الأهلية ومستوى الفوائد.[72] تم دمج البرنامج الفيدرالي الجديد في الباب السادس عشر (الباب 16) من قانون الضمان الاجتماعي.[73]
- 1974 – قانون مساعدة إعادة التكيف للمحاربين القدامى في فترة فيتنام لعام 1974 (أو VEVRAA، 38 U.S.C. § 4212) هو قانون من الكونغرس يتعلق بالمحاربين القدامى المعاقين، والمحاربين في حرب فيتنام، وأي محاربين آخرين خدموا في زمن الحروب التي تؤهلهم للحصول على شارة حملة. يتطلب هذا القانون أن يقدم أصحاب العمل الذين لديهم عقود أو مقاولات فرعية فدرالية بقيمة 150,000 دولار أمريكي أو أكثر فرصًا متساوية وإجراءات إيجابية للمحاربين القدامى المعاقين الخاصين، والمحاربين من فترة فيتنام، والمحاربين الذين خدموا في الخدمة الفعلية خلال حرب أو في حملة أو رحلة استكشافية حصلوا فيها على شارة حملة.
- 1974 – تم تأسيس تحالف النساء المعاقات في جامعة كاليفورنيا، بيركلي، بواسطة سوزان سيغال وديبورا كابلان (ناشطة في حقوق المعاقين)|ديبورا كابلان.[74]
- 1974 – ألغت ولاية إنديانا جميع القوانين المتعلقة بالتعقيم للأشخاص ذوي الإعاقات العقلية في عام 1974.[75]
- 1974 – كانت آخر حالة اعتقال أمريكي مسجلة تتعلق بـقانون القبح في عام 1974، وفقًا لمرسوم صادر في أوماها، نبراسكا.[5][76][77][78] في تلك الحالة، كان الرجل الذي تم اعتقاله مشردًا وقام الضابط باعتقاله تحت ستار قانون القبح لأن الرجل كان يعاني من ندوب وعلامات واضحة على جسمه.[76] أشار القاضي والتر كروبر، والمدعي العام المساعد، ريتشارد إبشتاين، في هذه الحالة إلى أنه لم يكن هناك تعريف قانوني للقبح وأن الإدانة الجنائية تتطلب إثبات أن الشخص قبيح.[76] النتيجة النهائية كانت أن المدعي العام للمدينة، غاري بوتشينو، لم يقدم التهم مشيرًا إلى أنه بينما كان القانون لا يزال ساريًا، فإن هذا الشخص لا يفي بالتعريف.[76]
- 1974 – تم إلغاء آخر قانون قبح في شيكاغو، إلينوي.[79]
- 1974 – على الرغم من أن المحكمة العليا الأمريكية قد حكمت في قضية Buck v. Bell لعام 1927 أن ولاية فرجينيا يمكنها تعقيم من تعتبرهم غير صالحين، فإن فرجينيا ألغت قانون التعقيم في عام 1974.[80]
- 1974 – تم تأسيس مركز بوسطن للاستقلالية في الحياة[2]
- 1974 – قضية Halderman v. Pennhurst، التي تم رفعها في ولاية بنسلفانيا نيابة عن سكان مدرسة ومستشفى بنهارست الحكومية، سلطت الضوء على الظروف في المدارس الحكومية للأشخاص ذوي الإعاقات الفكرية. وأصبحت سابقة في المعركة من أجل تفكيك المؤسسات، مما أرسى حق الحصول على خدمات المجتمع للأشخاص ذوي الإعاقات التنموية.[2]
- 1974 – تم تأسيس أول مشروع مساعد العميل (CAP) للدفاع عن عملاء وكالات التأهيل المهني الحكومية.[2]
- 1974 – أقرّت ولاية كارولينا الشمالية قانون البناء الذي يشترط معايير وصول صارمة. تم صياغة هذا القانون من قبل المدافع عن الوصول رونالد ميس، وأصبح نموذجًا للتشريعات الفعّالة المتعلقة بالوصول المعماري في الولايات الأخرى.[2]
- 1974 – أوقفت ولاية كارولينا الشمالية برنامج التعقيم القسري. حيث قامت الولاية بتعقيم 7600 شخص بين عامي 1929 و1974 ممن تم اعتبارهم غير صالحين اجتماعيًا أو عقليًا.[81]
- 1974 – بيئة خالية من الحواجز، التي أسسها رونالد ميس، كانت تدافع عن الوصول في المباني الأمريكية والمنتجات.[2]
- 1975 – تم إقرار قانون تعليم جميع الأطفال المعاقين، PL 94-142، (الذي أُعيد تسميته إلى قانون تعليم الأفراد ذوي الإعاقة في 1990) في الولايات المتحدة، وأعلن أن الأطفال المعاقين لا يمكن استبعادهم من المدارس العامة بسبب إعاقتهم، وأن المناطق التعليمية ملزمة بتوفير خدمات خاصة لتلبية احتياجات الأطفال المعاقين. كما اشترط القانون أن يتم تعليم الأطفال المعاقين في بيئة تشبه قدر الإمكان البرنامج المدرسي العادي، مع تلبية احتياجاتهم الخاصة أيضًا.[2][28][82]
- 1975 – تم تأسيس جماعة أطلس في دنفر، كولورادو، على يد ويد بلانك، الذي نقل البالغين ذوي الإعاقات الشديدة من دار رعاية إلى شقق.[83][84]
- 1975 – تم إقرار قانون مساعدة الإعاقات التنموية وميثاق الحقوق في الولايات المتحدة، والذي أنشأ خدمات الحماية والدعوة (P & A).[2]
- 1975 – تم إقرار قانون خدمات المجتمع في الولايات المتحدة، الذي أنشأ برنامج "Head Start". وقد نص على تخصيص 10% من الأماكن في البرنامج للأطفال المعاقين.[2]
- 1975 – تم إقرار قانون مساعدة الإعاقات التنموية وميثاق الحقوق؛ وهو قانون أمريكي يوفر تمويلًا اتحاديًا لمجالس الإعاقات التنموية، ونظم الحماية والدعوة، وكذلك المراكز الجامعية.[85] عرّف القانون المصطلح الجديد "الإعاقة التنموية" ليشمل حالات معينة تبدأ قبل سن 18، ومن المتوقع أن تستمر إلى الأبد، وتشكل عائقًا كبيرًا.[86]
- 1975 – تم تأسيس التحالف الأمريكي للمواطنين ذوي الإعاقة في واشنطن العاصمة. وأصبح المنظمة الوطنية الرائدة لحقوق الإعاقة عبر جميع الإعاقات في السبعينيات.[2]
- 1975 – تم تأسيس جمعية الأشخاص ذوي الإعاقات الشديدة (TASH) على يد مهنيين في التعليم الخاص ردًا على قضية PARC ضد بنسلفانيا (1971) وقضايا أخرى تتعلق بحق التعليم. دعت هذه المنظمة إلى إنهاء تعديل السلوك القسري وإغلاق جميع المؤسسات السكنية للأشخاص ذوي الإعاقة.[2]
- 1975 – في 19 فبراير 1975، أصدر المحكمة العليا في تكساس حكمًا في قضية جاكوبس ضد ثايمر، مما جعل تكساس أول ولاية في أمريكا تعلن أن المرأة يمكنها مقاضاة طبيبها بسبب ولادة غير مشروعة.[87][88][89] تتعلق القضية بدورثا جان جاكوبس (التي أصبحت فيما بعد دورثا بيغس)، التي أصيبت بفيروس الحصبة الألمانية أثناء الحمل وأنجبت ليسلي، التي كانت تعاني من إعاقة شديدة.[87][89] قامت دورثا وزوجها بمقاضاة طبيبها، قائلين إنه لم يشخص الحصبة الألمانية أو يحذرهم من تأثيرها على الحمل.[89]
- 1975 – حكمت المحكمة العليا في الولايات المتحدة (في قضية O'Connor ضد دونالدسون، بأن الدولة لا يمكنها، بموجب الدستور، أن تحتجز شخصًا غير خطر يمكنه العيش بشكل آمن بحرية بمفرده أو بمساعدة أفراد عائلة أو أصدقاء مستعدين ومسؤولين.[90][91]
- 1975 – تم تطوير مراكز معلومات الوالدين والتدريب لمساعدة أولياء أمور الأطفال ذوي الإعاقة في ممارسة حقوقهم بموجب قانون تعليم جميع الأطفال المعاقين لعام 1975.[2]
- 1975 – تم تعيين إدوارد روبرتس مديرًا لـقسم إعادة التأهيل بولاية كاليفورنيا. وأنشأ تسعة مراكز للعيش المستقل استنادًا إلى نموذج CIL في بيركلي.[2]
- 1975 – في قضية Drope ضد ميزوري، قررت المحكمة العليا في الولايات المتحدة أنه عند اتخاذ قرار بشأن تقييم كفاءة المدعى عليه الجنائي، يجب على المحكمة أن تأخذ في اعتبارها أي أدلة تشير إلى وجود مرض عقلي، حتى لو كان ذلك بناءً على عامل واحد فقط في بعض الظروف.[2]
- 1975 – تم تأسيس المركز الغربي للقانون وذوي الإعاقة في لوس أنجلوس.[2]
- 1975 – في قضية مجلس التعليم في منطقة هيندريك هودسون المركزية ضد راوولي، 458 U.S. [الإنجليزية]‏ 176 (1982)، وهي قضية تتعلق بتفسير قانون تعليم جميع الأطفال المعاقين لعام 1975. كانت آمي راوولي طالبة صماء، رفضت مدرستها توفير مترجم لغة إشارة. رفعت عائلتها دعوى قضائية مطالبة بانتهاك قانون تعليم جميع الأطفال المعاقين لعام 1975. في قرار 6–3 الذي أصدره القاضي رينكويست، حكمت المحكمة بأن المدارس العامة غير ملزمة قانونًا بتوفير مترجمين للغة الإشارة للطلاب الصم الذين يتلقون تعليمًا متساويًا وكافيًا.
- 1975 - "لا يجوز لأي شخص أن يُحرم من الحماية المتساوية للقوانين. لا يجوز أن يميز أي قانون ضد شخص بسبب العرق أو الأفكار أو المعتقدات أو الانتماءات الدينية. لا يجوز أن يميز أي قانون تعسفيًا أو غير معقول ضد شخص بسبب الولادة أو العمر أو الجنس أو الثقافة أو الحالة الجسدية أو الأفكار أو الانتماءات السياسية." – دستور ولاية لويزيانا، المادة الأولى، الفقرة 3 (1975).
- 1976 – تم تعديل قانون التعليم العالي لعام 1972 لتوفير خدمات للطلاب ذوي الإعاقات الجسدية الذين يلتحقون بالجامعة.
- 1976 – في قضية Tarasoff v. Regents of the University of California، محكمة كاليفورنيا العليا قررت أن المهنيين في مجال الصحة النفسية لديهم واجب الحماية ضد الأشخاص الذين يتعرضون للتهديد من قبل المرضى. في قرار 1974، كان من المفترض تحذير الشخص المهدد، ولكن في إعادة سماع القضية في 1976، أكدت المحكمة "واجب الحماية" تجاه الضحية المقصودة.
- 1976 – تم تأسيس مراكز للعيش المستقل في هيوستن وشيكاغو.
- 1976 - روبرت سي. راندال استخدم دفاع "الضرورة الطبية" بنجاح في قضية كان قد تم اتهامه فيها بحيازة القنب بشكل غير قانوني لعلاج الغلوكوما. كانت قضية الولايات المتحدة ضد راندال (1976) هي "أول عرض ناجح لدفاع الضرورة الطبية في تاريخ القانون العام، وأول قضية تمدد فيها هذا الدفاع إلى جرائم حيازة أو زراعة الماريجوانا".
- 1976 – كارين آن كوينلان فقدت وعيها بعد تناول ديازيبام مع الكحول أثناء اتباعها حمية قاسية، مما أدى إلى غيبوبة تلتها حالة نباتية مستمرة. بعد رفض الأطباء طلب والديها، جوزيف وجوليا كوينلان، لفصل جهاز التنفس عنها، رفعت العائلة دعوى قضائية ضد القرار. في 31 مارس 1976، وافقت المحكمة العليا في نيوجيرسي على طلبهم.
- 1976 – لجنة الاتصالات الفيدرالية سمحت بحجز الخط 21 على أجهزة التلفزيون لتوفير الترجمة التكتيلية.
- 1976 – قضية Disabled in Action of Pennsylvania, Inc. v. Coleman كانت معروفة بقضية "ترانس بوس". حيث رفعت منظمة "العمل من أجل المعاقين في بنسلفانيا" دعوى ضد السلطات العامة للمطالبة بأن جميع الحافلات التي يتم شراؤها من قبل سلطات النقل العام التي تتلقى أموالاً فدرالية يجب أن تلتزم بمواصفات برنامج ترانس بوس (لتكون قابلة للوصول من قبل الكراسي المتحركة).
- 1976 – سيلستين تيت هارينغتون، موسيقية شوارع تعاني من شلل رباعي، فازت بحق الأمومة لابنتها نيا بعد أن أثبتت للقاضي أنها قادرة على رعاية نيا وبالتالي لا يجب أن تُجبر على تسليمها إلى إدارة الرفاه الاجتماعي في فيلادلفيا بسبب شللها الرباعي.
- 1976 – Disabled in Action تظاهروا ضد United Cerebral Palsy بسبب حملاتهم التلفزيونية، واصفين إياها بأنها "عروض مهينة أبويّة تحتفل وتشجع على الشفقة".
- 1976 – في قضية Saddler v. United States، قضت محكمة الاستئناف بالدائرة الثانية بأن الحكم يجب أن يُؤجَل إذا كان القاضي يعتقد "بوجود أسباب معقولة للاعتقاد أن المتهم قد لا يكون لديه مستوى من الوعي الكافي لفهم طبيعة الإجراءات أو ممارسة حقه في الدفاع".
- 1976 – تم تأسيس مركز حقوق المعاقين في واشنطن العاصمة، وهو مركز متخصص في حماية المستهلكين من ذوي الإعاقات.
- 1976 – تم تأسيس مركز ويستسايد للعيش المستقل في لوس أنجلوس، وهو واحد من أول تسعة مراكز للعيش المستقل تم تأسيسها بواسطة إدوارد روبيرتس، مدير إدارة التأهيل في كاليفورنيا.
- 1976 – رفع جيمس إل. شيري وأعضاء آخرون من رابطة العمل للأشخاص ذوي الإعاقات الجسدية دعوى قضائية معروفة باسم Cherry v. Mathews، التي فازوا بها في 19 يوليو 1976. قررت المحكمة أن يتم تطوير اللوائح الخاصة بالفقرة 504 من قبل وزارة الصحة والتعليم والرفاهية الأمريكية لحظر التمييز ضد "الأشخاص المعاقين" في أي برنامج ممول من الحكومة الفيدرالية.
- 1977 – في البداية، رفض جوزيف كاليكانو، وزير الصحة والتعليم والرفاهية الأمريكي، توقيع اللوائح ذات المعنى الخاصة بـ البند 504 من قانون إعادة التأهيل لعام 1973، الذي كان أول حماية للحقوق المدنية للأشخاص ذوي الإعاقات في الولايات المتحدة. بعد الإنذار والموعد النهائي، تم تنظيم مظاهرات في عشر مدن أمريكية في 5 أبريل 1977، بما في ذلك بداية اعتصام 504 في مكتب وزارة الصحة والتعليم والرفاهية الأمريكية في سان فرانسيسكو. استمر هذا الاعتصام، الذي نظمته جوديث هيومان، كيتّي كون، وماري جاين أوين، حتى 4 مايو 1977، لمدة 28 يومًا، حيث رفض أكثر من 150 شخصًا مغادرة المكان. ويعتبر هذا الاعتصام الأطول في تاريخ المباني الفيدرالية حتى الآن. في 28 أبريل 1977، وقع جوزيف كاليكانو اللوائح.
- 1977 – تم تعيين ماكس كلينلاند رئيسًا لإدارة شؤون المحاربين القدماء في الولايات المتحدة. كان أول شخص ذو إعاقة شديدة وأصغر شخص يتولى هذا المنصب.
- 1977 – تم تغيير القواعد للسماح للكلاب الخدمة بالدخول إلى قاعة مجلس الشيوخ الأمريكي.
- 1977 – مؤتمر البيت الأبيض للأشخاص ذوي الإعاقات جذب 3000 شخص من ذوي الإعاقات لمناقشة السياسة الفيدرالية تجاه الأشخاص ذوي الإعاقات. وقد أسفر عن العديد من التوصيات وكان بمثابة محفز لتنظيم حقوق الإعاقة على مستوى القاعدة الشعبية.
- 1977 – تم تمرير قانون لانترمان للإعاقات التنموية (AB 846)، المعروف أيضًا باسم قانون لانترمان، في ولاية كاليفورنيا، والذي يضمن للأشخاص ذوي الإعاقات التنموية حق الحصول على الخدمات والدعم الذي يمكّنهم من عيش حياة أكثر استقلالية وطبيعية.
- 1977 – تم تعديل قانون مؤسسة الخدمات القانونية لإضافة الأشخاص ذوي الإعاقات الذين يعانون من حاجة مالية إلى قائمة الأشخاص المؤهلين للحصول على خدمات قانونية ممولة من الحكومة في أمريكا.
- 1977 – خلال رئاسة جيمي كارتر، أنشأ الكونغرس الأمريكي اللجنة الوطنية لحماية الأشخاص في الأبحاث البيولوجية والسلوكية للتحقيق في الادعاءات بأن الجراحة النفسية، بما في ذلك تقنيات اللوبوتومي، كانت تستخدم للسيطرة على الأقليات وكبح الحقوق الفردية. خلصت اللجنة إلى أن بعض أنواع الجراحة النفسية المحدودة والصحيحة يمكن أن يكون لها تأثيرات إيجابية.
- 1977 – في قضية Lloyd v. Regional Transportation Authority، قضت محكمة الاستئناف الأمريكية للدائرة السابعة بأن الأفراد لهم الحق في تقديم دعوى بموجب البند 504 من قانون إعادة التأهيل لعام 1973 وأن سلطات النقل العامة يجب أن تقدم خدمات ميسرة. ومع ذلك، أسقطت محكمة الاستئناف الأمريكية للدائرة الخامسة هذا القرار في قضية Snowden v. Birmingham Jefferson County Transit Authority حيث قررت أن السلطات بحاجة إلى توفير الوصول فقط لـ "الأشخاص ذوي الإعاقة الذين لا يقيدهم الكراسي المتحركة".
- 1978 – في 5 و6 يوليو 1978، كان تقاطع في دنفر موقعًا لأول مظاهرة من أجل وسائل النقل العامة الميسرة للكراسي المتحركة عندما قام تسعة عشر عضوًا من مجتمع أطلس (المعروفين بعصابة التسعة عشر) بالهتاف "سنركب" ووقفوا بحركتهم على الحافلات بكراسيهم المتحركة، ملوحين بالشوارع طوال الليل.
- 1978 – نجح نشطاء حقوق الإعاقة في الاحتجاج على هيئة النقل الإقليمية في دنفر من خلال حملة عصيان مدني بسبب أن نظام النقل كان غير ميسر للأشخاص الذين يستخدمون الكراسي المتحركة.
- 1978 – تم تأسيس مركز البيئات التكيفية في بوسطن.
- 1978 – أصبح العنوان السابع من تعديلات قانون إعادة التأهيل لعام 1978 قانونًا في الولايات المتحدة، وأدى إلى تأسيس أول تمويل اتحادي لمراكز الحياة المستقلة التي يديرها المستهلكون وخلق المجلس الوطني للأشخاص ذوي الإعاقة تحت وزارة التعليم الأمريكية.
- 1978 – تم نشر كتاب "من أجلنا: بدائل خاضعة لسيطرة المرضى للنظام الصحي العقلي" من تأليف جودي تشامبرلين؛ وأصبح هذا الكتاب النص القياسي لحركة الناجين من الطب النفسي.
- 1978 – في قضية Rennie v. Klein، قضت محكمة المقاطعة الفيدرالية في نيوجيرسي بأن للفرد الذي تم احتجازه قسراً الحق في رفض تناول الأدوية النفسية دون أمر قضائي.
- 1978 – في عام 1971، منح القاضي هارولد د. ستامب طلب أم لأداء ربط قناتي فالوب على ابنتها البالغة من العمر 15 عامًا، التي زعمت الأم أنها "معتلة ذهنيًا". أدى هذا إلى قضية Stump v. Sparkman، 435 U.S. 349 (1978)، وهي قضية بارزة في المناعة القضائية، حيث قامت الابنة الناضجة بمقاضاة القاضي لأنها تم تعقيمها دون علمها في وقت كونها قاصرًا، وفقًا لأمر القاضي.
- 1978 – تم تأسيس المركز الوطني للقانون والصم في واشنطن العاصمة.
- 1978 – تم نشر كتاب Handicapping America من تأليف فرانك بو، والذي كان مراجعة شاملة للسياسات والمواقف التي تحرم الأمريكيين ذوي الإعاقة من المواطنة المتساوية. أصبح الكتاب نصًا قياسيًا في حركة حقوق الإعاقة.
- 1978 – تم تعديل قانون الأجور والساعات في ألاسكا لإعفاء الأعمال التجارية من دفع الحد الأدنى للأجور "لشخص تكون قدرته على الكسب محدودة بسبب نقص جسدي أو عقلي، أو بسبب العمر أو الإصابة." بعد التعديل، كان يُطلب من أصحاب العمل التقدم للحصول على إعفاء من الدولة يثبت أن الإعاقة الجسدية أو العقلية للعامل كانت تحد من قدرته على أداء العمل. ثم كان مفوض العمل في الدولة يقرر ما إذا كان الشخص سيستطيع الحصول على وظيفة تدفع الحد الأدنى للأجر.
- 1979 – تم إنشاء تمويل الجزء ب من أجل عشرة مراكز جديدة للحياة المستقلة في جميع أنحاء الولايات المتحدة.
- 1979 – تم تأسيس مركز فيرمونت للحياة المستقلة، أول مركز حياة مستقلة على مستوى الولاية في الولايات المتحدة، بواسطة ممثلي مجموعات الإعاقة في فيرمونت.
- 1979 – حكمت محكمة الولايات المتحدة العليا في قضية Addington v. Texas برفع عبء الإثبات المطلوب لاحتجاز الأشخاص للعلاج النفسي من عبء الإثبات المدني المعتاد من "غلبة الأدلة" إلى معيار أعلى من "الأدلة القوية والمقنعة".
- 1979 – في قضية Southeastern Community College v. Davis، قضت المحكمة العليا الأمريكية بأنه بموجب البند 504 من قانون إعادة التأهيل لعام 1973، يجب على البرامج التي تتلقى تمويلًا اتحاديًا إجراء "تعديلات معقولة" لتمكين مشاركة الأفراد المؤهلين ذوي الإعاقة. كان هذا هو الحكم الأول للمحكمة في البند 504 الذي أسس تعديلًا معقولًا كأحد المبادئ الأساسية في قانون حقوق الإعاقة.
- 1979 – في قضية Rogers v. Okin، قضت محكمة الاستئناف الأمريكية في الدائرة الأولى بأن للمريض الذي يتم احتجازه في مستشفى نفسي الحق في رفض العلاج في الحالات غير الطارئة.
- 1979 – تم تأسيس صندوق تعليم ودفاع حقوق الإعاقة (DREDF) في بيركلي، كاليفورنيا. ويقوم بإجراء قضايا بارزة ودعوة سياسية.
- 1979 – في قضية Frendak v. United States، 408 A.2d 364 (D.C. 1979) قررت محكمة استئناف منطقة كولومبيا أنه لا يمكن للقاضي فرض دفاع الجنون ضد اعتراضات المدعى عليه.
- 1979 – تم إلغاء قانون التعقيم في ولاية فرجينيا لعام 1924؛ الذي كان يفرض التعقيم القسري على الأشخاص الذين يُعتبرون "عقليًا ضعفاء"، بما في ذلك "المجانين، الحمقى، المعتوهين، أو المصابين بالصرع".
- 1979 – في قضية Parham v. J.R.، 442 U.S. 584 (1979)، قضت المحكمة العليا الأمريكية بأنه يمكن للأب أو الوصي احتجاز القاصر في مؤسسة عقلية إذا كان طبيب الموظفين يثبت أن القاصر يجب أن يُحتجز، حتى لو كان القاصر يعترض تمامًا على هذا الاحتجاز. وقد رفضت المحكمة بشكل محدد فكرة أن مثل هذا الاحتجاز بدون جلسة استماع معارضة يتعارض مع الإجراءات القانونية.

## الثمانينات
- 1980 - تم رفض دخول مايكل ريهاك، وهو رجل أعمى، إلى Man's Country في نيويورك في عام 1978 من قبل الموظفين الذين كانوا قلقين من أن عماه قد يشكل خطرًا على السلامة في حالة حدوث حريق أو طارئ آخر.[92] تقدم ريهاك بشكوى إلى لجنة مدينة نيويورك لحقوق الإنسان. تم تسوية القضية في عام 1980، حيث وافقت Man's Country على عدم التمييز ضد الأشخاص المكفوفين ومنحت ريهاك تعويضًا ماليًا.[92]
- 1980 - أصبح قانون التعديلات على حقوق ذوي الإعاقة لعام 1980 قانونًا.
- 1980 – تم تأسيس مشروع المساواة التعليمية للنساء المعاقات في بيركلي، كاليفورنيا، بواسطة كوربيت أوتول. ومقره في مؤسسة حقوق ذوي الإعاقة والتعليم والدفاع (DREDF)، وأدار المشروع أول استبيان وطني حول الإعاقة والنوع الاجتماعي وأقام أول مؤتمر وطني حول المساواة التعليمية للنساء المعاقات في بيثيسدا، ماريلاند.[2]
- 1980 – منح قانون حقوق الأشخاص المؤسساتيين وزارة العدل الأمريكية السلطة لتقديم الدعاوى المدنية نيابة عن المقيمين في المؤسسات الذين تُنتهك حقوقهم.[2]
- 1980 – قضت المحكمة العليا في نيو هامبشاير بأنه يجوز للمحكمة الإقرار بطلب تعقيم قاصر غير قادر عقليًا إذا تم تعيين وصي قضائي لتمثيل القاصر ووجدت المحكمة بناءً على أدلة واضحة وقاطعة أن التعقيم هو في مصلحة المريض.[93]
- 1980 – قضت المحكمة العليا في نيوجيرسي بأنه يحق للمرأة ذوي الإعاقة العقلية أن تتم عملية التعقيم بموجب حقوق الخصوصية في كل من دستور نيوجيرسي والدستور الفيدرالي؛ ومع ذلك، يجب تمثيل الشخص غير القادر عقليًا بواسطة محامٍ ولا يمكن للمحكمة الموافقة على التعقيم إلا إذا كانت هناك أدلة واضحة وقاطعة أن التعقيم في مصلحة الشخص.[94]
- 1980 – تقدمت والدة قاصر غير قادر عقليًا بطلب للمحكمة للحصول على أمر يجيز تعقيم القاصر.[95] قضت المحكمة العليا في واشنطن بأن محاكم واشنطن العليا|محاكم واشنطن العليا لها السلطة بموجب دستور ولاية واشنطن للموافقة على التعقيم؛ ومع ذلك، فشلت الأم في إثبات أن التعقيم كان في مصلحة القاصر بناءً على أدلة واضحة وقاطعة.[95]
- 1980 – نشرت المعهد الوطني للمعايير الأمريكية (ANSI) مواصفات المعايير الأمريكية لجعل المباني قابلة للوصول إليها واستخدامها من قبل المعاقين جسديًا (المعيار A117.1 Barrier Free). أصبحت هذه الوثيقة المعيارية، التي أنتجتها جامعة إلينوي، أساسًا للرموز المعمارية للوصول اللاحقة Uniform Federal Accessibility Standard 1984 و قانون الأمريكيين ذوي الإعاقة 1990.[96][97]
- 1980 – تم إقرار قانون أنظمة الصحة العقلية لعام 1980 (MHSA) في الولايات المتحدة بواسطة الرئيس جيمي كارتر، والذي وفر منحًا لمراكز الصحة العقلية المجتمعية. تم إلغاء معظم هذا القانون بموجب قانون تسوية الميزانية الموحدة لعام 1981، الذي وقعه الرئيس رونالد ريغان في 13 أغسطس 1981. لم يتم إلغاء بيان حقوق المرضى الأمريكيين، القسم 501؛ ووفقًا لسجلات الكونغرس، شعر الكونغرس أن الأحكام الخاصة بالولايات كانت كافية وأن القسم 501 كان بمثابة توصية للولايات لمراجعة وصقل السياسات القائمة.[98]
- 1980 – قضت محكمة استئناف كاليفورنيا في عام 1980 (في قضية Curlender v. Bio-Science Laboratories، 165 Cal.Rptr. 477، 488 (Cal.App. 1980)) بأنه "يجب على الناس أن يقدروا الحياة بأن يعترفوا بأن المدعية في قضية الحياة الخاطئة، بغض النظر عن حالتها الصحية، قد وُجدت كشخص حي ولها حقوق معينة" – أي الحق في التعويض ضد الطبيب الذي تسببت إهماله في مرضها.[99] تتعلق قضية Curlender بطفل وُلد بزعم أنه مصاب بمرض تاي ساكس بعد أن اعتمد الوالدان على تأكيدات المدعى عليهم بشأن موثوقية اختباراتهم الجينية وامتنعوا عن إجراء بزل السلى. لم تكن قضية Curlender أول قرار استئنافي يجيز تقديم دعوى قانونية بسبب الحياة الخاطئة — فقد لاحظت المحكمة أن قرارًا صدر في عام 1977 من المحكمة العليا في نيويورك، الدائرة الاستئنافية المتوسطة قد اتخذ نفس الموقف، وتم نقضه سريعًا من قبل محكمة الاستئناف في نيويورك بعد عام. ومع ذلك، تعتبر قضية Curlender هي القرار الاستئنافي الأول الذي لم يُلغَ لاحقًا.
- 1981 - قضت المحكمة العليا في ألاسكا بأن لمحكمة الاستئناف العليا في ألاسكا الصلاحية لإصدار أمر بتعقيم شخص يعاني من إعاقة عقلية، بناءً على طلب من الوصي القانوني، إذا تم إثبات أن التعقيم يصب في مصلحة الشخص وبأدلة واضحة ومقنعة.
- 1981 - بدأت مدينة نيويورك باستخدام بعض الحافلات القابلة للوصول بواسطة الكراسي المتحركة.
- 1981 - قضت المحكمة العليا في كولورادو بأن للمحكمة المحلية صلاحية السماح بتعقيم شخص "متخلف عقلياً" إذا ثبت بالأدلة الواضحة والمقنعة أن هذا الإجراء ضروري طبياً. وعرّفت المحكمة "الضروري طبياً" بأنه الإجراء الذي يُعد، في رأي الخبراء، ضرورياً للحفاظ على حياة الشخص أو صحته البدنية أو العقلية.
- 1981 - في قضية *Poe ضد مدرسة ومستشفى تدريب لينشبرغ*، نُظر في ما إذا كان قد تم انتهاك الحقوق الدستورية لنساء تعرضن للتعقيم القسري في مؤسسة حكومية للصحة النفسية بفيرجينيا ضمن برنامج تحسين النسل في أوائل ومنتصف القرن العشرين. قضت المحكمة بأن التعقيم لم ينتهك الحقوق الدستورية، لكنه اعتبر أن فشل المسؤولين في إخطار النساء أو تقديم خدمات طبية لاحقة يستحق المزيد من النظر. وتم التوصل إلى تسوية في 1985، التزمت فيها الولاية بإبلاغ النساء ومساعدتهن في تلقي الاستشارة والعلاج.
- 1981 - أعلنت الأمم المتحدة هذا العام "السنة الدولية للأشخاص ذوي الإعاقة". وفي ختام العام، دعت الدول الأعضاء إلى إنشاء منظمات خاصة بالأشخاص ذوي الإعاقة داخل بلدانهم. استجابةً لذلك، أسس آلان رايش "المنظمة الوطنية للإعاقة" في الولايات المتحدة.
- 1981 - في قضية "إستيلي ضد سميث"، قضت المحكمة العليا الأمريكية بأن الدولة لا يجوز لها إرغام المدعى عليه على الخضوع لفحص نفسي لغرض إصدار الحكم، لأن ذلك ينتهك الحقوق الدستورية بموجب التعديلين الخامس والسادس (ضد تجريم النفس، وحق التمثيل القانوني).
- 1981 - في قضية "توكاريكيك ضد منطقة مدارس فورست هيلز"، قضت محكمة الاستئناف الأمريكية للدائرة الثالثة بأن حرمان طفل معاق من دخول فصل دراسي عادي دون مبرر تعليمي قوي يُعد تمييزاً.
- 1981 - نظّمت جيني لوري أول مؤتمر دولي حول مشاكل ما بعد شلل الأطفال.
- 1981 - أمر الرئيس ريغان إدارة الضمان الاجتماعي (SSA) بتشديد تطبيق قانون تعديلات الإعاقة لعام 1980، مما أدى إلى وقف صرف المساعدات لأكثر من مليون مستفيد من ذوي الإعاقة.
- 1982 – وُلد طفل يُعرف باسم "الرضيع دو" في بلومنغتون، إنديانا، مصابًا بمتلازمة داون وعيب خلقي يُعرف بالناسور الرغامي المريئي، وهو ما منعه من تناول الطعام والشراب عن طريق الفم وكان يتطلب إجراء عملية جراحية. رفض الوالدان إجراء العملية بناءً على نصيحة طبيبهما، الدكتور والتر إل. أوينز، لأنهما اعتبرا أنه حتى لو نجحت الجراحة، فلن يتمكن الرضيع دو من بلوغ "أدنى حد مقبول من جودة الحياة". عيّن مسؤولو المستشفى وصيًا بقرار من محكمة الأحداث في إنديانا للنظر في ما إذا كان يجب إجراء العملية. حكمت المحكمة لصالح الوالدين (وبالتالي ضد إجراء العملية)، ورفضت المحكمة العليا في إنديانا النظر في القضية. وتوفي الرضيع في وقت لاحق من عام 1982، ولم يكن من الممكن استئناف القضية أمام المحكمة العليا بسبب الوفاة.
- 1982 – أُقرّ ما يُعرف بإعفاء "كاتي بيكيت" أو إعفاء TEFRA، وهو إعفاء ضمن برنامج ميديكيد يتعلق بأهلية الدخل للحصول على خدمات ميديكيد المنزلية للأطفال دون سن التاسعة عشرة. يُعرف الإعفاء أيضًا باسم إعفاء TEFRA لأنه أُقر كجزء من قانون الإنصاف الضريبي ومسؤولية الإنفاق لعام 1982.
- 1982 – وفقًا للبند 34B الفصل 7 من قوانين ولاية ماين، والمعروف باسم "قانون الإجراءات القانونية الواجبة في التعقيم لعام 1982"، يجب إجراء جلسة استماع وإصدار أمر من محكمة المقاطعة يجيز التعقيم إذا طُلب للأشخاص في الحالات التالية: أ. الأشخاص دون سن 18 وغير متزوجين أو غير مستقلين قانونيًا؛ ب. الأشخاص الخاضعون حاليًا لوصاية عامة أو خاصة؛ ج. الأشخاص المقيمون في مؤسسة تابعة للدولة تقدم رعاية أو علاجًا أو حماية، أو في عهدة الدولة عمومًا؛ د. الأشخاص الذين لا يمكن للطبيب الحصول على موافقتهم المستنيرة. تتطلب الجلسة تقييم أهلية المريض لتقديم الموافقة المستنيرة من قبل خبيرين مستقلين على الأقل في مجال الإعاقات النمائية أو الصحة النفسية، على أن يكون أحدهما طبيبًا نفسيًا أو مختصًا في علم النفس. وإذا قررت المحكمة أن الشخص غير مؤهل لإعطاء الموافقة، تقوم بتعيين ثلاثة خبراء مستقلين على الأقل لتقييم فوائد أو أضرار عملية التعقيم. ويمكن للمحكمة أن تصرح بالتعقيم إذا ثبت بالأدلة الواضحة والمقنعة أن التعقيم في مصلحة المريض الفضلى، وأن الوسائل الأخرى لمنع الحمل غير مناسبة أو غير فعالة.
- 1982 – أصبح "قانون الاتصالات لذوي الإعاقة" قانونًا في الولايات المتحدة، وألزم بأن تكون الهواتف العامة مهيأة للاستخدام من قبل ضعاف السمع بحلول 1 يناير 1985.
- 1982 – في قضية "يونغبرغ ضد روميو"، 457 U.S. 307، أصدرت المحكمة العليا الأمريكية قرارًا تاريخيًا يتعلق بحقوق الأشخاص المحتجزين قسرًا وذوي الإعاقة الذهنية. كان نيكولاس روميو يعاني من إعاقة ذهنية بمستوى ذكاء يعادل طفل رضيع، وكان محتجزًا في مستشفى تابع للولاية في بنسلفانيا، حيث تم تقييده لساعات طويلة وتعرض لإصابات متكررة. أيدت المحكمة العليا قرار محكمة الاستئناف بالدائرة الثالثة بأن للمقيمين المحتجزين قسرًا الحق في ظروف احتجاز آمنة بشكل معقول، وعدم تعريضهم لقيود جسدية غير مبررة، والحصول على التأهيل المناسب الذي يحتاجونه.
- 1982 – في قضية "مجلس التعليم ضد راوْلي"، قضت محكمة الاستئناف بالدائرة الثانية الأمريكية بأن القرارات الفردية بناءً على احتياجات كل طفل ضرورية بموجب القانون الفيدرالي. وأشارت إلى أن المدارس التي تعتمد معيارًا واحدًا، مثل إعاقة معينة، لتحديد مكان تعليم الطفل تعتبر في انتهاك للقانون الفيدرالي.
- 1982 – قضت محكمة استئناف ماساتشوستس بأن محكمة الولاية ذات الاختصاص العام لها صلاحية النظر في طلب تعقيم شخص ذي إعاقة ذهنية. وأكدت المحكمة على ضرورة استخدام مفهوم "الرضا البديل" لتحديد ما إذا كان ينبغي السماح بالتعقيم، ولا يجوز فرض التعقيم على أساس مصلحة الدولة أو الوالدين. تتبنى المحكمة نهج "الحكم البديل" بوضع نفسها مكان الشخص المعاق ذهنيًا في عملية اتخاذ القرار.
- 1982 – في قضية عام 1982 تتعلق بالصمم الوراثي، كانت المحكمة العليا في كاليفورنيا أول محكمة عليا في الولايات تؤيد حق الطفل في رفع دعوى "الحياة الخاطئة"، لكنها في الوقت نفسه حصرت تعويض الطفل في الأضرار الخاصة فقط. ويعني ذلك أن الطفل يمكنه المطالبة بالتعويض عن الأضرار الاقتصادية المثبتة موضوعيًا، لكنه لا يحق له المطالبة بتعويضات عامة مثل "الألم والمعاناة" أو التعويض عن مجمل تجربة الحياة مع إعاقة بدلاً من العيش بعقل وجسد سليمين.
- 1982 – قضت محكمة الاستئناف في ولاية ماريلاند بأن محاكم الدائرة لها الاختصاص بالنظر في طلب تعقيم قاصر غير مؤهل عقليًا، ولا يجوز الموافقة على هذا الطلب إلا إذا ثبت بالأدلة الواضحة والمقنعة أن "الإجراء ضروري طبيًا للحفاظ على حياة القاصر غير المؤهل أو صحته الجسدية أو النفسية".
- 1982 – 1983: تم حظر استخدام العلاج بالصدمة الكهربائية في بيركلي، كاليفورنيا، في عام 1982. ومع ذلك، في يونيو 1983، أصدر القاضي دونالد ماكولوم من المحكمة العليا لمقاطعة ألاميدا أمرًا قضائيًا بوقف تنفيذ الحظر. وسرعان ما تم إلغاء هذا الحظر بعد طعن قانوني ناجح قدمته الجمعية الأمريكية للطب النفسي، استنادًا إلى عدم دستورية القرار.
- 1983 – أذنت المحكمة العليا في إنديانا بتعقيم فتاة تبلغ من العمر اثني عشر عامًا من ذوي الإعاقة الذهنية، كانت تقوم بسلوكيات مدمرة للذات مثل نتف شعرها وعض نفسها وضرب رأسها وتمزيق جلدها بأظافرها، ومقاومة "القيود بهدف إيذاء جسدها".[100] كان والدا الطفلة وأطباؤها متفقين على أن استئصال الرحم ضروري لمنع "النزيف والعدوى، وربما الوفاة" لأن افتتان الطفلة بدمها قد يدفعها إلى "تحفيز النزيف عن طريق وخز المهبل أو البطن في محاولة للحفاظ على تدفق الدم" بمجرد بدء دورتها الشهرية.[100] قضت المحكمة بأن قانونًا معينًا في ولاية إنديانا لا يشترط وجوده للسماح بالتعقيم، وأن محكمة الأحداث لديها السلطة للتصريح بذلك إذا توفرت أدلة واضحة ومقنعة بأن الإجراء الطبي ضروري، وفي هذه الحالة كانت هناك أدلة قاطعة على أن التعقيم ضروري طبيًا.[100]
- 1983 – في قضية Hawaii Department of Education v. Katherine D.، قضت محكمة الاستئناف الفيدرالية الأمريكية بأن خدمات التمريض "المتقطعة"، بما في ذلك العناية بأنبوب فغر الرغامى للطفل، ليست عبئًا كبيرًا على المدرسة لتوفيرها للطالب.[101]
- 1983 – تأسست منظمة الأمريكيون من ذوي الإعاقة من أجل النقل العام المتاح (ADAPT) في دنفر، كولورادو.[2][45]
- 1983 – سمحت المحكمة العليا في نيويورك بتعقيم شخص غير كفء.[102]
- 1983 – في قضية Barefoot v. Estelle، قضت المحكمة العليا الأمريكية بأنه لا يوجد مبرر لادعاء المدعي بأن الأطباء النفسيين، بشكل فردي أو جماعي، غير مؤهلين للتنبؤ بدرجة مقبولة من الموثوقية بإمكانية ارتكاب مجرم معين لجرائم مستقبلية تشكل خطرًا على المجتمع.
- 1983 – تأسس المجلس الوطني للعيش المستقل (NCIL) على يد ماكس ستاركلوف، وتشارلي كار (ناشط)|تشارلي كار، وماركا بريستو.[2]
- 1983 – نُظّمت فعالية وطنية لمنظمة ADAPT|الأمريكيون من ذوي الإعاقة من أجل النقل العام المتاح (ADAPT) للمطالبة بتوفير وسائل نقل متاحة في دنفر، كولورادو، خلال مؤتمر رابطة النقل العام الأمريكية (APTA).[2]
- 1983 – تأسس المعهد العالمي للإعاقة (WID) في بيركلي، كاليفورنيا، على يد إد روبرتس (ناشط)|إدوارد روبرتس، وجودي هيومان، وجون ليون.[2]
- 1983 – تأسست مجموعة حواسيب الأطفال ذوي الإعاقة (DCCG) في بيركلي، كاليفورنيا.[2]
- 1983 – دعا المجلس الوطني للمعاقين الكونغرس إلى شمول الأشخاص ذوي الإعاقة في قانون الحقوق المدنية لعام 1964 وفي تشريعات وتنظيمات الحقوق المدنية وحقوق التصويت الأخرى.[2]
- 1983 – وسعت الأمم المتحدة السنة الدولية للأشخاص ذوي الإعاقة إلى عقد الأمم المتحدة للأشخاص ذوي الإعاقة (1983–1992).[2]
- 1983 – تأسست شبكة التسهيلات الوظيفية (JAN) من قبل لجنة الرئيس لتوظيف المعاقين لتوفير المعلومات للشركات التي توظف أشخاصًا من ذوي الإعاقة.[2]
- 1983 – أُجري تعديل على قانون إعادة التأهيل لعام 1973 ليشمل برنامج مساعدة العملاء (CAP)، وهو برنامج للدفاع عن المستهلكين في خدمات التأهيل والعيش المستقل.[2]
- 1983 – في قضية Roncker v. Walter، 700 F2d. 1058 (محكمة الدائرة السادسة لعام 1983)، ناقشت المحكمة مسألة "تقديم الخدمات التعليمية للطفل" مقابل "نقل الطفل إلى الخدمات". تم البت في القضية لصالح الدمج بدلاً من الفصل، وأُقر مبدأ القابلية للنقل؛ أي أنه "إذا كانت الخدمة المرغوبة المقدمة حاليًا في بيئة معزولة يمكن توفيرها بشكل مجدٍ في بيئة مدمجة، فإن توفيرها في بيئة معزولة سيكون غير مناسب بموجب القانون PL 94-142". وقررت المحكمة أن قرارات التعيين يجب أن تتم على أساس فردي، وأن المناطق التعليمية التي تُعيّن الأطفال تلقائيًا في نوع معين من المدارس بناءً فقط على إعاقتهم (مثل الإعاقة الذهنية) دون النظر إلى خطة التعليم الفردي (IEP)، تنتهك القوانين الفيدرالية.[41]
- 1983 – قضية Jablonski by Pahls v. United States (الدائرة التاسعة لعام 1983)، هي قضية بارزة قضت فيها محكمة الاستئناف للدائرة التاسعة بأن الأخصائي النفسي عليه واجب التنبؤ بالخطر من خلال مراجعة السجلات السابقة للمريض، وأن واجب الحماية يشمل الإيداع القسري للفرد الخطير؛ ولا يكفي فقط تحذير الضحية المتوقعة.
- 1983 – State v. Crenshaw، 98 Wash. 2d 789, 659 P.2d 488 (1983)، هي قضية جنائية تفسر العلاقة بين دفاع الجنون وأمر إلهي.[3]:624 أقرّت المحكمة العليا في ولاية واشنطن استثناءً إلهيًا من المعيار الذي وُضع في قضية People v. Schmidt (1915)، بأن الشخص يمكن أن يُعتبر غير مذنب بسبب الجنون حتى لو كان يعلم أن فعله خطأ من الناحية الأخلاقية والقانونية، إذا كان اضطرابه العقلي يتضمن وهماً بأن الله أمره بذلك الفعل.[3]:624 حيث قتلت أم طفلها بجنون، معتقدة أنها تطيع أمرًا إلهيًا.[3]:624 واعتُبر أنه "من غير الواقعي تحميلها مسؤولية الجريمة، لأن إرادتها الحرة قد تلاشت بسبب إيمانها بالأمر الإلهي".[3]:624
- 1983 – قضت المحكمة العليا في جورجيا بعدم دستورية قانون التعقيم في الولاية لأنه يستخدم معيار "رجحان الأدلة"، وأن أمرًا قضائيًا يحرم شخصًا بشكل دائم من حق أساسي يتطلب إيجاد قضائي بـ"أدلة واضحة ومقنعة".[103] ومنذ هذه القضية، غيّر المشرّعون في جورجيا القانون ليتطلب "أدلة واضحة ومقنعة" للامتثال لمتطلبات الدستور.[104]
- 1983 – قضية Heckler v. Campbell، 461 U.S. 458 (1983)، هي قضية أمام المحكمة العليا للولايات المتحدة تناولت ما إذا كان بإمكان وزير الصحة والخدمات الإنسانية في الولايات المتحدة الاعتماد على المبادئ التوجيهية الطبية المهنية المنشورة لتحديد أهلية المطالبين بالحصول على إعانات الضمان الاجتماعي. في رأي كتبه القاضي لويس ف. باول، ألغت المحكمة العليا قرار محكمة الاستئناف الثانية، وأقرت بأن "[عندما يُوكل القانون صراحةً إلى الوزير مسؤولية تنفيذ بند ما من خلال تنظيم، فإن المراجعة تقتصر على تحديد ما إذا كانت اللوائح الصادرة تتجاوز سلطة الوزير القانونية وما إذا كانت تعسفية أو غير منطقية". قررت المحكمة أنه حتى عندما يتطلب قانون وكالة ما إجراء جلسة استماع، يمكن للوكالة أن تعتمد على سلطتها التنظيمية لتحديد القضايا التي لا تتطلب دراسة حالة بحالة. وخلصت المحكمة إلى أن اعتماد الوزير على هذه المبادئ لم يتعارض مع قانون الضمان الاجتماعي، ولم يكن تعسفيًا أو غير منطقي.
- 1984 – ألقى تيد كينيدي الابن خطابًا من منصة المؤتمر الوطني الديمقراطي حول حقوق ذوي الإعاقة.[2]
- 1984 - وقّع الرئيس رونالد ريغان على قانون إصلاح إعانات الضمان الاجتماعي للإعاقة لعام 1984 ليصبح قانونًا.[105]
- 1984 – في يناير 1984، أصدرت الحكومة الأمريكية لوائح "طفل دو" (Baby Doe)، والتي تُلزم المستشفيات بإبلاغ المحاكم أو وكالة حماية الطفل إذا رفض الآباء علاج أطفالهم المصابين بعيوب خلقية، وذلك بتوصية من لجان مراجعة رعاية الرضع.[106] في عام 1986، أبطلت المحكمة العليا الأمريكية هذه اللوائح في قضية Bowen ضد جمعية المستشفيات الأمريكية، على أساس أن استقلالية الولايات تم انتهاكها وأن قانون إعادة التأهيل لعام 1973 لا ينطبق على الرعاية الطبية للرضع المعاقين.[107][106] ومع ذلك، في 9 أكتوبر 1984، صدر قانون "طفل دو" النهائي، المعروف باسم تعديل طفل دو، والذي عدّل قانون منع إساءة معاملة الأطفال ومعالجتها لعام 1974 ليشمل الامتناع عن تقديم السوائل، والطعام، والعلاج الطبي الضروري للمواليد الجدد ذوي الإعاقة. ودخل هذا القانون حيز التنفيذ في 1 يونيو 1985 ولا يزال ساريًا.[108][109][106]
- 1984 – عدّل قانون إصلاح الدفاع الجنوني لعام 1984 القوانين الفدرالية الأمريكية المتعلقة بالمتهمين المصابين بأمراض أو اضطرابات عقلية، ما جعل من الصعب جدًا الحصول على حكم "غير مذنب فقط بسبب الجنون". أزال القانون المكوّن المتعلق بالإرادة، أي أن المتهم لم يكن قادرًا على الالتزام بالقانون، من اختبار معهد القانون الأمريكي.[3]:615 وأصبح الإعفاء من المسؤولية متاحًا فقط إذا "في وقت ارتكاب الفعل، ... نتيجة لمرض عقلي شديد أو خلل، لم يكن المتهم قادرًا على إدراك طبيعة أو خطأ أفعاله".[3]:634 صدر هذا القانون بعد الغضب العام نتيجة تبرئة جون هينكلي الابن بسبب الجنون بعد محاولته اغتيال رونالد ريغان|محاولته اغتيال الرئيس ريغان.[3]:634–635 قبل سن هذا القانون، كان على الحكومة إثبات سلامة عقل المتهم بما لا يدع مجالًا للشك (إذا طُرحت حجة الجنون). بعد سن القانون، أصبح على المتهم إثبات الجنون وفقًا لمعيار "الأدلة الواضحة والمقنعة".[110] علاوة على ذلك، يُمنع الشهود الخبراء من كلا الطرفين من الإدلاء بشهادات مباشرة بشأن ما إذا كان المتهم سليمًا عقليًا قانونيًا أم لا،[110] بل يُسمح لهم فقط بالشهادة حول الحالة النفسية للمتهم وقدراته، ويُترك تحديد الجنون القانوني لهيئة المحلفين في المحكمة.[بحاجة لمصدر]
- 1984 – قضت المحكمة العليا الأمريكية في قضية منطقة مدارس إرفينغ المستقلة ضد تاترو بأن على المناطق التعليمية، بموجب قانون التعليم لجميع الأطفال المعاقين لعام 1975، توفير خدمة القسطرة المتقطعة التي يؤديها ممرض المدرسة أو مساعد ممرض كـ"خدمة ذات صلة" لطالب معاق. ولم يعد مسموحًا للمناطق التعليمية برفض تعليم طفل معاق بسبب حاجته إلى هذه الخدمة.[2]
- 1984 – أصبح المجلس الوطني للمعاقين وكالة فدرالية مستقلة.[2]
- 1984 – صدر قانون إصلاح الإعاقة في الضمان الاجتماعي استجابة لشكاوى مئات الآلاف من الأشخاص الذين تم إنهاء إعاناتهم. وألزم القانون استمرار دفع الإعانات وتغطية التأمين الصحي للمستفيدين المتضررين حتى استنفاد إجراءات الاستئناف.[2]
- 1984 – أصبح قانون سهولة التصويت لكبار السن والمعاقين قانونًا في الولايات المتحدة، وألزم بتوفير الوصول إلى مراكز الاقتراع لكبار السن والمعاقين، وتوفير مواقع تسجيل دائم للناخبين المعاقين.[111][45]
- 1981–1984 – هددت إدارة ريغان بتعديل أو إلغاء اللوائح التي تُنفذ القسم 504 من قانون إعادة التأهيل لعام 1973 وقانون التعليم لجميع الأطفال المعاقين لعام 1975. وقاد المدافعون عن حقوق ذوي الإعاقة باتريشا رايت من صندوق التعليم والدفاع عن حقوق ذوي الإعاقة (DREDF)، وإيفان كيمب الابن (من مركز حقوق المعاقين) حملة ضغط مكثفة وحركة شعبية نتج عنها أكثر من 40,000 بطاقة ورسالة. وبعد ثلاث سنوات، تخلت إدارة ريغان عن محاولاتها لتعديل أو إلغاء اللوائح. ومع ذلك، أنهت الإدارة إعانات الضمان الاجتماعي لمئات الآلاف من المستفيدين ذوي الإعاقة. ونتيجة لذلك، أقدم عدد من الأشخاص المعاقين على الانتحار. وقد ناضلت مجموعات مختلفة، منها تحالف مستفيدي إعانات الضمان الاجتماعي ولجنة العمل الخاصة بالضمان الاجتماعي، ضد هذه الإنهاءات.[2]
- 1984 – في قضية مدرسة ومستشفى بنهورست ضد هالدرمان، 465 U.S. 89 (1984)، قضت المحكمة العليا الأمريكية بأن التعديل الحادي عشر يمنع المحكمة الفدرالية من إصدار أوامر للمسؤولين في الولايات بالامتثال لقوانين الولاية.[112]
- 1984 - منذ وقت قصير بعد وفاة إلينور بامبرز في 1984، بدأ أفراد وحدة الطوارئ في شرطة نيويورك بحمل الصاعق الكهربائي (Taser)، وهي أسلحة يمكنها توصيل آلاف الفولتات من التيار الكهربائي المسبب للعجز، كبديل لاستخدام الأسلحة النارية عند التعامل مع مرضى نفسيين.[113]
- 1985 – أصبح "قانون حقوق المصابين بالأمراض النفسية" قانونًا في الولايات المتحدة، وفرض على الولايات تقديم خدمات الحماية والدفاع لحماية والدفاع عن الأشخاص ذوي الإعاقات النفسية.[2]
- 1985 – في قضية Ake v. Oklahoma، 470 U.S. [الإنجليزية]‏ 68 (1985)، حكمت المحكمة العليا للولايات المتحدة بأن شرط الإجراءات القانونية الواجبة في التعديل الرابع عشر لدستور الولايات المتحدة يتطلب من الدولة توفير تقييم نفسي لاستخدامه نيابة عن المدعى عليه الجنائي الفقير إذا كان بحاجة إليه.[114]
- 1985 – نظرت المحكمة القضائية العليا في ولاية مين في التماس من أم تطلب من المحكمة السماح بتعقيم ابنتها غير الكفؤة عقليًا.[115] قضت المحكمة بأن لديها السلطة لمنح التماس للتعقيم إذا ثبت بالأدلة الواضحة والمقنعة أن التعقيم يصب في مصلحة المريضة؛ ومع ذلك، لم تمنح المحكمة الالتماس في هذه الحالة لأن الأطباء لم يذكروا أن المريضة قادرة على الإنجاب.[115]
- 1985 – عُقدت آخر جلسات قانونية تتعلق بـاليوجينية في كومنولث فرجينيا. ولم تُمنح أي تسوية مالية.[2]
- 1985 – حكمت المحكمة العليا الأمريكية في قضية Burlington School Committee v. Department of Education بأن على المدارس دفع نفقات الأطفال ذوي الإعاقات المسجلين في برامج خاصة خلال فترة التقاضي بموجب قانون تعليم جميع الأطفال المعوقين لعام 1975، إذا قررت المحاكم أن هذا الإجراء ضروري لتوفير التعليم المناسب للطفل في أقل بيئة تقييدًا.[2]
- 1985 – حكمت المحكمة العليا الأمريكية في قضية City of Cleburne v. Cleburne Living Center بأنه لا يمكن للبلديات استخدام قوانين تقسيم المناطق لمنع دور رعاية الأشخاص ذوي الإعاقات النمائية من الافتتاح في منطقة سكنية لمجرد أن سكانها من ذوي الإعاقة.[2]
- 1985 – في قضية People v. Skinner (1985)، حدّدت المحكمة العليا في كاليفورنيا بشكل أدق معايير "الجنون المستقر". يجب أن يعاني الشخص من مرض عقلي مستقر نسبيًا بمرور الوقت، وليس ناجمًا فقط عن مدة تعاطي المادة المخدرة، ويجب أيضًا أن يستوفي التعريف القانوني للجنون في تلك الولاية القضائية. وبذلك، يبدو أن المحكمة ترى أن شرطًا أساسيًا للدفاع بالجنون متوفر عندما يوجد عجز دائم ناتج عن تعاطي مزمن لمادة مخدرة لدى شخص مصاب سابقًا بمرض عقلي غير مرتبط بتعاطي المواد، ولكن تفاقم أو بدأ بسبب التسمم الطوعي.[116]
- 1985 – تأسست الشبكة الدولية لشلل الأطفال على يد جيني لوري، وبدأت بالدعوة للاعتراف بمتلازمة ما بعد شلل الأطفال.[2][117]
- 1985 – تأسست الرابطة الوطنية للناجين من الأمراض النفسية.[2]
- 1985 – قضت المحكمة العليا في ولاية كارولاينا الشمالية بأن المحكمة لديها السلطة للسماح بتعقيم شخص غير كفء إذا كان ذلك يصب في مصلحة المريض.[118]
- 1985 – قضت المحكمة العليا في كاليفورنيا بأن القانون الذي يحظر تمامًا تعقيم الأشخاص ذوي الإعاقات النمائية غير دستوري وواسع النطاق، لأن الشخص غير الكفء ذهنيًا له حق دستوري في التعقيم إذا لم تتوفر وسيلة أقل تدخلاً لمنع الحمل.[119]
- 1986 – نُشر تقرير "نحو الاستقلال" من قبل المجلس الوطني لشؤون المعوقين، موضحًا الوضع القانوني للأميركيين ذوي الإعاقة وموثقًا وجود التمييز، مشيرًا إلى الحاجة لتشريع حقوق مدنية على المستوى الفيدرالي (الذي تم تمريره لاحقًا باسم قانون الأمريكيين ذوي الإعاقة لعام 1990).[2]
- 1986 – أصبح القانون العام 99-308 ساريًا، ما أتاح للمرضى النفسيين السابقين الاستئناف لاستعادة حقوقهم في شراء الأسلحة النارية.
- 1986 – تأسست كونكريت تشينج، وهي منظمة شعبية تدافع عن السكن الميسّر الوصول، في أتلانتا، جورجيا.[2]
- 1986 – تم تمرير قانون فرص العمل للأميركيين ذوي الإعاقة، مما أتاح لمتلقي دخل الضمان التكميلي وتأمين الإعاقة الاجتماعية الاحتفاظ بالمزايا، وخصوصًا التغطية الطبية، بعد حصولهم على عمل.[2]
- 1986 – تم تمرير قانون الحماية والدفاع عن الأفراد المصابين بأمراض نفسية، والذي أنشأ وكالات حماية ودفاع للأشخاص المقيمين في منشآت الصحة النفسية.[2]
- 1986 – أصبح قانون حماية الأطفال ذوي الإعاقة لعام 1986 ساريًا.
- 1986 – عرّفت تعديلات قانون إعادة التأهيل لعام 1986 "العمل المدعوم" كـ "نتيجة مشروعة لإعادة التأهيل".[2]
- 1986 – في قضية Colorado v. Connelly، 479 U.S. 157 (1986)، قررت المحكمة العليا للولايات المتحدة أن أقوال المتهم التي صدرت أثناء نوبة فصام لا تُعد لاغية إذا لم يكن هناك إكراه من الحكومة، لعدم انتهاك بند الإجراءات القانونية.
- 1986 – في قضية Ford v. Wainwright، 477 U.S. [الإنجليزية]‏ 399 (1986)، أقرت المحكمة العليا بقاعدة القانون العام التي تحظر إعدام المصابين بالجنون.[120]
- 1986 – تم تعديل قانون معايير العمل العادل لعام 1938 ليسمح لـ وزير العمل الأمريكي بإصدار شهادات خاصة تتيح لأرباب العمل دفع أجور أقل من الحد الأدنى للأشخاص الذين تضعف طاقتهم الإنتاجية بسبب العمر أو الإعاقة الجسدية أو العقلية أو الإصابة.[121] على الرغم من ذلك، يجب أن تكون أجور هؤلاء الموظفين مرتبطة بإنتاجيتهم ومتناسبة مع أجور العمال غير المعاقين في نفس البيئة.[121] وقد تم حظر دفع أقل من الحد الأدنى من الأجور للعمال ذوي الإعاقة في نيوهامشير عام 2015، وماريلاند عام 2016، وألاسكا عام 2018.[122]
- 1986 – رود آيلاند: لا يجوز حرمان أي شخص من الحياة أو الحرية أو الممتلكات دون اتباع الإجراءات القانونية الواجبة، ولا يجوز حرمان أي شخص من الحماية المتساوية بموجب القانون. ولا يجوز التمييز ضد أي شخص مؤهل فقط بسبب العرق أو الجنس أو الإعاقة من قبل الدولة أو وكلائها أو أي شخص أو كيان يعمل معها. ولا يجوز تفسير أي جزء من هذا القسم على أنه يمنح أو يضمن أي حق يتعلق بالإجهاض أو تمويله. – دستور رود آيلاند، المادة الأولى، §2 (1986).
- 1986 – في قضية وزارة النقل الأمريكية ضد جمعية المحاربين القدامى المشلولين في أمريكا، قضت المحكمة العليا بأن شركات الطيران التجارية الخاصة غير مسؤولة بموجب المادة 504 من قانون إعادة التأهيل لعام 1973 لأنها ليست "مستلمين مباشرين" لـ التمويل الفيدرالي للمطارات.[123]
- 1986 – تم تمرير قانون الوصول إلى شركات الطيران لعام 1986، والذي يحظر على شركات الطيران التجارية التمييز ضد الركاب ذوي الإعاقة.[2]
- 1986 – تأسس نادي بالتيمور لذوي الإعاقة السمعية من مجتمع الـleather subculture|ليذر، وهو أول نادٍ من نوعه في أمريكا، وكان اسمه الأصلي "تحالف ماريلاند لامبدا للصم"، ومر بعدة تغييرات قبل أن يستقر اسمه على BLADeaf. أسسه إلوود سي. بينيت، وسكوت ويلسون، وهاري "آبي" ووسلي الابن.[124][125]
- 1987 – أسست جيني لوري شبكة مستخدمي أجهزة التنفس الصناعي الدولية (IVUN).[117]
- 1987 – في قضية School Bd. of Nassau County v. Arline، 480 U.S. 273 (1987)، رأت المحكمة العليا أن الشخص المصاب بمرض معدٍ يُعتبر "فردًا معاقًا" وبالتالي له الحق في الحماية بموجب قانون إعادة التأهيل لعام 1973.[126]
- 1987 – أُجبر جاستن دارت، مفوض إدارة خدمات إعادة التأهيل، على الاستقالة بعد أن أدلى بشهادة أمام الكونغرس الأميركي قال فيها: "إن النظام الفيدرالي الجامد، كمجتمعه الذي يمثله، لا يزال يحتوي على نسبة كبيرة من الأفراد الذين لم يتجاوزوا بعد المواقف الأبوية البالية تجاه الإعاقة..."[2]
- 1987 – تأسس تحالف الوصول إلى التكنولوجيا في كاليفورنيا من قبل مجموعة الحواسيب للأطفال المعاقين ومكتب آبل للتعليم الخاص.[2]
- 1987 – قبل عام 1987، كان يُفترض أن قانون لانترمان–بتريس–شورت يسمح بالعلاج القسري للأشخاص المحتجزين بموجب الحجز الأولي لمدة ثلاثة أيام، يتبعها احتجاز لمدة 14 يومًا لمن يُعلن أنهم خطرون على أنفسهم أو غيرهم. لكن في عام 1987، وفي قضية Riese v. St. Mary's Hospital and Medical Center، قررت محكمة الاستئناف في كاليفورنيا أن لهؤلاء الأشخاص الحق في الموافقة المستنيرة فيما يخص استخدام الأدوية المضادة للذهان، باستثناء حالات الطوارئ، وإذا رفضوا الدواء "يجب إصدار قرار قضائي بعدم أهليتهم لاتخاذ قرارات العلاج" قبل إجبارهم على تناول الدواء.[127][128] كانت هذه القضية دعوى جماعية مرفوعة باسم إليانور رايس من قبل اتحاد الحريات المدنية الأمريكي في كاليفورنيا.[127]
- 1988 - في عام 1988، تم القبض على إلفي موسيكا، التي كانت تعاني من الجلوكوما، بسبب زراعتها لنباتات الماريجوانا في فناء منزلها الخلفي في هوليوود، فلوريدا. كانت تواجه حكمًا بالسجن لمدة خمس سنوات، ودافع عنها المحامي والناشط نورم كينت في محاكمة شهدت شهادة طبيبها والناشط روبرت راندال، الذي كان يعاني أيضًا من الجلوكوما. وجد القاضي أنها غير مذنبة بسبب الضرورة الطبية.[129][130]
- 1988 – قام قانون استعادة الحقوق المدنية بمواجهة القرارات القضائية السيئة من خلال توضيح نية الكونغرس الأصلية. بموجب قانون التأهيل، أصبح التمييز في أي برنامج أو خدمة تتلقى تمويلاً فدراليًا – وليس فقط الجزء الذي يتلقى التمويل بشكل مباشر – غير قانوني.[2]
- 1988 – نُظمت مظاهرة طلابية تحت عنوان رئيس أصم الآن في جامعة جالوديت بواشنطن العاصمة. وفي 13 مارس، تم تعيين آي. كينج جوردان|الدكتور آي. كينج جوردان كأول رئيس أصم للجامعة.[2][29]
- 1988 – تم تعديل قانون الإسكان العادل لحماية الأشخاص ذوي الإعاقة من التمييز في السكن في مجالات الإيجارات والمبيعات والتمويل، كما هو موضح في قانون الحقوق المدنية لعام 1968. كما نص التعديل على ضرورة إجراء تعديلات معقولة على المباني القائمة وبناء وحدات سكنية متعددة الأسر بإمكانية وصول.[131]
- 1988 – قامت أميركيون معاقون من أجل وسائل نقل عامة يمكن الوصول إليها (ADAPT) بالاحتجاج على الحافلات التابعة لشركة غرايهاوند لعدم إمكانية الوصول إليها.[2]
- 1988 – أصبح قانون المساعدة المتعلقة بالتكنولوجيا للأفراد ذوي الإعاقة قانونًا في الولايات المتحدة، مانحًا التمويل الفيدرالي لمشاريع الولايات التي تهدف إلى تسهيل الوصول إلى التكنولوجيا المساعدة.[2] أُعيد تفويض القانون في عام 1994 (P.L. 103-218) ومرة أخرى في 1998 (P.L. 105-394). وقد صُمم كمنحة لتغيير الأنظمة وغالبًا ما يُطلق عليه "قانون التقنية". بموجب هذا القانون، حصلت كل ولاية وإقليم في الولايات المتحدة على مشروع "قانون التقنية". بدأت المجموعة الأولى من المشاريع في عام 1989. وكان لكل مشروع تمويل لمدة خمس سنوات بموجب قانون 1989. وكانت هناك حاجة لتقديم طلب منحة تنافسي لتلقي تمويل إضافي لخمس سنوات أخرى. تم ضمان تمويل كامل للمشاريع لمدة ثماني سنوات؛ وتمويل بنسبة 75٪ في السنة التاسعة؛ وبنسبة 50٪ في السنة العاشرة كمشروع "قانون التقنية". كان من المقرر أن تنتهي صلاحية التشريع الداعم للمشاريع في 30 سبتمبر 2004. أعاد قانون التكنولوجيا المساعدة لعام 2004 (P.L. 108-364) تفويض برامج التكنولوجيا المساعدة في جميع الولايات والأقاليم لمدة خمس سنوات كنظام تمويلي قائم على الصيغة، وأزال بند الانتهاء من القانون. كما تطلب من الولايات تقديم دعم مباشر للأفراد ذوي الإعاقة لضمان حصولهم على التكنولوجيا التي يحتاجونها. ونتيجة لذلك، يتعين تنفيذ غالبية جهود الولايات في المجالات التالية: برامج إعادة استخدام التكنولوجيا المساعدة، برامج العرض، برامج التمويل البديل، وبرامج إعارة الأجهزة.
- 1988 – تم إنشاء فرقة العمل التابعة للكونغرس حول حقوق وتمكين الأمريكيين ذوي الإعاقة بواسطة النائب ميجور أوينز، وكان جاستن ويتلوك دارت الابن وإليزابيث مونرو بوغز رئيسين مشاركين. بدأت فرقة العمل ببناء دعم شعبي لتمرير قانون الأمريكيين ذوي الإعاقة.[2]
- 1988 – أقدم المؤرخ والباحث في حقوق ذوي الإعاقة في سان فرانسيسكو بول ك. لونغمور على حرق كتابه الأول "اختراع جورج واشنطن" على درجات مبنى فيدرالي في عام 1988 احتجاجًا على السياسات التي تميز ضد الأمريكيين ذوي الإعاقة. قامت إدارة الضمان الاجتماعي لاحقًا بتعديل قواعدها للسماح للكتّاب المعاقين باعتبار عائدات النشر كدخل مكتسب. أصبح هذا التغيير يُعرف باسم "تعديل لونغمور".[132]
- 1988 – قضت المحكمة العليا في آيوا بأن المحكمة الجزئية لها الولاية القضائية لمنح الإذن بتعقيم شخص غير كفء، حتى في غياب قانون خاص بذلك في آيوا.[133]
- 1988 – صدر قانون من الجمعية العامة لفيرجينيا عام 1988 وتم تعديله في 2013، ويحدد المتطلبات الإجرائية اللازمة للطبيب لتعقيم مريض قادر أو غير قادر على إعطاء الموافقة المستنيرة.[134] يمكن للطبيب إجراء عملية تعقيم لمريض إذا كان قادرًا على إعطاء الموافقة المستنيرة ووافق كتابيًا على الإجراء، وشرح له الطبيب تبعات الإجراء والبدائل المتاحة. [134] يمكن للمحكمة أن تأذن للطبيب بإجراء تعقيم لشخص بالغ أو طفل غير كفء عقليًا بعد استيفاء المتطلبات، إذا ثبت بأدلة واضحة ومقنعة أن المريض من المرجح أن ينخرط في نشاط جنسي، ولا توجد وسيلة بديلة فعالة لمنع الحمل، وأن الإعاقة العقلية للمريض تجعله غير قادر بشكل دائم على رعاية طفل، وأن الإجراء يتماشى مع المعايير الطبية. [134]
- 1988 – في قضية هونيج ضد دو، أيدت المحكمة العليا للولايات المتحدة قاعدة "الاستمرار في المكان" التي أُنشئت بموجب قانون تعليم جميع الأطفال المعاقين لعام 1975. لا يمكن للسلطات التعليمية طرد أو تعليق أو نقل الأطفال ذوي الإعاقة من البيئة التعليمية المتفق عليها في برنامج التعليم الفردي (IEP) الخاص بالطفل دون جلسة استماع عادلة.[2]
- 1988 – تم تقديم النسخة الأصلية من قانون الأمريكيين ذوي الإعاقة في عام 1988. أُعيدت صياغته وأُعيد تقديمه لاحقًا في الكونغرس. وقد دافعت منظمات ونشطاء من ذوي الإعاقة في جميع أنحاء البلاد عنه (باتريشا رايت، مارلين غولدن، ليز سافاج، جاستن ويتلوك دارت الابن، وإليزابيث مونرو بوغز، وغيرهم).[2]
- 1989 – تأسست خيارات المجتمع بواسطة روبرت ستاك، والدكتورة كولين ويك، وفرانك زاك، وبول هريتز، وإليزابيث بندلر بهدف تطوير الدعم للأشخاص ذوي الإعاقة.
- 1989 – في قضية بِنري ضد ليناو، 492 U.S. [الإنجليزية]‏ 302 (1989)، قضت المحكمة العليا الأمريكية بأن التعديل الثامن لا يحظر إعدام الأشخاص ذوي الإعاقة الذهنية؛ لكنها قررت أيضًا أن القضايا "الخاصة الثلاث" التي يُطلب من هيئة المحلفين في تكساس النظر فيها قبل فرض عقوبة الإعدام لم تتيح بشكل كافٍ لهم أخذ الإعاقة الذهنية المزعومة لـ بنري كعامل مخفف.
- 1989 – في قضية ADAPT ضد سكينر، حكمت محكمة الاستئناف للدائرة الثالثة الأمريكية بأن اللوائح الفيدرالية التي تقضي بإنفاق سلطات النقل 3% فقط من ميزانياتها على الوصول، تعسفية وتمييزية.[2]
- 1989 – تم تأسيس مركز التصميم الشامل (المعروف سابقًا بمركز الإسكان الميسر) بواسطة رونالد ماس في رالي، كارولاينا الشمالية.[2]
- 1989 – بدأ نشر مجلة الصوت: صوت حقوق ذوي الإعاقة في روتشستر، نيويورك.[2]
- 1989 – تم تغيير اسم لجنة الرئيس لتوظيف المعاقين إلى لجنة الرئيس لتوظيف الأشخاص ذوي الإعاقة.[2]
- 1989 – في قضية دانيال آر.آر. ضد مجلس التعليم في الولاية، 874 F.2d 1036 (الدائرة الخامسة 1989)، قضت محكمة الاستئناف الأمريكية للدائرة الخامسة بأن التعليم في الصف العادي مناسب إذا كان الطفل ذو الإعاقة قادرًا على تلقي تعليم مرضٍ، حتى لو لم يكن أفضل بيئة أكاديمية له؛ ويجب أيضًا أخذ الفوائد غير الأكاديمية في الاعتبار. وذكرت المحكمة أن "التحصيل الأكاديمي ليس الغرض الوحيد من الدمج. قد يكون دمج طفل معاق في بيئة غير معاقة مفيدًا بحد ذاته... حتى إذا لم يزدهر الطفل أكاديميًا." وطورت المحكمة اختبارًا من مرحلتين لتحديد ما إذا كانت تصرفات المنطقة التعليمية متوافقة مع قانون تعليم الأفراد ذوي الإعاقة (IDEA): 1) هل يمكن تحقيق التعليم في الصف العادي باستخدام خدمات ومساعدات إضافية بشكل مرضي؟ 2) إذا لم يكن كذلك، هل قامت المدرسة بدمج الطفل إلى أقصى حد ممكن؟[135]
- 1989 – حكمت القاضية إليزابيث أ. كوفاتشيفيتش من المحكمة الجزئية الأمريكية للمنطقة الوسطى في فلوريدا بأن روزا مارتينيز وإليانا مارتينيز، التي كانت مصابة بالإيدز، يمكنها الجلوس على مكتب في الفصل الدراسي دون حواجز عازلة؛ حضرت إليانا أول يوم لها في المدرسة في 27 أبريل 1989.[136][137]

## التسعينات
- التسعينات – وافقت هيلاري كلينتون، بناءً على اقتراح مديرة مكتب الزوار ميليندا إن. بيتس، على إضافة منحدر في ممر الجناح الشرقي من البيت الأبيض. يسمح هذا المنحدر بسهولة دخول الكراسي المتحركة للجولات العامة والفعاليات الخاصة التي تدخل من مبنى المدخل الآمن في الجانب الشرقي.
- 1990 – قانون إحصاءات جرائم الكراهية لعام 1990 العنوان 28 من كود الولايات المتحدة المادة 534،[138] يُلزم المدعي العام للولايات المتحدة بجمع بيانات عن الجرائم المرتكبة بسبب إعاقة الضحية أو عرقه أو دينه أو ميوله الجنسية أو عرقيته. وقد تم توقيع القانون من قبل جورج بوش الأب في عام 1990.[139]
- 1990 – قضت محكمة استئناف إنديانا بأنه يمكن للوصي المعين قانونًا أن يوافق على رعاية صحية للبالغ غير القادر على الموافقة إذا توفرت "أدلة واضحة ومقنعة على أن الوصي القضائي قدم طلب التعقيم بحسن نية وأن التعقيم يصب في مصلحة البالغ غير القادر."[140] كتب القاضي سوليفان رأيًا متوافقًا مفاده أنه لم يقتنع بأن التعقيم في هذه القضية تم لأسباب طبية، وبالتالي فإن موافقة الوصي لا تعتبر عاملًا حاسمًا في شرعية التعقيم. وفقًا لسوليفان، يتطلب تعقيم غير القادر على اتخاذ القرار "جلسة استماع تستند إلى الأدلة، يعقبها حكم من المحكمة بوجود أدلة واضحة ومقنعة بأن التعقيم يصب في مصلحة الشخص المعني."[140]
- 1990 – قضت المحكمة العليا في كولورادو بأن الشخص "غير القادر ذهنيًا على اتخاذ بعض القرارات ليس بالضرورة غير قادر على منح أو رفض الموافقة على التعقيم."[141] اختلف ثلاثة قضاة مع قرار الأغلبية وأشاروا إلى أن "قدرة الفرد على فهم مخاطر الحمل والولادة يجب أن تكون أيضًا جزءًا من اختبار تحديد الأهلية لاتخاذ قرار بشأن التعقيم."[141]
- 1990 – في قضية Sullivan v. Zebley، 493 U.S. 521 (1990)،[142] أصدرت المحكمة العليا للولايات المتحدة قرارًا تاريخيًا بشأن استحقاق الأطفال لمنافع الضمان الاجتماعي بسبب الإعاقة. قررت المحكمة أن أجزاءً كبيرة من تنظيمات برنامج الضمان التكميلي المتعلقة بتحديد الإعاقة للأطفال تتعارض مع قانون الضمان الاجتماعي، وخصوصًا المعيار القانوني لـ"الخطورة المقارنة". سلطت القضية الضوء على الحاجة إلى إدراج تقييم وظيفي في دعاوى الأطفال، مما أدى إلى إدراج هذا التقييم في الطلبات. قبل الحكم، لم يكن يُعتبر الطفل معاقًا إلا إذا كان حالته تندرج ضمن قائمة الإعاقات الطبية المحددة. بعد الحكم، تم تعديل التعريف ليشمل "إعاقة تؤدي إلى قيود وظيفية ملحوظة وشديدة". زاد عدد الأطفال المسجلين في البرنامج بشكل ملحوظ بعد هذا القرار.[143]
- 1990 – أصبح قانون الأمريكيين ذوي الإعاقة قانونًا رسميًا، وقدم حماية شاملة للحقوق المدنية للأشخاص ذوي الإعاقة. مستوحى من قانون الحقوق المدنية والقسم 504، كان هذا القانون أوسع تشريع في تاريخ حقوق ذوي الإعاقة في الولايات المتحدة. ألزم الحكومات المحلية والولائية والفدرالية بأن تكون مرافقها وبرامجها متاحة، وأجبر أصحاب العمل الذين لديهم أكثر من 15 موظفًا على توفير "تعديلات معقولة" لذوي الإعاقة. كما ألزم الأماكن العامة والمرافق التجارية بتعديلاتها المعقولة لتمكين ذوي الإعاقة من الوصول وعدم التمييز ضدهم، بالإضافة إلى توفير مرافق دورات مياه مخصصة لهم في المباني الخاصة.[144] (وقد فُرض توفير هذه المرافق في المباني الفدرالية بموجب قانون الحواجز المعمارية لعام 1968[144]). كما نص القانون على توفير إمكانية الوصول في وسائل النقل العامة ووسائل الاتصال.[2][145][146]
- 1990 – أصدر سام سكينر، وزير النقل الأمريكي، لوائح تلزم بوضع مصاعد للكراسي المتحركة في الحافلات.[2]
- 1990 – نظمت جمعية الأمريكيين ذوي الإعاقة للنقل العام المتاح (ADAPT) حملة "عجلات العدالة" في واشنطن العاصمة لدعم قانون الأمريكيين ذوي الإعاقة. وقد تم اعتقال المتظاهرين في روتوندا الكابيتول بعد رفضهم المغادرة.[2]
- 1990 – تأسست لجنة العشرة آلاف للدفاع عن الأمريكيين المصابين بـالهيموفيليا والذين أصيبوا بفيروس نقص المناعة البشرية/الإيدز نتيجة منتجات دم ملوثة.[2]
- 1990 – في قضية Perry v. Louisiana 498 U.S. [الإنجليزية]‏ 38 (1990)، قضت المحكمة العليا للولايات المتحدة بعدم جواز إعطاء أدوية قسرية لسجين محكوم عليه بالإعدام ومصاب باضطراب نفسي فقط بهدف جعله مؤهلاً لتنفيذ حكم الإعدام.[147] أعيدت القضية إلى المحكمة العليا في لويزيانا لإعادة النظر في ضوء قضية Washington v. Harper (1990). وقد حكمت المحكمة الأدنى لاحقًا بعدم دستورية إعطاء الأدوية قسرًا لجعل الشخص مؤهلًا للإعدام، لأن ذلك لا يعتبر علاجًا بل عقوبة.[147][148]
- 1990 – أصبح قانون رايان وايت الشامل لموارد الطوارئ لمكافحة الإيدز قانونًا في الولايات المتحدة، وكان الغرض منه مساعدة المجتمعات في التصدي لوباء الإيدز.[2]
- 1990 – أُقيم أول موكب فخر الإعاقة في الولايات المتحدة في مدينة بوسطن، وكانت المتحدثة الرئيسية كارين تومبسون، مؤلفة كتاب Why Can't Sharon Kowalski Come Home?. تكرر الموكب في عام 1991، لكنه توقف بعد وفاة المنظّمة الرئيسية ديانا فييتس، وانتقال زميلتها كاثرين أوديت إلى ماديسون، ويسكونسن.
- 1990 – في قضية Washington v. Harper، أقرت المحكمة العليا للولايات المتحدة بإمكانية إعطاء أدوية قسرية لنزلاء مرافق الإصلاح تحت ظروف معينة ووفقًا لسياسات وإجراءات محددة.[149]
- 1990 – غيرت جمعية الأمريكيين ذوي الإعاقة للنقل العام المتاح (ADAPT) تركيزها إلى الدفاع عن خدمات المساعدة الشخصية، وغيرت اسمها إلى جمعية الأمريكيين ذوي الإعاقة لبرامج المساعدين اليوم (ADAPT).[2]
- 1990 – تم تعديل قانون التعليم لجميع الأطفال ذوي الإعاقة وأعيدت تسميته إلى قانون تعليم الأفراد ذوي الإعاقة (IDEA). يحتوي هذا القانون على برنامج منح دائم يمول الولايات التي تلتزم بتوفير "تعليم عام مجاني ومناسب" لجميع الأطفال ذوي الإعاقة في "البيئة الأقل تقييدًا."[2][150]
- 1990 – في قضية Cruzan v. Director, Missouri Department of Health، 497 U.S. [الإنجليزية]‏ 261 (1990)، وهي قضية قرار قضائي تاريخي|تاريخية من المحكمة العليا للولايات المتحدة تتعلق بشابة فاقدة للأهلية. كانت هذه أول قضية "حق الموت" تُعرض على المحكمة. في قرار 5–4، أيدت المحكمة قرار المحكمة العليا في ميزوري واعتبرت من المقبول المطالبة بـ"أدلة واضحة ومقنعة" لرغبة المريض في وقف دعم الحياة. وأدت هذه القضية إلى ظهور الوصايا الطبية|التوجيهات الصحية المسبقة.
- 1991 - في 23 يناير 1991، أقر الكونغرس قانون قانون دارة فك التشفير التلفزيوني لعام 1990.[151] منح هذا القانون لجنة الاتصالات الفيدرالية (FCC) السلطة لسن قواعد لتنفيذ الترجمة المغلقة. وقد أوجب القانون أن تحتوي جميع أجهزة التلفزيون التناظرية التي لا يقل حجم شاشاتها عن 13 بوصة والمباعة أو المصنعة بعد 1 يوليو 1993 على القدرة على عرض الترجمة المغلقة.[152]
- 1991 – في قضية In re Guardianship of Kowalski، Case citation|478 N.W.2d 790 (محكمة استئناف مينيسوتا، 1991)، تم تعيين شريكة مثلية قانونيًا وصيةً على شارون كوالسكي بعد أن أصبحت فاقدة للأهلية نتيجة حادث سيارة. نظرًا لأن والدي كوالسكي وعائلتها اعترضوا على القضية، وتم منع الشريكة من زيارتها لعدة سنوات، فقد اعتبر مجتمع المثليين القرار النهائي لصالح الشريكة انتصارًا ل[[حقوق المثليي.
- 1991 – قبل عام 1991، كان برنامج الميديكيد الفيدرالي يدفع مقابل الخدمات فقط إذا كان الشخص يعيش في مؤسسة. أتاح إقرار برامج إعفاء ميديكيد الفيدرالي للولايات تقديم خدمات للمستفيدين في منازلهم ومجتمعاتهم.[153]
- 1991 – نظرت محكمة استئناف واشنطن في التماس لإجراء تعقيم قدمه والدا طفلة فاقدة للأهلية تُدعى ك.م.[154] قضت المحكمة بأن تعقيم المريض العقلي فاقد الأهلية قد يكون دستوريًا؛ ولكن يجب تمثيله بمحامٍ مستقل يتخذ موقفًا خصوميًا للدفاع عن حقوقه الإنجابية.[154] شهد طبيبان لصالح الحاجة النفسية لتعقيم ك.م، إلا أن المحكمة اعتبرت أن المحامي لم يتخذ موقفًا خصوميًا لأنه لم يتم استجواب الشهود بشكل مناسب ولم يتم تقديم كافة الحجج للدفاع عن ك.م.[154] أمرت المحكمة بإعادة المحاكمة وتعيين محامٍ جديد لتمثيل ك.م.[154]
- 1991 – في ماساتشوستس، أيدت محكمة الاستئناف معيار الموافقة البديلة وكتبت أن "طلب الوصي" للحصول على إذن بالإجهاض لابنته التي تعاني من إعاقة عقلية بسيطة "كان ينبغي أن يُقبل".[155]
- 1991 – تم فرض التحذيرات القابلة للكشف على حواف منصات السكك الحديدية في الولايات المتحدة منذ عام 1991.
- 1992 – أُدرجت تعديلات على قانون إعادة التأهيل لعام 1973 تعكس فلسفة الحياة المستقلة.[2]
- 1992 – في قضية Greer vs. Rome City School District (محكمة الاستئناف الحادية عشرة، 1992)، صرحت المحكمة بأنه "قبل أن تقرر منطقة المدرسة أن الطفل المعاق يجب أن يتلقى تعليمه خارج الفصل العادي، يجب عليها النظر فيما إذا كانت الوسائل والخدمات المساندة قد تسمح بتعليم مرضٍ داخل الفصل العادي". كما قررت أن المسؤولين لا يمكنهم رفض خدمة الطفل بسبب التكاليف الزائدة، ويجب أن تتم مشاركة أولياء الأمور في قرارات تحديد مكان التعليم أثناء اجتماع خطة التعليم الفردية.[135]
- 1992 – في قضية Foucha v. Louisiana، قضت المحكمة العليا الأمريكية بأن الاستمرار في احتجاز شخص بريء بحكم الجنون دون أن يعاني من مرض عقلي يُعد انتهاكًا للدستور.[156]
- 1992 – في قضية Riggins v. Nevada، قضت المحكمة العليا الأمريكية بأن للمدعى عليه الحق في رفض تناول الأدوية النفسية التي تُعطى لتخفيف أعراضه أثناء المحاكمة.[157]
- 1993 - كتب جيم سينكلير مقالاً بعنوان "لا تحزنوا لأجلنا"، يعبر عن وجهة نظر مناهضة لعلاج التوحد.[158] اعتُبر هذا المقال حجر أساس في حركة حقوق المصابين بالتوحد.[159]
- 1993 – تم إنشاء مشروع التشريعات الخاصة بإعاقة الأمريكيين الأصليين لجمع بيانات عن قوانين ولوائح حقوق المعاقين من السكان الأصليين.[2]
- 1993 – تم تعيين روبرت ويليامز مفوضًا لـ إدارة الإعاقات النمائية، وكان أول شخص يعاني من إعاقة نمائية يُعين في هذا المنصب.[2]
- 1993 – في قضية Holland v. Sacramento City Unified School District، أيدت محكمة الاستئناف التاسعة حق الأطفال ذوي الإعاقة في الالتحاق بفصول المدارس العامة مع الأطفال غير المعاقين، في انتصار مهم لتطبيق قانون تعليم الأفراد ذوي الإعاقات.[2]
- 1993 – أُدين ثلاثة رجال في نيوجيرسي بالاعتداء الجنسي على امرأة تعاني من إعاقة عقلية، رغم محاولات الدفاع تصويرها بأنها "لوليتا" عدوانية.[160]
- 1993 – أذن الكونغرس الأمريكي صراحةً بإنشاء صناديق ائتمانية للاحتياجات الخاصة، مما يسمح للأشخاص ذوي الإعاقة بالحفاظ على إعاناتهم العامة والوصول إلى أموال إضافية.[161]
- 1993 – قضت محكمة الاستئناف العليا في بنسلفانيا بأنه يمكن تعقيم مريضة غير كفؤة دون موافقتها الواعية إذا توفرت أدلة واضحة ومقنعة أن ذلك يصب في مصلحتها.[162]
- 1993 – في قضية Heller v. Doe، قضت المحكمة العليا الأمريكية بأن الإجراءات المتبعة في كنتاكي لاحتجاز الأشخاص ذوي الإعاقة العقلية قسرًا لا تنتهك بند الحماية المتساوية. واعتبرت المحكمة أن الأشخاص المتخلفين عقليًا لا يُشكلون تصنيفًا مشبوهًا، لذا يجب إخضاع القوانين ذات العلاقة لمعيار "الأساس العقلاني".[163]
- 1993 – في قضية Oberti vs. Board of Education of the Borough of Clementon School District (محكمة الاستئناف الثالثة، 1993)، أيدت المحكمة حق رافاييل أوبرتي، وهو طفل مصاب بمتلازمة داون، في تلقي تعليمه في مدرسته المجاورة مع توفير الدعم اللازم، وحملت العبء القانوني للامتثال لمتطلبات الدمج بموجب IDEA على المدرسة والدولة بدلاً من الأسرة. وكتب القاضي الفيدرالي أن "الدمج حق، وليس امتيازًا خاصًا لقلة مختارة".[41]
- 1993 – أصبح قانون تسجيل الناخبين الوطني لعام 1993 قانونًا في الولايات المتحدة، وأوجب على وكالات خدمة المعاقين في الولايات أن تعمل كمراكز لتسجيل الناخبين المعاقين أيضًا.[111]
- 1993 – في قضية Mavis v. Sobol، وجدت محكمة في نيويورك أن جهود المدرسة لإدماج الطالب في الفصل العادي غير كافية لأنها لم توفر خطة إدارة سلوك أو تدريب للموظفين لتعديل المنهج وفقًا لاحتياجات الطالب.[164]
- 1993 – في قضية Godinez v. Moran، Case citation|509 U.S. 389 (1993)، قضت المحكمة العليا الأمريكية بأنه إذا كان المتهم كفؤًا للمحاكمة، فإنه يعتبر تلقائيًا كفؤًا للاعتراف بالذنب والتنازل عن حقوق المحاكمة، بما في ذلك الحق في الاستعانة بمحامٍ.[165][166]
- 1993 – في قضية Zobrest v. Catalina Foothills School District، 509 U.S. [الإنجليزية]‏ 1 (1993)، رفعت أسرة طفل أصم دعوى قضائية على منطقة كاتالينا فوثيلز التعليمية في أريزونا بعد أن رفضت توفير مترجم لغة الإشارة لطفلهم عند انتقاله من مدرسة عامة إلى مدرسة سالبوينت الكاثوليكية الثانوية. طالب المدعون بالحكم لصالحهم استنادًا إلى عدة مواد دستورية وتشريعية، منها قانون تعليم الأفراد ذوي الإعاقات، ودستور أريزونا، وبند التأسيس في الدستور الأمريكي. وافقت محكمة اتحادية على مطالبهم، وفي قرار منقسم (5–4)، قضت المحكمة العليا بأنه لا يُعد انتهاكًا لبند التأسيس إذا استمرت المنطقة التعليمية في توفير المترجم حتى داخل مدرسة دينية.
- 1994 – وسّع قانون مكافحة الجريمة العنيفة وتطبيق القانون نطاق البيانات التي يتوجب على مكتب التحقيقات الفيدرالي جمعها لتشمل جرائم الكراهية المبنية على الإعاقة، وبدأ مكتب التحقيقات بجمع بيانات عن جرائم التحيز ضد ذوي الإعاقة في 1 يناير 1997.[167] في عام 1996، أعاد الكونغرس اعتماد القانون بشكل دائم.
- 1994 – وُلدت ستيفاني كين في مستشفى فيرفاكس بولاية فيرجينيا، الولايات المتحدة. عند ولادتها، كانت تفتقر إلى معظم أجزاء دماغها، بما في ذلك القشرة الدماغية؛ حيث لم يتطوّر سوى جذع الدماغ، وهو الجزء المسؤول عن الوظائف التلقائية والتنظيمية، مثل التحكم في التنفس، نبض القلب وضغط الدم.[168] عندما أُدخلت كين إلى المستشفى وهي بعمر ستة أشهر بسبب مشاكل تنفسية حادة، تقدمت إدارة المستشفى بطلب قضائي لتعيين وصي على الطفلة وسعت إلى أمر قضائي يُعفيها من تقديم أي خدمات خارج نطاق الرعاية التلطيفية. في المحاكمة، شهد العديد من الخبراء بأن توفير جهاز تنفس لطفلة مصابة بانعدام الدماغ مثل كين يتجاوز معايير الرعاية الطبية المقبولة.[169] بالمقابل، استندت والدة الطفلة إلى حرية المعتقد وقدسية الحياة في حججها. في عام 1994، قضت المحكمة الجزئية الأمريكية للمنطقة الشرقية من فرجينيا بأن المستشفى ملزم باستخدام جهاز التنفس الاصطناعي للطفلة كلما واجهت صعوبات في التنفس، مستندةً في قرارها إلى قانون العلاج الطارئ والعمل أثناء المخاض (EMTALA)، الذي ينص على ضرورة توفير "العلاج اللازم لتحقيق الاستقرار الطبي" قبل نقل المريض. رفضت المحكمة اتخاذ موقف أخلاقي أو قيمي، مؤكدةً أنها تفسّر القوانين فقط كما هي. ونتيجة لهذا القرار، تم إبقاء كين على قيد الحياة لفترة أطول من المعتاد لأطفال بحالتها. وقد أشار القاضي المعارض للحكم إلى أن المحكمة كان ينبغي أن تبني قرارها على حالة انعدام الدماغ نفسها، وليس على الأعراض الثانوية كضيق التنفس، معتبرًا أن القرار أدّى إلى إهدار متكرر للمعدات الطبية.[169]
- 1994 – 1998: أُجريت دراسة 329، وهي تجربة سريرية، في أمريكا الشمالية بين عامي 1994 و1998 لدراسة فعالية دواء باروكسيتين، وهو نوع من مضادات الاكتئاب من فئة SSRI، في علاج المراهقين (12 إلى 18 سنة) المصابين باضطراب اكتئابي شديد. قاد الدراسة مارتن كيلر، أستاذ الطب النفسي بجامعة براون آنذاك، وموّلتها شركة سميث كلاين بيتشام البريطانية للأدوية (التي أصبحت منذ عام 2000 غلاكسو سميث كلاين - GSK). قارنت الدراسة بين باروكسيتين ودواء إيميبرامين، وهو مضاد اكتئاب ثلاثي الحلقات، والدواء الوهمي (حبوب غير فعالة).[170] وقد طُرح باروكسيتين في الأسواق عام 1991 تحت اسم "باكسيل" في أمريكا الشمالية و"سيروكسات" في المملكة المتحدة. حقق الدواء مبيعات قدرها 11.7 مليار دولار في الولايات المتحدة بين عامي 1997 و2006، منها 2.12 مليار دولار في عام 2002 فقط. نُشرت نتائج الدراسة في يوليو 2001 في مجلة Journal of the American Academy of Child and Adolescent Psychiatry، وذُكر فيها كيلر و21 باحثًا كمؤلفين مشاركين. أصبحت الدراسة مثار جدل لاحقًا بعد الكشف عن أن المقالة كُتبت فعليًا من قبل شركة علاقات عامة استأجرتها سميث كلاين بيتشام، وقدمت ادعاءات غير دقيقة عن فعالية الدواء وتجاهلت مخاوف تتعلق بسلامته. أدّى الجدل إلى دعاوى قضائية عدة، ودعوات أقوى لإجبار شركات الأدوية على كشف بيانات أبحاثها السريرية كافة.
- 1995 – نُظمت حملة "العدالة للجميع" في واشنطن العاصمة بقيادة جاستن دارْت وآخرين، بهدف معارضة الدعوات لتعديل أو إلغاء قانون الأمريكيين ذوي الإعاقة وقانون تعليم الأفراد ذوي الإعاقة.[2][171]
- 1995 – تأسست الجمعية الأمريكية للأشخاص ذوي الإعاقة في واشنطن العاصمة.[29]
- 1995 – أقرّت ولاية كانساس قانونًا (Kan. Stat. Ann. § 22-3220) ألغى الدفاع التقليدي بالجنون، بحيث لم يعد بإمكان المتهمين الادعاء بأنهم غير قادرين على التمييز بين الصواب والخطأ بسبب المرض العقلي. وبدلاً من ذلك، يُسمح لهم فقط بالادعاء بأن مرضهم العقلي منعهم من تكوين النية الجنائية اللازمة لارتكاب الجريمة.[172]
- 1995 – عُرض الفيلم الأمريكي When Billy Broke His Head... and Other Tales of Wonder من إنتاج بيلي غولفوس على شبكة PBS، وركّز على حركة حقوق ذوي الإعاقة.[2][29]
- 1995 – قضت محكمة الاستئناف الأمريكية للدائرة الثالثة في قضية Helen L. v. Snider أن إبقاء امرأة معاقة من ولاية بنسلفانيا في مؤسسة طبية دون ضرورة طبية، مع توفر خيار الرعاية المنزلية، يُعد انتهاكًا لحقوقها بموجب قانون الأمريكيين ذوي الإعاقة لعام 1990. وقد اعتُبر هذا الحكم انتصارًا بارزًا في نضال حقوق ذوي الإعاقة بالحصول على خدمات المساعدة الشخصية خارج المؤسسات.[2]
- 1995 – رفضت كلية الطب بجامعة ستانفورد في كاليفورنيا إجراء زراعة قلب ورئة لـساندرا جنسن لأنها كانت مصابة بمتلازمة داون. وبعد ضغط من نشطاء حقوق ذوي الإعاقة، تراجعت الإدارة عن قرارها. في عام 1996، أصبحت جنسن أول شخص مصاب بمتلازمة داون يخضع لعملية زراعة قلب ورئة.[2]
- 1995 – أصبح قانون مساءلة الكونغرس لعام 1995 قانونًا في الولايات المتحدة، وفرض على جميع مكاتب السلطة التشريعية توفير الوصول للأشخاص ذوي الإعاقة إلى خدماتهم وبرامجهم وأنشطتهم وأماكنهم، كما نص على عدم التمييز ضد موظفي الكونغرس على أساس الإعاقة.[173]
- 1996 - وسّع قانون الاتصالات لعام 1996 نطاق قانون دارات فك الشيفرة التلفزيونية لعام 1990 ليشمل أجهزة التلفزيون الرقمي، وفرض عليها توفير الترجمة النصية المغلقة بحلول 1 يوليو 2002.[174]
- 1996 – أصبح قانون تكافؤ الصحة النفسية لعام 1996 قانونًا في الولايات المتحدة، وفرض على خطط التأمين الصحي الكبرى عدم فرض حدود مالية سنوية أو مدى الحياة على تغطية الصحة النفسية تكون أكثر تقييدًا من تلك المفروضة على الخدمات الطبية أو الجراحية.[175]
- 1996 – ركّزت قضية Paralyzed Veterans of America v. Ellerbe Becket Architects and Engineers، إحدى أولى قضايا قانون الأمريكيين ذوي الإعاقة الكبرى، على مدى إمكانية الوصول بالكراسي المتحركة في مشروع ملعب مركز MCI بواشنطن العاصمة، والذي كان لا يزال في مرحلة التصميم. في السابق، لم تكن وزارة العدل قد أوضحت معايير توزيع المقاعد الخاصة بالكراسي المتحركة. كان التصميم يحتوي على عدد غير كافٍ من المقاعد، ولم توفّر رؤية جيدة لمن يجلسون خلف الحشود الواقفة. ساهمت هذه القضية وقضية أخرى ذات صلة في ترسيخ معايير توزيع المقاعد وخطوط الرؤية في تطبيق القانون حتى يومنا هذا.
- 1996 – في قضية Cooper v. Oklahoma، 517 U.S. 348 (1996)، قضت المحكمة العليا الأمريكية بعدم دستورية قرار محكمة أوكلاهوما الذي يفترض كفاءة المتهم للمثول أمام المحكمة ما لم يُثبت العكس بمعيار الإثبات الأعلى وهو "الدليل الواضح والمقنع"، معتبرةً أن هذا ينتهك حق المتهم في التقاضي العادل بموجب التعديل الرابع عشر.
- 1997 – قضية كانساس ضد هندريكس، 521 U.S. [الإنجليزية]‏ 346 (1997)، كانت قضية في المحكمة العليا الأمريكية حددت فيها المحكمة إجراءات الالتزام المدني غير المحدود للسجناء المدانين بجرائم جنسية تعتبرهم الدولة خطرين بسبب اضطراب عقلي.
- 1997 – تم سن قانون "حق المعرفة بجرائم الكراهية في الحرم الجامعي لعام 1997" قالب:USCSub، والذي يُلزم سلطات أمن الجامعات بجمع وتقديم بيانات عن جرائم الكراهية المرتكبة على أساس الإعاقة، أو العرق، أو الجنس، أو الدين، أو التوجه الجنسي، أو العرقية.
- 1998 – أصبح "قانون تحسين برامج المحاربين القدامى" قانونًا في الولايات المتحدة، وقد فرض تعديلًا لتكلفة المعيشة في معدلات التعويض المدفوعة للمحاربين القدامى ذوي الإعاقات المرتبطة بالخدمة، بالإضافة إلى تحسينات متنوعة في برامج التعليم، والإسكان، والمقابر التابعة لوزارة شؤون المحاربين القدامى.[176]
- 1998 – تم تأسيس أول مجموعة دعم للأقليات الجنسية من ذوي الإعاقات النمائية في مركز مجتمع المثليين والمثليات في نيو هافن، كونيتيكت.[177]
- 1998 – أصبح "قانون محاربي الخليج الفارسي لعام 1998" (القانون العام 105-277) قانونًا في الولايات المتحدة، وألزم وزير شؤون المحاربين القدامى بتحديد ما إذا كانت الأمراض المعينة تستحق افتراض العلاقة بالخدمة، استنادًا إلى تقارير معهد الطب التابع للأكاديمية الوطنية للعلوم، وإذا كان الأمر كذلك، بوضع لوائح تعويض تثبت هذه العلاقة لكل مرض.[2][178]
- 1998 – قضية ستيوارت ضد مارتينيز-فياريال، Case citation|523 U.S. 637 (1998)، كانت قرارًا من المحكمة العليا الأمريكية التي حكمت فيه بأن العنوان 28 من كود الولايات المتحدة المادة 2244(b) لا تنطبق على التماس يثير فقط مسألة الأهلية للإعدام، وبالتالي لم يكن من الضروري حصول المدعى عليه على إذن لتقديم التماسه إلى المحكمة الجزئية.[179]
- 1998 – قضت المحكمة العليا لولاية ميشيغان بأن لمحكمة الوصاية صلاحية النظر في طلب مقدم من وصي للحصول على إذن بالموافقة على إجراء استثنائي، بما في ذلك التعقيم، إذا كان هذا الإجراء في مصلحة الخاضع للوصاية.[180]
- 1998 – غيّرت قضية "ولاية كونيتيكت ضد كينيث كيرتس" وجهات النظر في النظام القضائي بشأن الأهلية العقلية للمثول أمام المحكمة.[181][182]
- 1998 – في قضية براغدون ضد أبوت، قررت المحكمة العليا الأمريكية أن تعريف الإعاقة بموجب قانون الأمريكيين ذوي الإعاقة يشمل الإصابة بفيروس نقص المناعة البشرية غير المصحوبة بأعراض.[2] كما حكمت المحكمة في نفس القضية أن الإنجاب يُعد نشاطًا حياتيًا رئيسيًا بموجب القانون ذاته.
- 1998 – في قضية "جيرفون لامونت هيربن ضد كومنولث فرجينيا"، استأنف هيربن إدانته بعدة تهم، وقررت المحكمة أن دفاع "الجنون المستقر" يتطلب أدلة قوية على اضطراب عقلي ناجم عن تعاطي طويل الأمد للمخدرات، وليس فقط الإدمان بحد ذاته. ولم يتمكن هيربن من تقديم شهادة خبير حول وجود اضطراب عقلي، فثبتت المحكمة حكم الإدانة.[183]
- 1998 – في قضية دائرة إصلاحية بنسلفانيا ضد ييسكي، قررت المحكمة العليا الأمريكية أن قانون الأمريكيين ذوي الإعاقة ينطبق على سجون الولايات.[2]
- 1998 – وقع الرئيس كلينتون تعديلًا على قانون التأهيل لعام 1973، ويتضمن تعديل القسم 508 لقانون التأهيل لعام 1973|القسم 508، والذي "يطلب الوصول إلى التكنولوجيا الإلكترونية والمعلوماتية الخاصة بالحكومة الفيدرالية. ويغطي هذا القانون جميع أنواع هذه التكنولوجيا في القطاع الفيدرالي، ولا يقتصر على التقنيات المساعدة للأشخاص ذوي الإعاقة".[184]
- 1998 – عُدّل الباب الرابع من قانون استثمار القوى العاملة لعام 1998 قانون التأهيل لعام 1973 ليتماشى مع أهدافه في مساعدة الناس على العودة إلى سوق العمل. أنشأ هذا الباب مجلسًا وطنيًا للإعاقة يُعينه الرئيس، لربط برامج التأهيل بأنظمة تطوير القوى العاملة المحلية والولائية. ومع ذلك، تم إلغاء هذا القانون لاحقًا واستُبدل بقانون قانون الابتكار وفرص العمل لعام 2014.
- 1998 – "لا يجوز حرمان أي شخص من أي حق بسبب العرق، أو الدين، أو الأصل القومي، أو الإعاقة الجسدية." – دستور فلوريدا، المادة الأولى، §2 (1998).
- 1998 – زيمورا-كيزادا ضد مجموعة هيلث تكساس الطبية[185] (بدأت عام 1998) كانت أول مرة يُستخدم فيها قانون الأمريكيين ذوي الإعاقة لعام 1990 ضد منظمات صيانة الصحة عندما رفع المحامي روبرت بروفان من تكساس دعوى قضائية جديدة[186] ضد خمس منظمات بسبب إلغاء عقود الأطباء الذين يعالجون مرضى معاقين. في 1999، حاولت هذه المنظمات إسقاط الدعوى، لكن المحكمة الفيدرالية حكمت ضدها، وتمت تسوية القضية خارج المحكمة. وقد استُشهد بالعديد من القرارات المتعلقة بهذه الدعوى في قضايا أخرى لاحقًا.[187][188][189][190][191][192][193][194][195]
- 1999 – في عام 1999، تم اعتقال جاك كيفوركيان ومحاكمته لدوره المباشر في حالة القتل الرحيم الطوعي لشخص من ذوي الإعاقة (توماس يوك، الذي كان يعاني من التصلب الجانبي الضموري). أُدين كيفوركيان بتهمة القتل من الدرجة الثانية في الولايات المتحدة|القتل من الدرجة الثانية، وقضى ثماني سنوات من حكم بالسجن يتراوح بين 10 و25 عامًا. تم الإفراج عنه بشروط في 1 يونيو 2007، شريطة ألا يقدم نصائح أو يشارك أو يحضر أي فعل انتحار يتعلق بالقتل الرحيم لأي شخص آخر؛ وألا يروّج أو يتحدث عن إجراءات الانتحار بمساعدة الغير.[196]
- 1999 – في قضية Carolyn C. Cleveland v. Policy Management Systems Corporation, et al.، قررت المحكمة العليا الأمريكية أن الأشخاص الذين يتلقون إعانات الإعاقة من الضمان الاجتماعي محميون من التمييز بموجب قانون الأمريكيين ذوي الإعاقة إذا وعندما يكونون قادرين على العودة للعمل.[2]
- 1999 – في قضية Olmstead v. L.C.، قررت المحكمة العليا الأمريكية أن الأفراد ذوي الإعاقات العقلية يجب أن تُقدَّم لهم الخدمات في بيئة مندمجة بأقصى قدر ممكن.[2][197]
- 1999 – أصبح قانون تحسين حوافز العمل (تذكرة للعمل) قانونًا في الولايات المتحدة، مما أتاح لأولئك الذين يحتاجون إلى مزايا الرعاية الصحية أن يعملوا.[2]
- 1999 – في قضية Cedar Rapids Community School District v. Garret F.، حكمت المحكمة العليا الأمريكية بأن المدارس المدعومة من دافعي الضرائب مسؤولة عن تكاليف توفير الرعاية المستمرة للطلاب من ذوي الإعاقة بموجب قانون فيدرالي ينص على أن جميع الأطفال يجب أن يتلقوا "تعليمًا مجانيًا ومناسبًا". وفقًا لتفسير المحكمة لأحكام IDEA ذات الصلة، فإن العلاجات الطبية مثل الشفط، وفحص أجهزة التهوية، والقسطرة، وغيرها، التي يمكن أن يقدمها موظفون غير أطباء، تندرج ضمن الخدمات ذات الصلة في قانون التعليم الخاص.[198]
- 1999 – يُعد برنامج تذكرة للعمل وتحقيق الاكتفاء الذاتي التابع لإدارة الضمان الاجتماعي الأمريكية محور قانون تذكرة للعمل وتحسين الحوافز لعام 1999؛ وهو برنامج مجاني وطوعي يدعم تطوير المسار المهني للأشخاص الذين يتلقون إعانات إعاقة من الضمان الاجتماعي. يساعد برنامج التذكرة المستفيدين المؤهلين على الانتقال نحو الاستقلال المالي من خلال ربطهم بمقدمي خدمات للحصول على دعم وخدمات متعلقة بالتوظيف للنجاح في سوق العمل. كل شخص يتراوح عمره بين 18 و64 عامًا ويتلقى إعانات تأمين ضد الإعاقة بموجب الباب الثاني من قانون الضمان الاجتماعي و/أو مدفوعات دخل الضمان التكميلي (SSI) بموجب الباب السادس عشر من القانون، يكون مؤهلًا للبرنامج.
- 1999 – قانون التوجيهات المسبقة في تكساس (1999)، المعروف أيضًا باسم قانون الرعاية عديمة الجدوى في تكساس، يصف أحكامًا معينة أصبحت الآن الفصل 166 من قانون الصحة والسلامة في تكساس. يتمحور الجدل حول هذه الأحكام بشكل رئيسي في القسم 166.046، الفقرة (هـ)،1 الذي يسمح لمرفق الرعاية الصحية بوقف العلاج المُنقذ للحياة بعد عشرة أيام من إعطاء إشعار كتابي، إذا اعتبر فريق الرعاية الطبية أن العلاج استمرار للرعاية عديمة الجدوى. ورغم أنه يُقال كثيرًا إن القانون يحمل الاسم الرسمي "قانون الرعاية عديمة الجدوى"، فإن هذا غير دقيق، إذ لم يُمنح هذا الاسم قانونيًا قط.
- 1999 – في قضية باردن ضد مدينة ساكرامنتو التي رُفعت في مارس 1999، زُعم أن مدينة ساكرامنتو لم تلتزم بقانون الأمريكيين ذوي الإعاقة عندما لم تجعل أرصفتها مطابقة للقانون أثناء تنفيذ تحسينات في الشوارع العامة. حُسمت بعض المسائل في المحكمة الفيدرالية. وأُحيلت مسألة ما إذا كانت الأرصفة مشمولة في قانون ADA إلى محكمة الاستئناف بالدائرة التاسعة، التي حكمت بأن الأرصفة تُعتبر "برنامجًا" بموجب القانون ويجب أن تكون متاحة للأشخاص ذوي الإعاقة. تم الاستئناف لاحقًا أمام المحكمة العليا الأمريكية، التي رفضت النظر في القضية، مما أبقى على حكم الدائرة التاسعة.[199]
- 1999 – Bates v. United Parcel Service, Inc (بدأت عام 1999) كانت أول دعوى قضائية جماعية تتعلق بـتكافؤ الفرص في العمل تُرفع نيابة عن العمال الصم وضعاف السمع في جميع أنحاء البلاد بشأن التمييز في مكان العمل. أرست سابقة قانونية لتغطية الموظفين والعملاء الصم وضعاف السمع بموجب قانون ADA. من النتائج الرئيسية:

1. فشلت UPS في معالجة حواجز التواصل وضمان شروط وفرص متساوية للموظفين الصم؛
2. كان يُستبعد الموظفون الصم بشكل روتيني من المعلومات المتعلقة بالعمل، ويُحرمون من فرص الترقية، ويُعرضون لظروف غير آمنة بسبب عدم توفير التكييفات من قبل UPS؛
3. لم يكن لدى UPS نظام لتحذير هؤلاء الموظفين في حالات الطوارئ مثل الحرائق أو التسربات الكيميائية لضمان إخلائهم الآمن؛
4. لم تكن لدى UPS سياسة لضمان حصول المتقدمين والموظفين الصم على تواصل فعّال في مكان العمل.

كانت النتيجة أن وافقت UPS على دفع تعويض قدره 5.8 مليون دولار، بالإضافة إلى تنفيذ برنامج شامل للتكييفات في منشآتها في جميع أنحاء البلاد.
- 1999 – قانون كندرا، الساري منذ نوفمبر 1999، هو قانون في ولاية نيويورك يتعلق بـالإلزام بالعلاج الخارجي. يمنح القضاة سلطة إصدار أوامر تُلزم الأشخاص الذين يستوفون معايير معينة بالخضوع المنتظم للعلاج النفسي. قد يؤدي عدم الامتثال إلى الاحتجاز لمدة تصل إلى 72 ساعة. لا يُلزم قانون كندرا المرضى بأخذ الأدوية قسرًا.
- 1999 – في قضية Albertsons Inc. v. Kirkingburg، قررت المحكمة العليا للولايات المتحدة أن ليس كل من لديه مشكلة جسدية يُعد تلقائيًا "معاقًا" بموجب قانون الأمريكيين ذوي الإعاقة، بل يجب على الأشخاص إثبات إعاقتهم من خلال إظهار أن مشكلتهم تؤثر بشكل كبير على نشاط حياتي رئيسي. كما يمكن أن تخفف الأدوية أو الأجهزة أو حتى قدرة الجسم الذاتية على التكيف من هذا التأثير.[200]

## عقد 2000
- 2000 – أُقر قانون مساعدة ذوي الإعاقات التنموية ووثيقة الحقوق لعام 2000
- 2001 – كانت قضية Board of Trustees of the University of Alabama v. Garrett، 531 U.S. 356 (2001)، قضية في المحكمة العليا للولايات المتحدة تتعلق بسلطات الكونغرس الأمريكي في الإنفاذ بموجب التعديل الرابع عشر لدستور الولايات المتحدة. قررت المحكمة العليا أن الباب الأول من قانون الأمريكيين ذوي الإعاقة لعام 1990 غير دستوري، بقدر ما يسمح بمقاضاة الولايات من قبل المواطنين للحصول على تعويضات مالية.
- 2001 – أقر مجلس النواب في كومنولث فرجينيا قرارًا يعرب فيه عن أسفه لممارسات تحسين النسل بين عامي 1924 و1979.[2]
- 2001 – تم تعليق التحذيرات الملموسة عند ممرات المشاة للدارسين منذ عام 1994، وأصبحت مطلوبة رسميًا في عام 2001.
- 2001 – وجدت محكمة المقاطعة الأمريكية للمنطقة الجنوبية من تكساس أن إدارة إصلاحيات تكساس تمتثل فيما يخص استخدام القوة ضد النزلاء، وأن لديها سياسات وإجراءات كافية. ومع ذلك، واصلت المحكمة الإشارة إلى "الانتهاكات الدستورية الجارية والمستمرة فيما يتعلق بالعزل الإداري [في] ظروف الحبس وممارسة استخدام العزل الإداري لإيواء السجناء المرضى نفسيًا".[201]
- 2001 – في قضية PGA Tour, Inc. v. Martin (00-24) 532 U.S. 661، قضت المحكمة العليا الأمريكية أن الباب الثالث من قانون الأمريكيين ذوي الإعاقة يمنع رابطة محترفي الجولف الأمريكية من حرمان كيسي مارتن من الوصول المتكافئ إلى جولاتها بسبب إعاقته (اضطراب تنكسي في الدورة الدموية يمنعه من المشي في ملاعب الجولف)، وأن السماح له باستخدام عربة جولف لا يُعد تعديلاً "يغير جوهريًا طبيعة" اللعبة.[202][203]
- 2001 – قضية Penry v. Johnson، Case citation|532 U.S. 782 (2001)، تتعلق بما إذا كانت التعليمات المقدمة لهيئة المحلفين في تكساس كافية دستوريًا لتسليط الضوء على العوامل المخففة في حكم الإعاقة الذهنية. رأت المحكمة العليا، بأغلبية منقسمة، أن التعليمات غير كافية، مما أدى إلى إلغاء القرار.
- 2002 – في 2 مايو 2002، أصدر حاكم فرجينيا Mark R. Warner بيانًا يعرب فيه عن "الندم العميق لدور الولاية في حركة تحسين النسل"، مشيرًا تحديدًا إلى قانون التعقيم الإجباري لعام 1924 في فرجينيا، ومن ضمنه Virginia Sterilization Act of 1924.[204]
- 2002 – في قضية Toyota Motor Manufacturing, Kentucky, Inc. v. Williams، 534 U.S. 184 (2002)، فسرت المحكمة العليا عبارة "إعاقة كبيرة" كما وردت في قانون الأمريكيين ذوي الإعاقة، وألغت حكمًا سابقًا اعتبر عدم قدرة المدعية على أداء مهام يدوية معينة كإعاقة.[205]
- 2002 – في Atkins v. Virginia، 536 U.S. 304 (2002)، قضت المحكمة العليا الأمريكية بأن إعدام الأشخاص ذوي الإعاقة الذهنية ينتهك التعديل الثامن الذي يحظر العقوبة القاسية وغير العادية.[206]
- 2002 – أصبحت كارول كار، وهي امرأة أمريكية من ولاية جورجيا (الولايات المتحدة)|جورجيا، محور نقاش واسع حول القتل الرحيم عندما قتلت في عام 2002 اثنين من أبنائها البالغين لأنهما كانا مصابين بمرض هنتنغتون.[207][208] اعترفت كار بالذنب في تهمة المساعدة على الانتحار وحُكم عليها بالسجن 5 سنوات. وبعد 21 شهرًا، أُفرج عنها تحت المراقبة في 2004، مع شروط تمنعها من رعاية ابنها الأصغر إذا مرض بنفس المرض، ووجوب تلقيها علاجًا نفسيًا.[209]
- 2002 – في قضية Access Now, Inc. v. Southwest Airlines Co.، قضت محكمة المقاطعة الأمريكية في 18 أغسطس 2002 أن موقع Southwest Airlines ليس "مكانًا عامًا" حسب تعريف الباب الثالث من قانون الأمريكيين ذوي الإعاقة، وبالتالي لا يخضع لأحكامه.[210]
- 2002 – أنشأ رئيس الولايات المتحدة|الرئيس الأمريكي جورج دبليو. بوش لجنة الحرية الجديدة للصحة النفسية بموجب قالب:Executive Order في 29 أبريل 2002 لدراسة نظام الصحة النفسية في الولايات المتحدة وتقديم التوصيات.[211]
- 2002 – أصبح Help America Vote Act (HAVA) قانونًا، ويُلزم بأن تكون "أنظمة" التصويت متاحة لجميع ذوي الإعاقات، بما في ذلك الدعم الخاص للمكفوفين وضعاف البصر.[111]
- 2002 – سمحت محكمة في نيويورك بتعقيم امرأة من ذوي الإعاقة الذهنية بعد أن أعطت موافقتها المستنيرة على الإجراء.[212]
- 2002 – قانون لورا هو قانون في ولاية كاليفورنيا يسمح بأوامر المحكمة للعلاج النفسي الخارجي الإجباري وفقًا لمعايير محددة مثل وجود مرض عقلي خطير وسجل حديث من دخول المستشفى أو التهديد بالعنف.[213]
- 2002 – قضية Kansas v. Crane، 534 U.S. [الإنجليزية]‏ 407 (2002)، أكدت دستورية قانون ولاية كانساس بشأن المحتجزين من المتحرشين الجنسيين، مع التأكيد أن الحجز يتطلب وجود خلل في السيطرة على النفس.[214]
- 2002 – في قضية US Airways, Inc. v. Barnett، قضت المحكمة العليا بأن طلبات التكيف مع الإعاقة التي تنتهك نظام الأقدمية في الشركات تُعد غير معقولة عادةً، إلا إذا أثبت المدعي أن النظام لا يُطبق بشكل صارم في الواقع.[215][216]
- 2003 – أسس ماكس ستاركلاف وزوجته كولين Starkloff Disability Institute في وسط مدينة سانت لويس، للعمل مع أصحاب العمل لتوظيف ذوي الإعاقة.
- 2003 – في قضية Sell v. United States، فرضت المحكمة العليا قيودًا صارمة على قدرة المحاكم الدنيا على فرض إعطاء أدوية مضادة للذهان قسرًا لجعل المتهم مؤهلاً للمحاكمة.[217]
- 2003 – في 17 سبتمبر 2003، انتهى "مسيرة حرروا شعبنا" بوصول المشاركين إلى العاصمة من بنسلفانيا، للمطالبة بتنفيذ قرار المحكمة العليا في قضية Olmstead v. L.C. بالكامل، وتشريعات "المال يتبع الشخص"، وإصلاح نظام ميديكيد.
- 2003 – في قضية Hornstine v. Township of Moorestown، فازت الطالبة بلير هورنستاين بحقها بأن تكون الخطيبة الوحيدة لفصلها بعد أن حاولت المدرسة إجبارها على مشاركة اللقب بحجة أنها تلقت تعليمًا منزليًا مكّنها من أخذ مواد أصعب.[218][219]
- 2003 – تم تأسيس جمعية تاريخ الإعاقة؛ وهي جمعية تابعة لجمعية التاريخ الأمريكية.[220]
- 2003 – في 10 فبراير 2003، أعلن وزير وزارة الصحة والخدمات الإنسانية تومي تومبسون عن برنامج محدود في ولاية ألاباما سيمول خدمات منزلية لنيك دوبري و29 آخرين الذين كانوا على وشك بلوغ سن 21 سنة؛ وكان Dupree قد نظم سابقًا "حملة نيك"، وهي حملة تهدف للحصول على خدمات منزلية مستمرة لذوي الإعاقة في ألاباما الذين تجاوزوا سن 21.[221][222]
- 2004 – تطلب منظمة قانون التكنولوجيا المساعدة لعام 2004 من الولايات توفير مساعدات مباشرة للأفراد ذوي الإعاقة لضمان حصولهم على التكنولوجيا التي يحتاجون إليها.
- 2004 – في 30 أكتوبر 2004، وقع الرئيس جورج بوش الإبن قانون "الرياضة والتمكين"، من القانون العام 108-406، والذي سمح بتمويل برامج الأولمبياد الخاص والتعليم والتوسع العالمي.[223]
- 2004 – Hangarter v. Provident Insurance Company، 373 F.3d 998 (الدوائر التاسعة، 2004),[224]
- 2004 – تم اعتماد Individuals with Disabilities Education Improvement Act of 2004 (IDEA 2004) كقانون، وهو قانون أمريكي يفرض العدالة والمساءلة والتميز في التعليم للأطفال ذوي الإعاقة.
- 2004 – Archuleta v. Hedrick، 365 F.3d 644 (الدوائر الثامنة، 2004) كان طعنًا في حكم المحكمة في قضية رفعها المدعى عليه Benjamin Archuleta الذي تم العثور عليه غير مذنب بسبب الجنون في الاعتداء.
- 2004 – كان Jesse Koochin[225] طفلًا أمريكيًا في السادسة من عمره أصبح مركزًا لصراع قانوني بين والديه Steve و Gayle Koochin ومستشفى Primary Children's Medical Center في سولت ليك (مدينة).
- 2004 – في قضية تينيسي ضد لين، حكمت المحكمة العليا الأمريكية بأن قانون الأمريكيين ذوي الإعاقة لعام 1990 لا ينتهك مبدأ الحصانة السيادية في التعديل الحادي عشر عندما سمح للأفراد بمقاضاة الولايات بسبب رفضهم تقديم الخدمات بناءً على إعاقاتهم.
- 2004 – تم تنظيم أول مسيرة شهر فخر الإعاقة في شيكاغو، وكانت هذه أول مسيرة من نوعها في الولايات المتحدة بعد مسيرات بوسطن في التسعينيات.[226]
- 2005 – أصبح قانون California Mental Health Services Act (MHSA) قانونًا في ولاية كاليفورنيا في عام 2005 بعد أن مرر الناخبون الاقتراح 63. تم تمويله من خلال ضريبة بنسبة 1٪ على الدخل الشخصي الذي يتجاوز 1 مليون دولار، وأنشأ MHSA مجموعة واسعة من الخدمات المجتمعية التي تشمل الوقاية، التدخل المبكر، وغيرها من الخدمات للأشخاص في كاليفورنيا الذين يعانون من أمراض نفسية شديدة. تدير إدارة الصحة العقلية في كاليفورنيا القانون، وتوفر المقاطعات والوكالات المتعاقدة معها الخدمات المباشرة للمستهلكين.[227]
- 2005 – في قضية Spector v. Norwegian Cruise Line Ltd.، حكمت المحكمة العليا في الولايات المتحدة بأن العنوان الثالث من قانون الأمريكيين ذوي الإعاقة لعام 1990 ينطبق على السفن السياحية ذات العلم الأجنبي في المياه الأمريكية.[228]
- 2005 – كانت قضية تيري سكيافو قضية قانونية تتعلق بحق الموت في الولايات المتحدة من 1990 إلى 2005، حيث كانت تيريزا ماري "تيري" شيافو (3 ديسمبر 1963 - 31 مارس 2005) امرأة في حالة نباتية دائمة لا رجعة فيها. جادل زوج شيافو ووصيها القانوني بأنها لم تكن لتريد دعم الحياة الاصطناعي المطول دون أمل في الشفاء، وقرر إزالة أنبوب التغذية لها. عارض والدي شيافو ادعاءات زوجها وطعنوا في تشخيصها الطبي، مؤكدين على استمرار التغذية الاصطناعية والري. أدى سلسلة من التحديات القانونية المطولة التي قدمها والديها، والتي تضمنت في النهاية سياسيين على المستويات الفيدرالية والمحلية بما في ذلك رئيس الولايات المتحدة|الرئيس جورج بوش، إلى تأخير دام سبع سنوات قبل أن يتم إزالة أنبوب تغذيتها في عام 2005، وبعد ذلك توفيت في نفس العام.
- 2005 – Peggy S. Salters، من ولاية كارولينا الجنوبية، أصبحت أول ناجية من العلاج بالصدمات الكهربائية في الولايات المتحدة التي تفوز بحكم هيئة محلفين وحكم تعويضي كبير (635,177 دولار) تعويضا عن فقدان الذاكرة الدائم والعجز المعرفي الناتج عن الإجراء.[229]
- 2005 – في قضية Campbell v. General Dynamics Government Systems Corp.، كان على محكمة الدائرة الأولى في الولايات المتحدة أن تدرس قابلية تنفيذ اتفاقية التحكيم الإلزامية، التي تتضمنها سياسة تسوية المنازعات المتعلقة بإعلان تم إرساله عبر البريد الإلكتروني إلى الشركة، من حيث تطبيقها على مطالبات التمييز في العمل المقدمة بموجب قانون الأمريكيين ذوي الإعاقة لعام 1990. وفقًا لتحليل المحكمة، كان السؤال يتعلق بما إذا كان صاحب العمل قد قدم إشعارًا كافيًا من حيث الطبيعة التعاقدية للسياسة المرسلة عبر البريد الإلكتروني وإلغاء حق الموظف في الوصول إلى منتدى قضائي. بعد تقييم الظروف ذات الصلة، خلصت المحكمة إلى أن الإشعار كان غير كافٍ، وبالتالي فإن تنفيذ التنازل سيكون غير مناسب؛ وبالتالي أيدت المحكمة رفض المحكمة الابتدائية لطلب صاحب العمل بتأجيل الإجراءات وإجبار الموظف على تقديم قضيته للتحكيم. تعتبر القضية حالة رئيسية في كتاب قانون العمل في Rothstein, Liebman.[230]
- 2005 – في 14 نوفمبر 2005، حكمت المحكمة العليا للولايات المتحدة في قضية Schaffer v. Weast، 546 U.S. 49، بأن الطرف الذي يطلب جلسة استماع بموجب Individuals with Disabilities Education Act هو من يقع عليه عبء الإثبات في مثل هذه القضايا.
- 2005 – تتعلق قضية Sun Hudson بووندا هودسون وابنها الرضيع، الذي سمح له في عام 2005 بالموت عن طريق إزالة أنبوب التنفس، خلافًا لرغباتها.[231]
- 2005 – كان سبيرو نيكولوزوس رجلًا من تكساس أصيب بعجز ناتج عن نزيف متعلق بـ تحويلة دماغية، وكان رعايته موضوع استئناف لقانون Texas Futile Care Law. تم إدخال نيكولوووس إلى مستشفى St. Luke's Episcopal Hospital في هيوستن، تكساس في 10 فبراير 2005، وكان في حالة حالة إنباتية مستديمة. تم تغذيته عبر أنبوب تغذية وكان يتنفس بواسطة جهاز تنفس اصطناعي. كانت المستشفى ترغب في إيقاف حفظ الحياة مما يسمح بوفاته. عارضت عائلته هذا القرار وادعت أن القرار كان متعلقًا بانتهاء تمويل ميديكير الخاص بنيهولووزوس، وهو ما نفته المستشفى. بموجب Advance Directives Act لعام 1999 (المعروف أيضًا باسم Texas Futile Care Law)، قد تتمكن المستشفى من تجاوز رغبات العائلة في مثل هذه الأمور إذا وافقت Institutional Review Board|لجنة الأخلاقيات على مثل هذا الإجراء. ومع ذلك، فازت عائلة نيكولووزوس بأمر طارئ أمر قضائي يمنع إزالة جهاز دعم الحياة، وفي 21 مارس 2005 تم نقله إلى Avalon Place nursing home|دار المسنين في سان أنطونيو، تكساس. توفي نيكولووزوس في 30 مايو 2005.
- 2005 – في قضية Bigby v. Dretke 402 F.3d 551 (الدائرة الخامسة 2005)، قضت محكمة الاستئناف الأمريكية للدائرة الخامسة بإلغاء تعليمات هيئة المحلفين في قضايا عقوبة الإعدام التي لا تسأل عن العامل المخفف بما في ذلك دراسة متهم's السجل الاجتماعي والطبي والنفسي، قائلة إنه يجب أن يتم توجيه هيئة المحلفين للنظر في العوامل المخففة حتى عند الإجابة على أسئلة غير ذات صلة. تقترح هذه القاعدة أن يتم شرح هذه العوامل بشكل موسع في تعليمات هيئة المحلفين لضمان أن يتم تقييم جميع العوامل المخففة. كما أسس هذا الحكم أنه يجب أخذ الاضطرابات العقلية للمتهم كعامل مخفف عند إصدار الحكم في قضية عقوبة الإعدام، حتى وإن لم يُذكر المرض العقلي خلال المحاكمة.[232]
- 2005 – قامت تاتيانا مكفادين وديبورا مكفادين برفع دعوى ضد نظام المدارس العامة في مقاطعة هوارد وفازتا بالحق في أن تشارك تاتيانا في سباق كرسيها المتحرك مع عدائي مدرستها اعتبارًا من عام 2006، رغم أن نتيجتها لن تُحتسب لفريقها.[233][234]
- 2006 – في 19 أبريل 2006، تم الإعلان أنه بعد ما يقرب من 5 سنوات، وافقت سلسلة متاجر دواين ريد، وهي سلسلة صيدليات تقع بشكل رئيسي في مدينة نيويورك، على التسوية مع Disabled In Action لجعل جميع متاجرها متوافقة مع Americans with Disabilities Act|قانون الأمريكيين ذوي الإعاقة.
- 2006 – علاج اشلي تشير إلى مجموعة من الإجراءات الطبية المثيرة للجدل التي خضعت لها طفلة معاقة من سياتل، "أشلي إكس". ولدت أشلي في 1997، وكانت تعاني من إعاقات تنموية بسبب التهاب الدماغ الثابت من أسباب غير معروفة؛ وكان يُفترض أنها في مستوى الطفل عقليًا وجسديًا. شمل العلاج تقليل النمو عبر العلاج بالإستروجين؛ استئصال الرحم، وإزالة البراعم الثديية الثنائية، واستئصال الزائدة الدودية.[235] الغرض الأساسي من العلاج كان تحسين نوعية حياة أشلي من خلال الحد من نموها في الحجم، والتخلص من تقلصات الدورة الشهرية والنزيف، ومنع الإزعاج الناتج عن الثدي الكبير. في يوليو 2004، خضعت أشلي لاستئصال الرحم (لمنع الحيض) وإزالة جراحية براعم الثدي nascent (لمنع التطور). كما خضعت أيضًا لعملية استئصال الزائدة الدودية. تم إجراء الجراحة في مستشفى الأطفال والمركز الطبي الإقليمي في سياتل. بالإضافة إلى ذلك، في ديسمبر 2006 أكملت أشلي علاج هرموني|علاج الإستروجين عبر اللصقات الجلدية، مما سرع من إغلاق لوحات النمو الطبيعية لديها. جذبت مجموعة الجراحة والعلاج بالإستروجين العديد من التعليقات العامة والتحليل أخلاقيات|الأخلاقي في أوائل 2007، سواء المؤيدة أو المنتقدة.[236]
- 2006 - قانون مكافحة التوحد لعام 2006 (القانون العام رقم: 109-416) هو قانون أمريكي تم تمريره من قبل الكونغرس الأمريكي 109 (مشروع القانون 843 في مجلس الشيوخ) وقائمة تشريعات الفيدرالية الأمريكية|وقع عليه الرئيس الأمريكي جورج بوش في 19 ديسمبر 2006. منح هذا القانون حوالي مليار دولار من النفقات على مدار خمس سنوات تبدأ من 2007 من أجل الفحص، والتعليم، التدخل المبكر في التوحد|التدخل المبكر، الإحالات السريعة للعلاج والخدمات، والبحث في اضطرابات طيف التوحد مثل التوحد، متلازمة أسبرجر، متلازمة ريت، اضطراب التفكك الطفولي، واضطراب النمو المنتشر غير المحدد|الاضطراب النمائي المنتشر - غير المحدد (ويطلق عليه عادة PDD-NOS).
- 2006 - قانون تيموثي هو قانون تم توقيعه في ولاية نيويورك في 22 ديسمبر 2006 من قبل الحاكم جورج إي. باتاكي والذي بدأ سريانه في 1 يناير 2007. يتطلب القانون أن توفر خطط التأمين الصحي|خطط التأمين الصحي المباعة في الولاية تغطية متساوية للأمراض النفسية كما هو الحال مع الأمراض الجسدية. وغالبًا ما يُشار إلى ذلك على أنه "المساواة في الصحة النفسية".[237]
- 2006 – اليوم العالمي لمتلازمة داون يُحتفل به سنويًا في 21 مارس، ابتداءً من 2006. تم اختيار اليوم الـ21 من مارس (الشهر الثالث من السنة) للدلالة على فرادة التكرار (التثلث الصبغي) للكروموسوم 21 الذي يسبب متلازمة داون.
- 2006 – National Federation of the Blind v. Target Corp., 452 F.Supp.2d 946 (2006), كانت دعوى قضائية جماعية في الولايات المتحدة تم رفعها في 7 فبراير 2006 في محكمة كاليفورنيا العليا في مقاطعة ألاميدا، وتم نقلها لاحقًا إلى المحكمة الفيدرالية.[238] القضية كانت تتعلق بتحدي تطبيق قانون الأمريكيين ذوي الإعاقة لعام 1990، وتحديدًا البند الثالث من القانون الذي يمنع التمييز في "أماكن الإقامة العامة" (42 U.S.C. 12181 et seq) على المواقع الإلكترونية و/أو الإنترنت، أو هل يقتصر على الأماكن المادية. رفع المدعي الاتحاد الوطني للمكفوفين|الاتحاد الوطني للمكفوفين دعوى ضد شركة تارجت، وهي سلسلة متاجر تجزئة، مدعيًا أن المكفوفين كانوا غير قادرين على الوصول إلى الكثير من المعلومات على موقع الشركة على الإنترنت، ولا شراء أي شيء من الموقع بأنفسهم.[239] في 7 سبتمبر 2006، حكمت المحكمة بأنه يمكن مقاضاة بائع إذا كان موقعه الإلكتروني غير قابل للوصول من قبل المكفوفين. في رأي المحكمة، أوضح القاضي مارلين هول باتيل أن الأمر كان بناءً على "42 U.S. Code § 12182"،[240] وهو بند قانوني يمنع التمييز في "التمتع بالسلع والخدمات والمرافق أو الامتيازات".[241]
- 2007 - في مايو 2007، تم رفع دعوى جماعية ضد فنادق.كوم (Smith v. Hotels.com L.P., محكمة كاليفورنيا العليا، مقاطعة ألاميدا، القضية رقم RG07327029) بتهمة "التمييز المستمر ضد الأشخاص ذوي الإعاقة الجسدية|الإعاقات الحركية الذين يرغبون في استخدام شبكة الحجز العالمية لـ Hotels.com لكنهم لا يستطيعون".[242] نفت الشركة التهمة وعارضت الدعوى، ولكن تم إدانتها بتهمة واحدة في انتهاك قانون حقوق الإنسان في كاليفورنيا، وتهمة أخرى في انتهاك قانون المنافسة غير العادلة. وتم الاتفاق على أن تقدم الشركة معلومات مناسبة حول إمكانية الوصول إلى الفنادق التي تباع عبر موقعها.[243]
- 2007 – Green v. State of California, No. S137770 (Cal. Aug. 23, 2007)[244] كانت قضية واجهت فيها أغلبية المحكمة العليا في كاليفورنيا قرارًا حول ما إذا كان يجب على الموظف الذي يقاضي الدولة إثبات قدرته على أداء "المهام الأساسية" في العمل، بغض النظر عن وجود "تكييف معقول"، أو إذا كان يجب على صاحب العمل إثبات أن الشخص الذي يقاضي غير قادر على القيام بذلك. حكمت المحكمة بأن العبء يقع على الموظف، وليس على صاحب العمل، وألغت قرارًا متنازعًا عليه من قبل المحاكم. قدم محامي المدعي، ديفيد غرينبرغ[245] اعتبارات حول مفهوم أن أصحاب العمل في ولاية كاليفورنيا لا يتعين عليهم توظيف عامل غير قادر على أداء "الوظائف الأساسية" مع "تكييف معقول". وأكد أن إجبار أصحاب العمل على ذلك "يتناقض مع المنطق ويؤسس سياسة عامة سيئة في مسائل التوظيف".
- 2007 – قرار من محكمة الاستئناف في ولاية كولورادو في People v. Grant أيد حكم محكمة أدنى لم يسمح بشهادة الخبراء بشأن حالة المتهم العقلية بسبب التسمم الطوعي، مما استبعد أي احتمال لرفع قضية "الجنون المستقر".[246]
- 2007 – في 21 مايو 2007، حكمت المحكمة العليا الأمريكية في قضية Winkelman v. Parma City School District، 550 U.S. 516، بأن للآباء حقوق قابلة للتنفيذ بشكل مستقل بموجب قانون التعليم للأفراد ذوي الإعاقات ويمكنهم التقدم "شخصيًا" نيابة عن أطفالهم.
- 2007 – قانون جوناثان هو "الاسم الشائع" للتعديلات على المادة 33 من قانون الصحة العقلية في نيويورك. تم توقيع قانون جوناثان في مايو 2007؛ ويعطي الحق للآباء والأوصياء القانونيين في الوصول إلى جميع ملفات التحقيق في حالات إساءة معاملة الأطفال وسجلات التاريخ الطبي.[247][248] يقصد هذا التشريع تحميل مرافق الصحة العقلية السكنية المسؤولية من خلال فرض إشعار الأوصياء في حالات سوء المعاملة، ويتطلب تقارير مكتوبة عن التحقيقات اللاحقة. كان مايك وليزا كاري، والدا جوناثان كاري، من أبرز المؤيدين لقانون جوناثان. كان جوناثان كاري، الذي كان يعاني من التوحد الشديد، قد تعرض للإساءة والإهمال في المدرسة وتم قتله لاحقًا على يد أحد العاملين المباشرين في رعايته.
- 2007 – Panetti v. Quarterman، 551 U.S. 930 (2007)، هو قرار من المحكمة العليا الأمريكية يقضي بأن المدعى عليهم في القضايا الجنائية الذين تم الحكم عليهم بالإعدام لا يمكن تنفيذ حكم الإعدام عليهم إذا لم يفهموا سبب تنفيذ حكم الإعدام عليهم، وأنه بمجرد تحديد موعد تنفيذ الإعدام، يمكن للسجناء في انتظار الإعدام رفع دعاوى بشأن تقييم الكفاءة (القانون)|كفاءتهم في إجراءات ال Habeas Corpus.
- 2007 – Doe ex. rel. Tarlow v. District of Columbia، 489 F.3d 376 (دائرة العاصمة 2007)، هو قرار من محكمة استئناف الولايات المتحدة لدائرة العاصمة، كتبته القاضي بريت كافانو، حيث أيدت المحكمة قانونًا صادرًا في عام 2003 في مقاطعة كولومبيا ينظم الشروط الخاصة بإجراء عملية جراحية غير طارئة على شخص غير كفء عقليًا.[249] تطورت هذه القضية من استئناف لحكم محكمة دائرة تم رفعه نيابة عن مريض غير كفء عقليًا تم إخضاعه لعملية إجهاض بدون موافقته ومريض آخر تم إخضاعه لعملية جراحية في العين بدون موافقة المريض. بموجب تفسير المحكمة الاستئنافية للقانون، يجب على محكمة في مقاطعة كولومبيا تطبيق معيار "أفضل مصلحة المريض" على الشخص الذي لم يكن مؤهلاً أبدًا، ويجب على المحكمة تطبيق معيار "الرغبات المعروفة للمريض" على الشخص الذي كان مؤهلاً من قبل. تم إعادة القضية إلى المحكمة الابتدائية.
- 2007 – بدأت قضية قدامى المحاربين الأمريكيين المصابين بالشلل في ميشيغان ضد جامعة ميشيغان في 2007، وتم رفعها أمام محكمة المقاطعة الأمريكية للمنطقة الشرقية في ميشيغان نيابة عن محاربين ميشيغان المعاقين ضد جامعة ميشيغان - ملعب ميشيغان زاعمين أن ملعب ميشيغان انتهك قانون الأمريكيين ذوي الإعاقات في تجديده بقيمة 226 مليون دولار من خلال فشله في إضافة عدد كافٍ من المقاعد لذوي الإعاقة أو تلبية احتياجات مرافق ذوي الإعاقة مثل دورات المياه، الطعام، ومواقف السيارات. كما كان توزيع المقاعد المخصصة للوصول يمثل قضية، حيث كانت معظم المقاعد في مناطق الزوايا.[250] تم تسوية القضية في مارس 2008.[251]
- 2007 – تم إصدار تشريع في ولاية أيداهو يحدد كل أكتوبر كـ شهر تاريخ الإعاقة.[252]
- 2007 – يتطلب قانون التعليم للأفراد ذوي الإعاقات (IDEA) من الولايات الأمريكية توفير "تعليم عام مناسب ومجاني" للطلاب ذوي الإعاقات. نظرًا لعدم وجود برنامج تعليم فردي لابن توم فريستون، قام فريستون بتسجيل ابنه في مدرسة ستيفن غاينور، وهي مدرسة خاصة للطلاب ذوي الاحتياجات الخاصة. وافق مجلس التعليم في المدينة على تعويض فريستون عن الرسوم الدراسية.[253]
- 2008 – قررت محكمة مقاطعة واشنطن العاصمة أن على وزارة الخزانة "اتخاذ ما يلزم لتوفير وصول فعّال إلى العملة الأمريكية للأشخاص المكفوفين وضعاف البصر"، مؤيدة بذلك المجلس الأمريكي للمكفوفين.[254]
- 2008 – في ولاية واشنطن، يُعد شهر أكتوبر عطلة مدنية رسمية تُسمى شهر تاريخ الإعاقة؛ حيث تم تمرير مشروع القانون الذي أسس هذه العطلة من قبل الهيئة التشريعية للولاية عام 2008، وتم تقنينه في الباب 28A من القانون المنقح لواشنطن عام 2008.[255] بالإضافة إلى التسمية الرمزية، يُلزم القانون بأن "كل مدرسة عامة يجب أن تُجري أو تروّج لأنشطة تعليمية توفّر التوعية والفهم بتاريخ الإعاقة والأشخاص ذوي الإعاقة".[255][256]
- 2008 – قضت محكمة الاستئناف في إلينوي بأنه عند النظر في التماس تعقيم وصي غير كفء، يجب على المحكمة تطبيق معيار الموافقة البديلة إذا كان هناك دليل واضح ومقنع بشأن القرار الذي كان سيتخذه الوصي لو كان كفؤاً؛ ومع ذلك، يجب تطبيق معيار مصلحة المريض الفضلى إذا لم يكن من الممكن إثبات حكم الوصي البديل بدليل واضح ومقنع.[257]
- 2008 – أصبح قانون عدم التمييز بناءً على المعلومات الجينية لعام 2008 قانوناً في الولايات المتحدة. يحظر القانون على خطط التأمين الصحي الجماعي وشركات التأمين الصحي رفض التغطية لفرد سليم أو فرض أقساط أعلى عليه بناءً فقط على الاستعداد الوراثي للإصابة بمرض في المستقبل. كما يمنع أصحاب العمل من استخدام المعلومات الجينية للأفراد عند اتخاذ قرارات التوظيف، الفصل من العمل، تحديد المهام، أو الترقية.[258]
- 2008 – أصبح قانون تعديلات ADA لعام 2008 قانوناً، ووسّع نطاق من يُعتبر معاقاً بموجب القانون، وفرض تجاهل الفوائد الناتجة عن الوسائل المخففة (باستثناء النظارات والعدسات اللاصقة العادية) عند تقييم ما إذا كان الشخص يعاني من إعاقة. كما نصّ على اعتبار الوظائف الجسدية من الأنشطة الحياتية الرئيسية، وأن وجود تقييد كبير في نشاط واحد كافٍ. أما بالنسبة للحالات المتقطعة أو في حالة السكون، فيجب تقييم التقييد عند نشاط الحالة. ولا يتطلب اعتبار شخص ما معاقاً بموجب القانون استيفاء معيار "تقييد كبير في نشاط حياتي رئيسي"، باستثناء الحالات العابرة والطفيفة.[259]
- 2008 – أصبح قانون التوازن في الصحة النفسية والإدمان بول ويلستون وبيت دومينيشي قانوناً في الولايات المتحدة. ينص القانون على أنه إذا كانت خطة التأمين الصحي الجماعية تشمل مزايا طبية/جراحية ومزايا للصحة النفسية/تعاطي المخدرات، فلا يجوز أن تكون المتطلبات المالية (مثل الخصومات والمشاركات) والقيود العلاجية (مثل عدد الزيارات) المفروضة على مزايا الصحة النفسية/تعاطي المخدرات أكثر تقييداً من تلك المفروضة على المزايا الطبية/الجراحية. ويمنع فرض تكاليف إضافية أو قيود علاجية منفصلة على هذه المزايا، كما يشترط توفير مزايا الصحة النفسية خارج الشبكة إذا توفرت مزايا طبية خارج الشبكة.[175][260]
- 2008 – قضية إنديانا ضد إدواردز، 554 U.S. [الإنجليزية]‏ 164 (2008)، وهي قضية نظرت فيها المحكمة العليا الأمريكية، حيث قضت بأن معيار الأهلية للمثول أمام المحكمة لا يرتبط بمعيار الأهلية للدفاع عن النفس.
- 2008 - أصبح قانون "العدالة في اللياقة البدنية والرياضة للطلاب ذوي الإعاقة" في ماريلاند قانوناً، مما جعلها أول ولاية تُلزم المدارس بتوفير فرص متكافئة في التربية البدنية والأنشطة الرياضية للطلاب ذوي الإعاقة. يُعرف باسم تاتيانا مكفادن|قانون تاتيانا.[261][262]
- 2008 - قضية أنظمة تقاعد كنتاكي ضد لجنة تكافؤ فرص العمل، 554 U.S. 135 (2008)، وهي قضية نظرت فيها المحكمة العليا الأمريكية، وقررت فيها أن نظام التقاعد في كنتاكي لا يشكل تمييزاً على أساس العمر في الولايات المتحدة|تمييزاً على أساس العمر بموجب قانون التمييز على أساس العمر في التوظيف لعام 1967 عند منح المعاشات للأشخاص ذوي الإعاقة الذين لم يبلغوا بعد سن التقاعد المسموح به (55 عاماً).[263]
- 2008 - تنص المادة 10(ز) من قانون الإعاقة في جزر كوك لعام 2008 على حظر التمييز ضد الأشخاص ذوي الإعاقة على أساس ميولهم الجنسية.[264]
- 2009 – أصبح قانون منع جرائم الكراهية بحق ماثيو شيبارد وجيمس بيرد الابن قانوناً في الولايات المتحدة، ووسّع تعريف جريمة الكراهية الفيدرالية ليشمل الجرائم العنيفة التي يُستهدف فيها الضحية بسبب إعاقته الفعلية أو المُتصورة؛ وكان التعريف السابق يشمل فقط الجرائم التي يُستهدف فيها الضحية بسبب العرق أو اللون أو الدين أو الأصل القومي.[265]
- 2009 – أصبح قانون كريستوفر ودانا ريف للشلل قانوناً في الولايات المتحدة. وكان أول تشريع شامل يهدف لتحسين حياة الأمريكيين المصابين بالشلل؛ حيث أنشأ أنشطة بحث منسقة جديدة من خلال المعاهد الوطنية للصحة للبحث عن علاج للشلل، ويعزز خدمات إعادة التأهيل لهؤلاء الأفراد.[266]
- 2009 – قضية منطقة مدارس فورست غروف ضد ت. أ.، 557 U.S. 230 (2009)، هي قضية قضت فيها المحكمة العليا للولايات المتحدة بأن قانون تعليم الأفراد ذوي الإعاقة (IDEA) يسمح بتعويض تكلفة التعليم الخاص في المدارس الخاصة إذا فشلت المدرسة العامة في توفير تعليم مجاني مناسب، وكان الاختيار الخاص مناسباً، بغض النظر عن ما إذا كان الطفل قد تلقى سابقاً خدمات تعليم خاص في المدرسة العامة.[267]
- 2009 – تنص المادة 3A1.1 من إرشادات إصدار الأحكام الفيدرالية الأمريكية لعام 2009 على أنه: "إذا قرر القاضي أو المحكمة عند النطق بالحكم بعد الإقرار بالذنب أو nolo contendere، بما لا يدع مجالاً للشك، أن المدعى عليه اختار أي ضحية أو ممتلكات كهدف للجريمة بسبب العرق، أو اللون، أو الدين، أو الأصل القومي، أو الإثنية، أو الجنس، أو الإعاقة، أو التوجه الجنسي للفرد، فيجب على المحكمة زيادة نطاق العقوبة المقررة."[268]

## عقد 2010
- 2010 – تم توقيع قانون إمكانية الوصول إلى الاتصالات المرئية في القرن الحادي والعشرين (CVAA) ليصبح قانونًا. ينص على أن البرامج الكاملة غير المعدلة التي تُعرض على التلفاز مع ترجمات يجب أن تكون مترجمة أيضًا عندما تُعرض على الإنترنت، مع متطلبات إضافية تُطبق لاحقًا.[269]
- 2010 – أصبح قانون روزا قانونًا في الولايات المتحدة، ويغير الإشارات في العديد من القوانين الفيدرالية من "تخلف عقلي" إلى "إعاقة ذهنية".[270]
- 2010 – أصبح قانون حماية المرضى والرعاية الميسرة قانونًا. وبموجب هذا القانون، منذ 2012 لا يمكن للشركات إنهاء تغطية شخص ما عند مرضه بسبب خطأ في الطلب، أو وضع حد أقصى مدى الحياة لتكلفة الرعاية، ومنذ 2014 لا يمكن للشركات رفض التغطية بسبب حالات مرضية سابقة أو فرض حد سنوي على تكلفة الرعاية.[271][272][273]
- 2010 – في قضية الولايات المتحدة ضد كومستوك، 560 U.S. 126 (2010)، حكمت المحكمة العليا للولايات المتحدة بأن الحكومة الفيدرالية يمكنها أن تأمر بالاحتجاز المدني لشخص يعاني من اضطراب عقلي ويُعد خطرًا جنسيًا بعد انتهاء فترة سجنه الفيدرالية.
- 2011 - في قضية هيلتيبران وآخرون ضد ليفي وآخرين في محكمة الولايات المتحدة الجزئية للمنطقة الغربية من ميزوري، أصدرت المحكمة أمرًا في 2011 يُلزم ولاية ميزوري بتوفير حفاضات للبالغين ممولة من ميديكيد للبالغين الذين قد يُودَعون في مؤسسات رعاية بدونها.[274][275][276]
- 2011 - في قضية أويليت ضد فياكوم إنترناشيونال (2011)، قررت محكمة المقاطعة الأمريكية في مونتانا أن الوجود على الإنترنت لا يُخضع الموقع لقواعد قانون الأمريكيين ذوي الإعاقة لعام 1990، وبالتالي فإن ماي سبيس ويوتيوب لم يكونا مسؤولين عن عدم قدرة رجل مصاب بعسر القراءة على تصفح الموقع.
- 2011 – تشير قضية جوزيف ماراشلي إلى جدل دولي حول حياة الرضيع الكندي جوزيف ماراشلي المعروف بـ"الرضيع جوزيف"، الذي شُخّص بمرض ليه، وهو اضطراب عصبي نادر وتقدمي وغير قابل للعلاج. بعد أن رفض الأطباء الكنديون إجراء شق حنجري بحجة أنه تدخل غير مجدٍ، قاتل والداه لنقله إلى الولايات المتحدة لإجراء العملية التي قد تطيل عمره وتسمح له بالموت في المنزل. وبعد جهود من مجموعات مناهضة للإجهاض، نُقل جوزيف إلى مستشفى كاثوليكي في سانت لويس، ميزوري حيث أُجريت له العملية عام 2011، مما مد في عمره عدة أشهر حتى توفي لاحقًا في منزله.[277]
- 2011 – في 15 مارس 2011، دخلت قواعد جديدة من قانون الأمريكيين ذوي الإعاقة حيز التنفيذ، توسع متطلبات إمكانية الوصول للمرافق الترفيهية كأحواض السباحة وملاعب الجولف وصالات الرياضة والمرافئ. كما حددت معايير استخدام الكراسي المتحركة وأجهزة التنقل مثل السيغواي في الأماكن العامة، وعدّلت معايير بيع تذاكر الفعاليات وحجز غرف الفنادق الملائمة. عرّفت القواعد الجديدة "الحيوان الخدمي" بأنه "...أي كلب مدرب فرديًا لأداء مهام لفائدة شخص من ذوي الإعاقة". ويجب أن تكون الخدمات المقدمة من الكلب متعلقة مباشرة بإعاقة الشخص، ولا يُعد الكلب الذي يوفر دعمًا عاطفيًا أو ردعًا للجريمة حيوانًا خدميًا.[278]
- 2011 – أعلنت ولاية ديلاوير في 2011 أن أكتوبر سيكون "شهر تاريخ ووعي الإعاقة".[279]
- 2011 – في ويسكونسن، حكمت محكمة الاستئناف في الدائرة الثانية بأن مرضى ألزهايمر لا يمكن احتجازهم قسرًا بموجب الفصل 51، ولكن يمكن احتجازهم قسرًا للرعاية السكنية والحضانة بموجب الفصل 55، دون البتّ في ما إذا كان هذا يشمل الأشخاص الذين لديهم تشخيص مزدوج.[280]
- 2011 – صوت مجلس مدينة بروكن أرو في أوكلاهوما بالإجماع على إعفاء قانوني يسمح لكريستي كار، التي كانت تعاني من الاكتئاب، بالاحتفاظ بالكنغر العلاجي الخاص بها داخل حدود المدينة وفق شروط محددة.[281]
- 2011 – كانت قضية ماير ضد أسترو، 662 F.3d 700 (الدائرة الرابعة 2011)، قضية بارزة تتعلق بـ تأمين الضمان الاجتماعي لذوي الإعاقة، حيث نقضت المحكمة قرار مجلس الاستئناف لرفضه مراجعة دليل طبي جديد، وأعادت القضية للنظر فيها.
- 2011 – في قضية مكتب فرجينيا للحماية والدفاع ضد ستيوارت، حكمت المحكمة العليا الأمريكية بأن فرجينيا لا يمكنها استخدام حصانتها السيادية لمنع وكالة حماية حقوق ذوي الإعاقة من مقاضاة مسؤولين حكوميين، مما يؤكد على أن Ex Parte Young تسمح لمحكمة فيدرالية بالنظر في قضايا تُقدَّم من وكالة حكومية ضد مسؤولين حكوميين لنيل تعويض مستقبلي.[282][283]
- 2011 – أصبح قانون التعليم العادل والدقيق والشامل والمحترم، المعروف باسم قانون التعليم العادل (مشروع مجلس الشيوخ 48)، قانونًا في كاليفورنيا، حيث يُلزم المدارس بإدراج مساهمات الأشخاص ذوي الإعاقة في المناهج الدراسية.[284]
- 2011 – حظرت ولاية ماساتشوستس على المؤسسات المرخصة من قبل إدارة خدمات التنمية (DDS) – بما في ذلك مركز القاضي روتنبرغ – إخضاع الوافدين الجدد لتدخلات سلوكية شديدة مثل الصدمات الكهربائية أو القيود طويلة الأمد أو الأساليب التي قد تسبب ضررًا نفسيًا.[285]
- 2011 – أعلن الرئيس باراك أوباما أن يوم أمان العصا البيضاء سيُعرف أيضًا باسم "يوم المساواة للأمريكيين المكفوفين".[286]
- 2011 – في مايو 2011، نظّمت مجموعة ADAPT مظاهرة في واشنطن العاصمة ضد التعديلات المقترحة على برنامج ميديكيد ضمن ميزانية النائب بول رايان، والتي كانت ستقلص التمويل وتزيد من صلاحيات الولايات. تم اعتقال حوالي 100 متظاهر من ذوي الإعاقة، وتبعتهم مظاهرات أخرى في شيكاغو وفيلادلفيا ومينيسوتا، واستُخدم في ذلك وسائل التواصل الاجتماعي لنشر صور ووسائل الإعلام لدعم الاحتجاجات.
- 2012 – أُعلِن أنه بحلول عام 2014، ستكون صالات سينما AMC في إلينوي مجهّزة بخدمات الترجمة النصية والأجهزة الوصفية السمعية، ومتاحة لروّاد السينما في معظم العروض تقريبًا في أي سينما تابعة لـ AMC في إلينوي وفي جميع عروض الفيلم المدرجة.[287][288]
- 2012 – في قضية "هوسانا-تابور"، واجهت المحكمة العليا استثناء الوزراء للمرة الأولى. كتب رئيس المحكمة جون روبرتس رأي الأغلبية مؤكدًا هذا الاستثناء ومبنيًا على بنود الحرية الدينية وفصل الدين عن الدولة. ورأت المحكمة أن الاستثناء ينطبق على القضية، مما يمنع شيريل بيريش، وهي معلمة، من مقاضاة مدرستها وكنيستها التابعة لـ كنيسة لوثرية – سينودس ميسوري بموجب قانون الأميركيين ذوي الإعاقة لعام 1990|قانون ذوي الإعاقة. رغم أن المحكمة لم تعتمد "صيغة صارمة" لتحديد من يُعد وزيرًا، إلا أنها وجدت أن بيريش (1) كانت تُقدَّم كوزيرة بلقب رسمي، (2) خضعت لتدريب ديني كبير للحصول على اللقب، (3) اعتبرت نفسها وزيرة حتى في الضرائب، (4) أدت وظائف دينية مهمة تشمل إيصال رسالة الكنيسة وتنفيذ مهمتها.[289]
- 2012 – أدى تسوية دعوى قضائية إلى إلزام إدارة الخدمات الإنسانية في كولورادو بقبول المتهمين المحتجزين قبل المحاكمة في معهد كولورادو للصحة النفسية في بويبلو خلال 28 يومًا من قرار المحكمة، مع الحفاظ على متوسط شهري لا يتجاوز 24 يومًا للقبول، وإتمام التقييمات في السجون خلال 30 يومًا.[290]
- 2012 – نصت تسوية دعوى قضائية على أن مركز لينكولن للفنون المسرحية في نيويورك سيضيف مقاعد للكراسي المتحركة ومواقف للسيارات المخصصة ويجدد دورات المياه لجعلها أكثر سهولة.[291]
- 2012 – في سبتمبر 2012، وافقت شركة هوم ديبوت على دفع 100,000 دولار وتسوية دعوى تمييز على أساس الإعاقة رفعتها لجنة تكافؤ فرص العمل الأميركية بعد فشلها المزعوم في توفير تسهيلات معقولة لأمينة صندوق مصابة بالسرطان في فرعها في تاوسون، ماريلاند، ثم طردها بسبب حالتها الصحية.[292]
- 2012 – أصدر حاكم إلينوي بات كوين أمرًا تنفيذيًا لتعزيز رقابة الدولة على التحقيقات في وفيات البالغين ذوي الإعاقات، بعدما كشفت صحيفة Belleville News-Democrat أن المفتش العام لم يحقق في 53 حالة وفاة أبلغ عنها الخط الساخن منذ عام 2003 رغم الاشتباه بسوء المعاملة أو الإهمال.[293]
- 2012 – توصل الحاكم أندرو كومو وقادة الهيئة التشريعية إلى اتفاق لإنشاء وكالة جديدة لحماية ذوي الاحتياجات الخاصة في نيويورك تُدعى "مركز العدالة لحماية ذوي الاحتياجات الخاصة"، لمكافحة الإساءة والإهمال. كما وافق المشرعون على توسيع قانون الكشف العلني ليشمل آلاف المنظمات غير الربحية، وتم منح منظمة مستقلة غير ربحية سلطات التحقيق والدخول للمرافق ومراجعة الوثائق بموجب القانون.[294]
- 2012 – أُعلن أن نتفليكس ستوفر الترجمة المغلقة لجميع العروض بدءًا من سبتمبر 2014 ضمن تسوية دعوى رفعها مشاهد أصم من ماساتشوستس يُدعى لي نيتلز. وفي ذات العام، حكم قاضٍ فيدرالي بأن شركات الإنترنت مثل نتفليكس مشمولة بقانون الأميركيين ذوي الإعاقة.[295][295][296]
- 2012 – في 17 ديسمبر، رفعت الولايات المتحدة دعوى أمام محكمة مقاطعة أوريغون بموجب قانون مكافحة الجرائم العنيفة وتطبيق القانون لعام 1994 ضد مدينة بورتلاند بسبب الاستخدام غير السليم للقوة من قبل شرطة بورتلاند ضد فئة محمية. وذكرت وزارة العدل أن الشرطة أظهرت نمطًا من استخدام القوة المفرطة ضد أشخاص يعانون من أمراض عقلية فعلية أو متصورة.[297]
- 2012 – أعلنت لجنة الأسماك والصيد في أيداهو أنه يُسمح لمرافق الصيد بمرافقة الصيادين ذوي الإعاقة دون الحاجة لتصريح خاص.[298]
- 2012 – في ماساتشوستس، ألغت محكمة الاستئناف قرارًا لمحكمة أدنى يأمر بتعقيم وإجهاض امرأة مصابة باضطراب فصامي وجدلي. وذكرت المحكمة أن القرار لم يراعِ الإجراءات القانونية الواجبة. لاحقًا بررت القاضية قرارها بأنها ظنت أن المريضة كانت ستجهض لو كانت سليمة.[299][300][301]
- 2012 – أكدت لجنة مكونة من ثلاثة قضاة في محكمة الاستئناف للدائرة الحادية عشرة أن المناطق التعليمية يجب أن تعوض أولياء الأمور عن التقييمات التعليمية المستقلة لأطفالهم ذوي الإعاقة في بعض الحالات، بعد طعن لجنة تعليم مقاطعة جيفرسون في ألاباما في هذا الحق.[302]
- 2013 – اعتبارًا من 31 يناير 2013، يجب على جميع المسابح الموجودة في "أماكن الإقامة العامة" الامتثال لمعايير قانون الأمريكيين ذوي الإعاقة. ويتطلب ذلك تركيب رافعة ثابتة في مناطق المسابح.[303]
- 2013 – رفض القاضي ديفيد إف. بو من محكمة دائرة نيوبورت نيوز طلب الوصاية المقدم من والدي مارغريت جين هاتش، المعروفة أيضًا باسم جيني هاتش (29 عامًا)، والذي كان سيسمح لهما بإبقائها في دار جماعية ضد إرادتها.[304]
- 2013 – قضت محكمة الاستئناف في كاليفورنيا للدائرة الرابعة بأن البالغ المصاب بإعاقة نمائية ويعاني من "تخلف عقلي طفيف" يمكن إخضاعه للتعقيم إذا قررت المحكمة وجود دليل واضح ومقنع على أن الإجراء ضروري طبيًا للمريض.[305] قررت المحكمة أن المادة 2357 من قانون التركات تنظم أوامر المحكمة المتعلقة بالعلاج الطبي لأن التعقيم كان عرضيًا للحصول على الرعاية الطبية وليس هدف العلاج؛ بينما تنطبق المادة 1950 وما يليها من القانون إذا كان الهدف منع المريض من الإنجاب.[305]
- 2013 – في قضية EEOC v. Hill Country Farms، منحت هيئة المحلفين في محكمة المقاطعة الجنوبية بولاية آيوا لجنة تكافؤ فرص العمل الأمريكية تعويضًا قدره 240 مليون دولار – وهو أكبر حكم في تاريخ اللجنة – بسبب التمييز ضد ذوي الإعاقة والإساءة الشديدة لهم.[306] ووافقت هيئة المحلفين على أن شركة Hill County Farms، التي كانت تعمل باسم Henry's Turkey Service، أخضعت 32 رجلًا من ذوي الإعاقات الذهنية لإساءة شديدة وتمييز بين عامي 2007 و2009، بعد 20 عامًا من المعاملة المماثلة.[306] ومع ذلك، خُفّضت الجائزة لاحقًا إلى 1.6 مليون دولار بسبب حدود التعويض القانونية المنصوص عليها في قانون الأمريكيين ذوي الإعاقة، بالإضافة إلى 1.3 مليون دولار كأجور متأخرة، ليصل إجمالي التعويض إلى 2.9 مليون دولار.[307]
- 2013 – قضت محكمة الاستئناف في آيوا بأن حساسية فتاة من المكسرات تُعد إعاقة محمية بموجب قانون الحقوق المدنية في آيوا، وأيضًا عجزًا عرضيًا بموجب قانون الأمريكيين ذوي الإعاقة.[308]
- 2013 – قالت وزارة العدل الأمريكية، في تسوية مع جامعة ليزلي في ماساتشوستس، إن الحساسية الشديدة من الطعام يمكن اعتبارها إعاقة بموجب القانون الفيدرالي.[309][310]
- 2013 – قضت محكمة الاستئناف للدائرة الأولى في بوسطن، ماساتشوستس، بأن الشركات يمكن أن تكون ملزمة بدفع مزايا الإعاقة طويلة الأجل لمدمن يتعافى من الإدمان إذا كان سيواجه خطرًا كبيرًا للانتكاس عند عودته للعمل. وهذه هي المرة الأولى التي تقر فيها محكمة استئناف بأن خطر الانتكاس يمكن أن يُعتبر إعاقة تؤهل الموظف للحصول على المزايا، وفقًا لمحامي المدعي.[311][312]
- 2013 – أصدرت وزارة التعليم الأمريكية تفويضًا يُلزم المدارس بتوفير فرص رياضية للأطفال ذوي الإعاقة. ويمكن للطلاب ذوي الإعاقة الانضمام إلى الفرق التقليدية إذا أمكن إجراء "تعديلات معقولة"، وإذا لم تكن التعديلات ممكنة دون تغيير جوهري في الرياضة أو منح ميزة للطالب، فعلى المدارس إنشاء برامج رياضية موازية ذات مكانة مماثلة.[313]
- 2013 – لم يعد يُطلب من المتقدمين ذوي الإعاقات الذهنية أو الجسدية الشديدة أو النفسية، عند التقدم للوظائف الفيدرالية من خلال بند Schedule A، تقديم "شهادة جاهزية للعمل" من أخصائي طبي أو إعادة تأهيل. وبدلاً من ذلك، يمكن للوكالات التوظيف تحديد ما إذا كان الشخص "من المحتمل أن ينجح" في أداء المهام، بناءً على أي خبرة عمل أو تعليمية أو غيرها. كما تم استبدال مصطلح "التخلف العقلي" بـ "إعاقة ذهنية".[314][315]
- 2013 – منعت المحكمة العليا الأمريكية ولاية كارولاينا الشمالية من مصادرة أكثر من 900,000 دولار من تسوية قانونية فازت بها عائلة فتاة تبلغ من العمر 13 عامًا، أُشير إليها فقط باسم E.M.A، والتي أُصيبت بإعاقة شديدة أثناء الولادة. وكتب القاضي أنتوني كينيدي أن الولاية لا يمكنها المطالبة بجزء من التسوية كتعويض عن الرعاية الطبية دون تحديد كم من التسوية يُعزى لتلك الرعاية.[316]
- 2014 – قضت المحكمة العليا في ولاية آيوا بأنه يجب الحصول على موافقة قضائية لإجراء عملية تعقيم لشخص غير كفء.[317]
- 2014 – شمل أمر تنفيذي (تم توقيعه في 2014) الموظفين ذوي الإعاقة العاملين في خدمات المقاولات الفيدرالية والامتيازات، الذين كانوا يتقاضون أجورًا أقل من الحد الأدنى للأجور بموجب القسم 14(c) من قانون معايير العمل العادل لعام 1938، لرفع الحد الأدنى لأجورهم إلى 10.10 دولارات في الساعة.[318][319]
- 2014 – تم توقيع قانون "تحقيق تجربة حياة أفضل لعام 2014" (قانون ABLE) الذي قدمه ستيفن بيك الابن ليصبح قانونًا.[320] ينشئ هذا القانون القسم 529A الجديد من قانون مصلحة الضرائب لعام 1986 لإنشاء حسابات ادخار معفاة من الضرائب (ABLE accounts) للمصاريف المؤهلة.[320] يمكن للأشخاص ذوي الإعاقة الذين حدثت إعاقتهم قبل سن 26 سنة أن يدخروا ما يصل إلى 100,000 دولار دون التأثير على أهليتهم للحصول على Supplemental Security Income وبرامج حكومية أخرى، كما يمكنهم الاحتفاظ بتغطية ميديكيد بغض النظر عن مقدار المدخرات في حساب ABLE. الأرباح على هذه المدخرات ستكون معفاة من الضرائب. وفقًا للقيود الحالية لضريبة الهدايا في عام 2014، يمكن إيداع ما يصل إلى 14,000 دولار سنويًا. ومع ذلك، يجب على كل ولاية أن تضع لوائح تسمح للمؤسسات المالية بتوفير هذه الحسابات، ولا يوجد ضمان بأن تقوم كل ولاية بذلك.[321]
- 2014 – أعلنت وزارة العدل الأمريكية عن التوصل إلى اتفاق تسوية على مستوى الولاية لحل انتهاكات قانون الأمريكيين ذوي الإعاقة لصالح حوالي 3250 من سكان رود آيلاند من ذوي الإعاقات الفكرية والنمائية. وبموجب هذه التسوية، سيحصل 2000 شخص يخدمهم برامج معزولة اعتبارًا من 2014 على فرص للعمل في وظائف حقيقية بأجور تنافسية.[322] إضافة إلى ذلك، سيحصل 1250 طالبًا من ذوي الإعاقات الفكرية والنمائية على خدمات تساعدهم في الانتقال إلى سوق العمل على مدار عشر سنوات.[322] كانت هذه أول تسوية على مستوى الولاية في تاريخ أمريكا تعالج حق الأشخاص ذوي الإعاقة في الحصول على خدمات التوظيف والأنشطة النهارية بتمويل حكومي في المجتمع الأوسع بدلًا من الورش المعزولة أو البرامج المؤسسية.[322]
- 2014 – مارليز نيكول مونيوز، امرأة أمريكية كانت محور جدل في الأخلاقيات الطبية بين نوفمبر 2013 ويناير 2014. كانت تشتبه في إصابتها انصمام رئوي وتم إعلان موت دماغي. وبسبب حملها، أبقاها الأطباء في مستشفى بتكساس على جهاز التنفس الاصطناعي رغم إعلان الوفاة الدماغية. خاض زوجها معركة قانونية لإنهاء دعم الأعضاء. يقيّد قانون في تكساس تطبيق التوجيه المسبق للرعاية الصحية على الحوامل، لكن زوجها جادل بأن القانون غير قابل للتطبيق لأنها كانت legal death|ميتة قانونيًا. أمر القاضي المستشفى بإيقاف دعم الأعضاء وتوقف قلبها في 26 يناير 2014.
- 2014 – في قضية هال ضد فلوريدا، قضت المحكمة العليا الأمريكية بأن الاعتماد على حد فاصل واضح في معدل الذكاء لتحديد ما إذا كان الشخص يعاني من إعاقة ذهنية (التخلف العقلي سابقًا) غير دستوري عند تقرير ما إذا كان مؤهلاً لعقوبة الإعدام.[323]
- 2014 – في 30 سبتمبر 2014، وقع حاكم كاليفورنيا جيري براون "قانون أودري"، وهو مشروع قانون يزيد العقوبات ويقلل من حماية الخصوصية للمراهقين المدانين بجرائم جنسية ضد شخص فاقد للوعي بسبب المخدرات أو الكحول أو غير قادر على إعطاء الموافقة بسبب الإعاقة.[324][325][326][327] سُمي هذا القانون تيمنًا بـ انتحار اودرى بوت، طالبة تبلغ من العمر 15 عامًا في Saratoga High School (California)|مدرسة ساراتوغا الثانوية في ساراتوغا (كاليفورنيا)، التي انتحرت في 12 سبتمبر 2012 بعد تعرضها لاعتداء جنسي من قبل ثلاثة زملاء، نُشرت صوره لاحقًا عبر الإنترنت مع bullying|تنمر.
- 2014 – قدمت الجمعية الوطنية للصم شكوى إلى قسم الحقوق المدنية بوزارة العدل الأمريكية ضد جامعة كاليفورنيا، تتعلق بمحاضرات مجانية منشورة على يوتيوب وآي تيونز، مدعية أنها تنتهك قانون الأمريكيين ذوي الإعاقة لعام 1990 بسبب الاعتماد على ترجمات آلية غير دقيقة. في 2016، خلصت وزارة العدل إلى أن المحتوى ينتهك القانون ما لم يتم تحديثه وفقًا إرشادات إتاحة محتوى الويب.[328] وردًا على ذلك، صرّح متحدث باسم الجامعة أن تكلفة الترجمة تتجاوز مليون دولار، وأن الجامعة ستزيل المحتوى من الوصول العام للامتثال للأمر.[329]
- 2014 – في قضية Authors Guild v. HathiTrust، اعتبرت محكمة الاستئناف أن استخدام الكتب الرقمية لأغراض البحث وإمكانية الوصول يعد fair use|استخدامًا عادلاً. كانت القضية تتعلق باستخدام Google Books Library Project|الكتب التي تم مسحها ضوئيًا من Google في مكتبة HathiTrust. أيدت المحكمة الجزئية الحكم في 2012، وأكدته محكمة الاستئناف في 2014 مع إعادة جزئية للنظر في صلاحية المدّعين في رفع القضية بشأن نسخ الحفظ.[330]
- 2014–2017 – أثناء عملها مع منظمة "محامون لحقوق ذوي الإعاقة"، مثلت هابين جيرما الاتحاد الوطني للمكفوفين ومقيمًا أعمى في فيرمونت في دعوى قضائية ضد سكريبد لانتهاكها قانون الأمريكيين ذوي الإعاقة بعدم توفير محتوى يمكن الوصول إليه للمكفوفين. حاولت Scribd رفض الدعوى بحجة أن القانون لا ينطبق إلا على المواقع الفعلية، لكن المحكمة رفضت هذا الادعاء في مارس 2015، وتم التوصل إلى تسوية في 2017 تلزم Scribd بإتاحة محتواها للمكفوفين.[331]
- 2015 - أعلنت السلطات في ولاية أوريغون أن مالكًا ومشغلاً لمجمع سكني في ليك أوسويغو، أوريغون، وهي مجموعة بروميثيوس العقارية، وافق على دفع 475,000 دولار لتسوية اتهامات بأنه فشل في توفير تسهيلات مناسبة لسكان سابق من ذوي الإعاقة.[332] في أكتوبر 2011، طلب جيمس كالوجريديس موقف سيارات لذوي الإعاقة أقرب إلى وحدته ووحدة زوجته بسبب إعاقته التي كانت تحدّ من قدرته على المشي.[332] ولكن في يناير 2012 سقط في موقف السيارات الخاص بالمجمع وأُصيب، وتوفي متأثراً بجراحه في 9 فبراير؛ أي بعد يوم واحد فقط من منحه الموقف الذي طلبه.[332] بالإضافة إلى دفع 475,000 دولار، تم الاتفاق أيضًا على أن تلتزم الشركة بـ "[الامتثال لقانون الإسكان العادل في أوريغون والقانون الفيدرالي للإسكان العادل (FHA)، وتقديم قائمة بجميع العقارات التي تملكها أو تديرها إلى مكتب العمل والصناعات (BOLI)، والإبلاغ عن أي تغييرات أو استحواذات عقارية لـ BOLI لمدة ثلاث سنوات، وإجراء تدريبات سنوية على FHA لجميع موظفي الشركة، والحفاظ على سجل لتوثيق طلبات التسهيلات المعقولة للمستأجرين وتقديمه إلى BOLI نصف سنويًا، وتقديم السياسات والممارسات الخاصة بها لـ BOLI لمراجعتها، وإبلاغ جميع المستأجرين في ممتلكاتها في ولاية أوريغون بحقوقهم في الحصول على تسهيلات معقولة]."[332]
- 2015 – حكمت القاضية الفيدرالية بيث بلوم من المحكمة الجزئية الجنوبية لفلوريدا بالسماح للكلب المساعد لأنطوني ميرشانت بمرافقته في مدرسة نوب هيل الابتدائية، دون الحاجة إلى استيفاء الشروط التي فرضتها إدارة المدرسة.[333]
- 2015 – وقّع حاكم ولاية ماريلاند قانونًا بإنشاء "تحالف إيثان سايلور للمدافعين الذاتيين كمعلّمين"، ضمن وزارة شؤون ذوي الإعاقة، ويهدف إلى إشراك ذوي الإعاقات الفكرية والنمائية في تدريب ضباط إنفاذ القانون حول احتياجاتهم.[334] وسُمّي القانون نسبةً إلى روبرت إيثان سايلور، وهو شاب يبلغ من العمر 26 عامًا وكان مصابًا بـ متلازمة داون، توفي عام 2013 بعد أن قام ثلاثة نوّاب شرطة خارج الخدمة بتقييده عندما رفض مغادرة صالة سينما في فريدريك، ماريلاند.[334]
- 2015 – في قضية Brumfield v. Cain، 576 U.S. [الإنجليزية]‏ ___ (2015)، قضت المحكمة العليا للولايات المتحدة بأن برومفيلد، نظرًا لاستيفائه لمتطلبات 28 U.S.C. § 2254(d)(2)، يحق له أن تُنظر قضيته المتعلقة بـ Atkins v. Virginia من حيث الجوهر في المحكمة الفيدرالية.
- 2015 – في قضية المحكمة العليا وزارة الإسكان والشؤون المجتمعية في تكساس ضد مشروع المجتمعات الشاملة، 576 U.S. [الإنجليزية]‏ ___ (2015)، قضت المحكمة بأن الكونغرس كان يقصد صراحةً تضمين دعاوى "الأثر غير المباشر" ضمن قانون الإسكان العادل، لكن على المدّعين إثبات أن سياسات المدّعى عليه هي السبب في التفاوت.[335] ويُحظر التمييز بناءً على الإعاقة في قانون الإسكان العادل.[336]
- 2015 - سنّ قانون جديد بشأن التوقعات والواجبات المتعلقة بالطلاب ذوي الإعاقة.[337]
- 2015 – أقيم أول مسيرة فخر الإعاقة في مدينة نيويورك؛ وكان توم هاركين قائد المسيرة الشرفي.[338]
- 2015 – تمّ حظر دفع أجور تقل عن الحد الأدنى للأجور للأشخاص ذوي الإعاقة في ولاية نيوهامبشير.[122]
- 2015 – صدر حكم فدرالي يتيح للمهاجرين الذين يعانون من إعاقات عقلية حادة وتم ترحيلهم من ولايات أريزونا وكاليفورنيا وواشنطن بين 21 نوفمبر 2011 و27 يناير 2015، أن يطلبوا إعادة فتح قضايا ترحيلهم.[339][339]
- 2015 - تم إقرار قانون في هاواي يفرض عرض فيلمين أسبوعيًا على الأقل في كل صالة سينما مع توفّر الترجمة النصية على الشاشة.[340]
- 2015 - في قضية بيرس ضد مقاطعة كولومبيا (2015)، حكمت كيتانجي براون جاكسون، من المحكمة الجزئية للولايات المتحدة لمقاطعة كولومبيا، بأن إدارة إصلاحيات مقاطعة كولومبيا انتهكت حقوق أحد السجناء الصم بموجب قانون الأمريكيين ذوي الإعاقة لعام 1990، بسبب فشلها في تقديم تسهيلات معقولة له أو تقييم احتياجاته خلال فترة احتجازه عام 2012. وذكرت جاكسون أن "تجاهل المقاطعة المتعمد" لاحتياجات بيرس وجهودها الضعيفة لتقديم مساعدات عشوائية له—وبعد أن طلبها صراحةً فقط—لا تفي بمتطلبات القانون.[341]
- 2016 – أصبح من المسموح بموجب قانون فلوريدا، الأول من نوعه في البلاد، أن يرافق شخص ذو إعاقة تطورية خبيرًا خلال الاستجواب من قبل الشرطة لتفسير ما يحدث وطرح الأسئلة بطريقة يفهمها الشخص المستجوَب. كما يسّر القانون التعرف على الأشخاص الذين قد يحتاجون للمساعدة من خلال خيار تطوعي جديد على بطاقات الهوية الحكومية.[342]
- 2016 – فرضت وزارة النقل الأمريكية غرامات تصل إلى 550,000 دولار على ثلاث شركات طيران أوروبية – الخطوط الجوية الفرنسية، والخطوط البريطانية، ولوفتهانزا – بسبب تعاملها غير السليم مع شكاوى من مسافرين من ذوي الإعاقة.[343][343]
- 2016 – أضافت نقابة المحامين الأمريكية قاعدة أخلاقية جديدة تحظر التعليقات أو التصرفات التي تستهدف أي شخص بسبب الإعاقة، أو عوامل أخرى مشابهة.[344]
- 2016 – حُظر دفع أجور تقل عن الحد الأدنى للأجور للأشخاص ذوي الإعاقة في ولاية ماريلاند.[122]
- 2016 – في قضية الولايات المتحدة ضد مورين، رقم 15-50197 (الدائرة الخامسة، 2016)، طعن المدعى عليه في شرطين من شروط الإفراج تحت الرقابة. وقررت المحكمة إلغاء أحد الشروط، لأنه أعطى معالجًا خاصًا الحق في فرض "قيود على نمط الحياة" قد لا تكون ضرورية للعلاج ويمكن أن تستمر طوال فترة الإفراج، واعتبرته المحكمة تفويضًا غير مناسب.[345]
- 2016 - توصلت أوبر إلى تسوية في دعوى قضائية رفعها الاتحاد الوطني للمكفوفين لضمان حصول الركاب برفقة كلاب إرشاد على نفس فرص النقل.[346]
- 2017 – إندرو ف. ضد مقاطعة دوغلاس التعليمية، هي قضية قضت فيها المحكمة العليا للولايات المتحدة بأنه، بموجب قانون تعليم الأفراد ذوي الإعاقات ("IDEA")،[347] يجب على المدارس أن توفّر للطلاب تعليمًا "محسوبًا بشكل معقول لتمكين الطفل من إحراز تقدم مناسب في ضوء ظروف الطفل".[348]
- 2017 – مور ضد تكساس، هو قرار صادر عن المحكمة العليا للولايات المتحدة يوضّح أنه، للامتثال لحكم Atkins v. Virginia، 536 U.S. 304 (2002)، يجب على المحاكم استخدام معايير التشخيص الطبي المشروعة عند تشخيص الإعاقات الذهنية لدى المحكوم عليهم بالإعدام.[349] اعتمدت المحكمة على قضية Atkins، التي قضت بأن إعدام أي فرد مصاب بإعاقة ذهنية هو أمر غير دستوري، حيث حكمت بأن "المستويات الخفيفة من الإعاقة الذهنية [...] تظل مع ذلك إعاقات ذهنية [...] ولا يجوز للولايات إعدام أي شخص ضمن الفئة الكاملة من الجناة ذوي الإعاقة الذهنية".[350]
- 2017 – Fry v. Napoleon Community Schools، 580 U.S. ___ (2017)، هي قضية نظرتها المحكمة العليا للولايات المتحدة قضت فيها بأن قانون حماية الأطفال المعاقين لعام 1986 لا يفرض استنفاد السبل الإدارية على مستوى الولاية المنصوص عليها في قانون تعليم الأفراد ذوي الإعاقات (IDEA) عندما لا يكون جوهر دعوى المدعي متعلّقًا برفض تعليم عام مجاني مناسب (FAPE).[351]
- 2017 – ميتريس ريتشاردسون كانت امرأة أمريكية تبلغ من العمر 24 عامًا، فُقدت في 17 سبتمبر 2009 بعد إطلاق سراحها من سجن في كالاباساس، كاليفورنيا حيث أُخذت بعد أن تصرفت بشكل غير طبيعي في أحد المطاعم. وُجدت جثتها بعد 11 شهرًا في أغسطس 2010. أصرّ والدا ريتشاردسون على أن ابنتهما لم يكن ينبغي إطلاق سراحها بمفردها من قبل إدارة شرطة مقاطعة لوس أنجلوس نظرًا لحالتها النفسية الواضحة. في عام 2011، كسبا دعاوى مدنية ضد المقاطعة بقيمة 900,000 دولار كتعويضات. وفي يناير 2017، أنهى مكتب المدعي العام لولاية كاليفورنيا تحقيقًا في ظروف إطلاق سراح ريتشاردسون وقرر عدم توجيه اتهامات لأي شخص متورط في إطلاق سراحها.[352]
- 2018 – أعلنت دلتا إيرلاينز أنه بدءًا من 1 مارس، سيكون من المطلوب تقديم مستندات تتعلق بصحة حيوانات الخدمة والدعم، وفي بعض الحالات يجب تقديم تعهّد بحسن سلوكها.[353]
- 2018 – يونايتد إيرلاينز رفضت السماح لشخص باصطحاب طاووس الدعم العاطفي الخاص بها على رحلة مغادرة من مطار نيوآرك ليبرتي الدولي.[354]
- 2018 – أصبح من غير القانوني في ألاسكا في عام 2018 دفع أجور للعمال ذوي الإعاقة تقل عن الحد الأدنى للأجور.[122]
- 2018 – بدءًا من 1 مارس، فرضت يونايتد إيرلاينز تقديم مستندات تؤكد أن حيوان الدعم العاطفي يتمتع بصحة جيدة ومدرّب بشكل مناسب للتواجد في الأماكن العامة.[355]
- 2018 – تم إزالة امرأة من رحلة تابعة لخطوط فرونتير الجوية بعد إحضارها لسنجاب ورفضها مغادرة الطائرة، حيث لم تسمح الشركة باعتبار السنجاب حيوان دعم عاطفي.[356]
- 2018 – بدءًا من 1 نوفمبر 2018، أعلنت خطوط فرونتير الجوية أن حيوانات الدعم العاطفي يجب أن تكون إما كلبًا أو قطًا فقط، ويُسمح بحيوان واحد فقط لكل مسافر، ويجب إخطار الشركة به قبل 48 ساعة على الأقل من موعد المغادرة، ويجب أن يكون الحيوان في قفص قابل للتخزين تحت المقعد الأمامي أو مربوطًا أثناء التواجد في المطار وعلى متن الطائرة.[357]
- 2018 - في ديسمبر 2018، بدأت وزارة النقل الأمريكية تطلب من شركات الطيران تتبّع عدد التقارير التي تتلقاها بشأن الكراسي المتحركة والدراجات البخارية التي تم التعامل معها بشكل سيئ.[358]
- 2019 – تم سن قانون مجالس التعليم في نيوجيرسي اعتماد تعليم يعرض بدقة "المساهمات السياسية والاقتصادية والاجتماعية للأشخاص ذوي الإعاقات والأشخاص المثليين والمثليين جنسيًا والمتحولين جنسيًا، حيثما كان ذلك مناسبًا."[359]
- 2019 – في قضية ماديسون ضد ألاباما، قضت المحكمة العليا بأنه قد يكون من الممكن تنفيذ حكم الإعدام على سجين حتى إذا لم يتذكر ارتكاب جريمته، ولكن قد يحظر تنفيذ حكم الإعدام على سجين مصاب بالخرف أو اضطراب آخر بدلاً من الهلاوس الذهانية.
- 2019 – بوكس ضد منظمة تنظيم الأسرة في إنديانا وكنتاكي (دوسيه 18–483) هي قضية أمام المحكمة العليا للولايات المتحدة تتعلق بدستورية قانون ضد الإجهاض لعام 2016 الذي تم تمريره في ولاية إنديانا. كان قانون إنديانا يهدف إلى حظر الإجهاض الذي يتم بناءً فقط على جنس الجنين أو عرقه أو إثنيته أو إعاقته. قامت المحاكم الأدنى بحظر تنفيذ القانون بسبب انتهاكه لحق المرأة في الإجهاض بموجب مخاوف الخصوصية في التعديل الرابع عشر، كما تم تحديده في القضايا البارزة روي ضد ويد و منظمة تنظيم الأسرة ضد كيسي. كما حظرت المحاكم الأدنى تنفيذ جزء آخر من القانون الذي يتطلب التخلص من الأجنة المجهضة من خلال الدفن أو الحرق. قرار المحكمة العليا نقض أمر الحظر على جزء التخلص من الأجنة من القانون، لكنه لم يتحدى أو يؤكد حكم المحاكم الأدنى بشأن بنود عدم التمييز، تاركًا إياها كما هي.

## عقد 2020
- 2020 – كيهلر ضد كانساس, رقم 18-6135، هي قضية أمام المحكمة العليا للولايات المتحدة حيث حكم القضاة بأن التعديل الخامس والتعديل الرابع عشر لدستور الولايات المتحدة لا يتطلب من الولايات اعتماد دفاع الجنون في القضايا الجنائية الذي يعتمد على قدرة المتهم على التمييز بين الصواب والخطأ. تم طرح القضية في 7 أكتوبر 2019 وصدرت الحكم في 23 مارس 2020.[360]
- 2020 – تم سن قانون في ولاية مسيسيبي يحظر الإجهاض بناءً على التشوهات الجينية أو الجنس أو العرق للجنين.[361]
- 2020 – مدرسة سيدة غوادالوبي ضد موريسي-بيرو، هي قضية أمام المحكمة العليا للولايات المتحدة تتعلق باستثناء الوزير في قوانين التمييز الوظيفي الفيدرالية. القضية هي امتداد لقرار المحكمة العليا السابق في كنيسة ومدرسة هوسانا تابور الإنجيلية اللوثرية ضد لجنة تكافؤ فرص العمل (2012)[362] الذي أنشأ استثناء الوزير استنادًا إلى فقرة تأسيسية وفقرة ممارسة الحرية في دستور الولايات المتحدة، مؤكداً أنه لا يمكن تطبيق قوانين التمييز الفيدرالية على قادة المنظمات الدينية. قضية المحكمة العليا Our Lady of مدرسة غوادالوبي ضد موريسي-بيرو، جنبًا إلى جنب مع قضية مدرسة سانت جيمس ضد بيل (دوسيه 19-348)، نشأت من أحكام في محكمة الاستئناف الأمريكية للدائرة التاسعة التي وجدت أن قوانين التمييز الفيدرالية تنطبق على الآخرين داخل المنظمة الدينية الذين يؤدون وظيفة دينية هامة ولكنهم يفتقرون إلى اللقب أو التدريب ليتم اعتبارهم قادة دينيين بموجب هوسانا تيبور. في قضية مدرسة سانت جيمس ضد بيل، في 2018، رفضت محكمة الاستئناف الأمريكية للدائرة التاسعة استخدام استثناء الوزير لمنع دعوى التمييز على أساس الإعاقة من معلمة في مدرسة ابتدائية "تدرس الدين لمدة 30 دقيقة تقريبًا في اليوم، أربعة أيام في الأسبوع، باستخدام كتاب عمل عن الإيمان الكاثوليكي."[363] وتحدت المنظمة الدينية هذا الحكم استنادًا إلى هوسانا تيبور. حكمت المحكمة العليا في قرار 7-2 تحت اسم مدرسة سيدة غوادالوبي ضد موريسي-بيرو في 8 يوليو 2020 بأن المحكمة قد نقضت حكم محكمة الاستئناف للدائرة التاسعة، مؤيدةً أن مبادئ هوسانا تيبور التي تقول إن الشخص قد يؤدي وظيفة دينية هامة حتى لو لم يحمل لقب أو تدريب القائد الديني، تلبي استثناء الوزير في التمييز الوظيفي.[364]
- 2021 - أعلنت وزارة التعليم أنها ستلغي ديون الطلاب لأكثر من 40,000 أمريكيين تم منحهم إعفاء من القروض بسبب إعاقات، لكن تم إعادة ديونهم بعد عدم تقديمهم لبعض الأوراق المطلوبة.[365]
- 2022 - غالاردو ضد مارستيلر، كانت قضية أمام المحكمة العليا للولايات المتحدة التي قضت بأن قانون ميديسيد يسمح للدولة بطلب تعويض من المدفوعات الناتجة عن التسويات المخصصة للرعاية الطبية المستقبلية. تم رفع القضية من قبل والدي جيانينا جالاردو، التي كانت في حالة نباتية مستمرة.[366]
- 2022 - دخل قانون حيز التنفيذ في مدينة نيويورك يطلب من دور السينما تقديم الترجمة النصية على الشاشة لما يصل إلى أربع عروض سينمائية أسبوعياً لكل فيلم، بما في ذلك العروض في عطلات نهاية الأسبوع والجمعة ليلاً.[340]
- 2022 - تم الإعلان عن نشر وزارة النقل الأمريكية لميثاق حقوق ركاب الطائرات ذوي الإعاقات. كما صرحت وزارة النقل الأمريكية، "يصف هذا الميثاق الحقوق الأساسية لركاب الطائرات ذوي الإعاقات بموجب قانون وصول شركات الطيران واللوائح المنفذة له، 14 قانون اللوائح الفيدرالية الجزء 382".[367][368]
- 2022 - في عام 2022، قالت محكمة الاستئناف الأمريكية للدائرة الرابعة إن قانون الأمريكيين ذوي الإعاقات يشمل الأفراد الذين يعانون من اضطراب الهوية الجنسية، مما قد يساعد الأشخاص المتحولين جنسيًا في الوصول إلى الحماية القانونية التي قد لا يتوفر لهم بخلاف ذلك.[369]
- 2022 - تم سن قانون في كاليفورنيا يطلب من القضاة توثيق جميع البدائل للإشراف قبل منح الوصاية، مما يعطي الأفضلية للمحتملين لوصاية في اختيار الوصي، ويجعل من السهل إنهاء الوصاية القضائية في كاليفورنيا.[370]
- 2022 - صوت ناخبو نيفادا لصالح سؤال الاستفتاء، "هل يجب تعديل دستور ولاية نيفادا لإضافة ضمان محدد بأن حقوق المساواة بموجب القانون لن يتم إنكارها أو تقليصها من قبل هذه الولاية أو أي من مدنها أو مقاطعاتها أو تقسيماتها السياسية الأخرى بسبب العرق، اللون، المعتقد، الجنس، التوجه الجنسي، الهوية أو التعبير الجندري، العمر، الإعاقة، النسب، أو الأصل الوطني".[371][372]
- 2023 - في 1 يناير، دخل قانون حيز التنفيذ في ولاية رود آيلاند يفرض المساواة في الأجر مقابل "العمل المماثل" (يُعرَّف العمل المماثل على أنه العمل الذي يتطلب مهارات وجهدًا ومسؤوليات مماثلة ويتم أداؤه في "ظروف عمل مماثلة") بغض النظر عن الإعاقة أو الجنس أو العرق أو التوجه الجنسي أو الدين أو الجنسية أو العمر.[373]
- 2023 - في قضية مؤسسة الصحة والمستشفيات في مقاطعة ماريون ضد تاليفسكي, 599 U.S. 166 (2023)، قضت المحكمة العليا للولايات المتحدة بأن أحكام قانون إصلاح دور الرعاية التمريضية التي كانت محط النظر أنشأت حقوقًا يمكن تطبيقها بموجب القسم 1983 من قانون كو كلوكس كلان (الذي تم تجميعه في العنوان 42 من كود الولايات المتحدة المادة 1983)، وأن تطبيق القوانين الخاصة بالقسم 1983 يتوافق مع المخطط العلاجي لقانون إصلاح دور الرعاية التمريضية. حكمت المحكمة العليا بأن المدعي يمكنه تقديم دعوى حقوق مدنية فيدرالية بسبب انتهاك قانون إصلاح دور الرعاية التمريضية الفيدرالي. كانت القضية تتعلق برجل مصاب بالخرف.[374]